# Liste der Kulturdenkmale in Wertheim

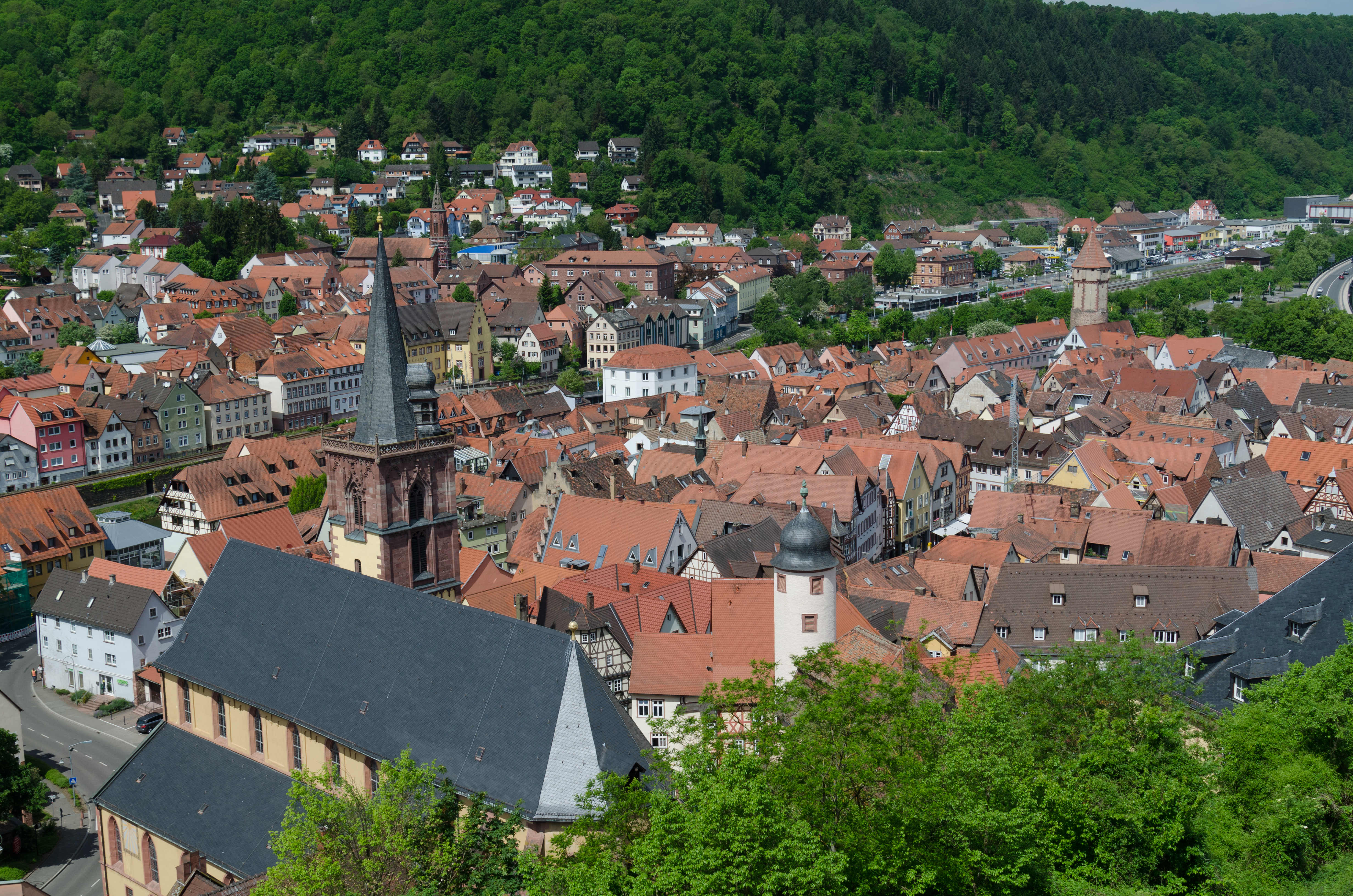
Blick von der Burg Richtung Nordwesten auf Tauberviertel und Altstadt

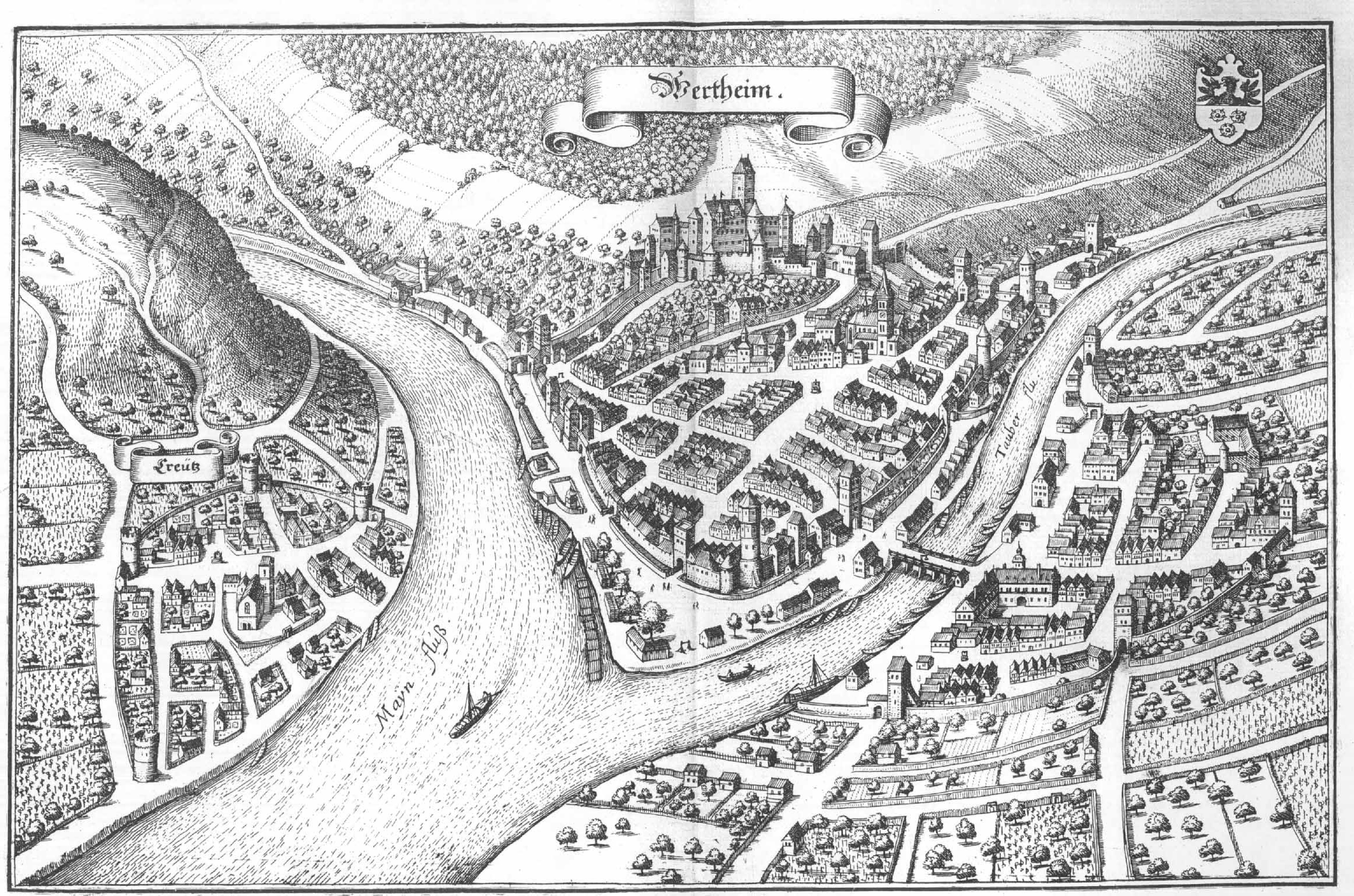
Historische Ansicht von Matthäus Merian, 1656

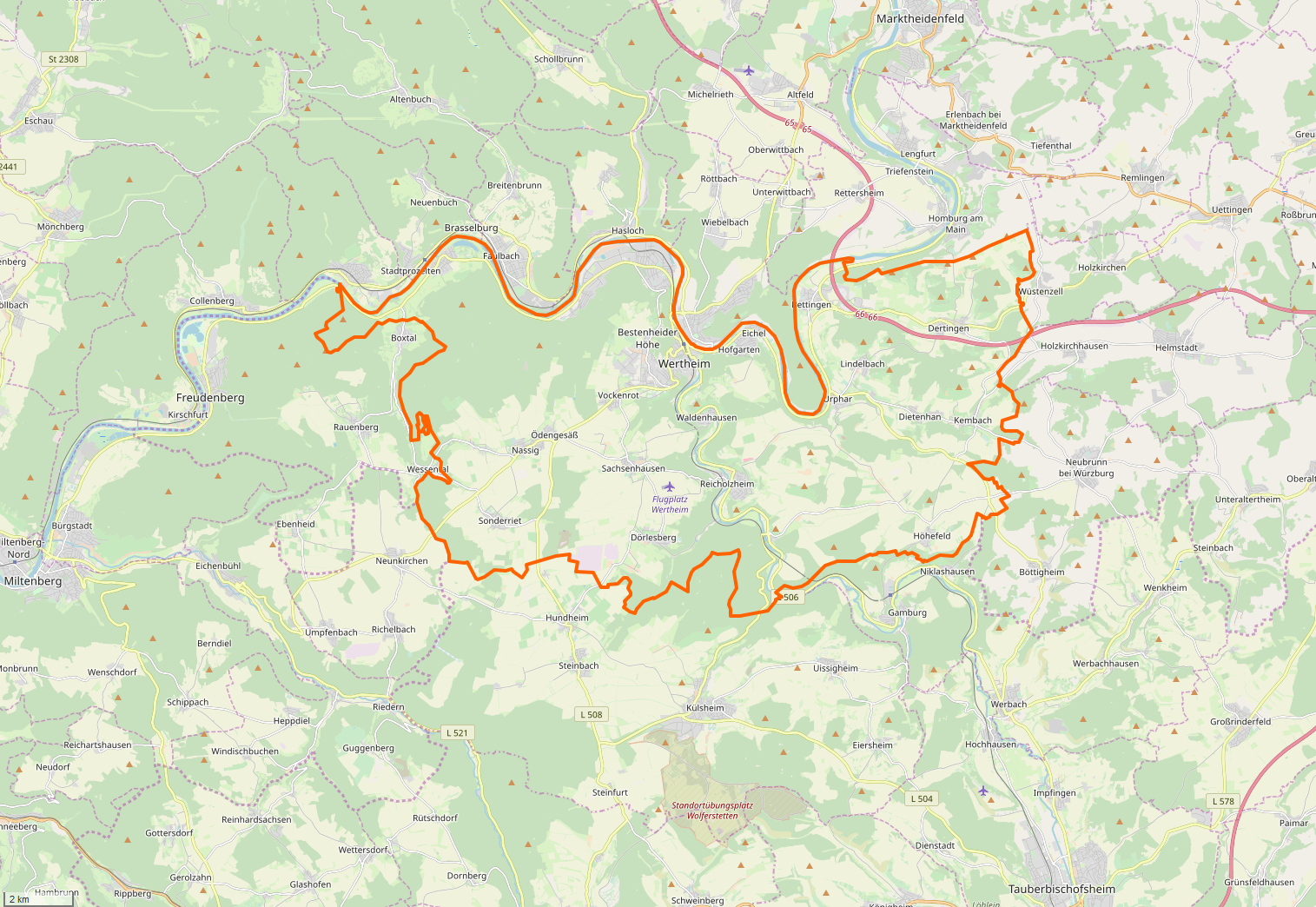
Übersicht über die Gemarkung und Lage der Stadt Wertheim und ihrer Teilorte

In der Liste der Kulturdenkmale in Wertheim sind Bau- und Kunstdenkmale der Stadt Wertheim verzeichnet, die im „Verzeichnis der unbeweglichen Bau- und Kunstdenkmale und der zu prüfenden Objekte“ des Landesamts für Denkmalpflege Baden-Württemberg verzeichnet sind. Dieses Verzeichnis ist nicht öffentlich und kann nur bei „berechtigtem Interesse“ eingesehen werden. Die folgende Liste ist daher nicht vollständig. Sie beruht im Wesentlichen auf dem veröffentlichten Denkmalpflegerischen Werteplan. Der Artikel ist Teil der übergeordneten Liste der Kulturdenkmale im Main-Tauber-Kreis.
Das Stadtgebiet Wertheims besteht aus der Kernstadt Wertheim, 15 Ortschaften (Bettingen, Dertingen, Dietenhan, Dörlesberg, Grünenwört, Höhefeld, Kembach, Lindelbach, Mondfeld, Nassig, Reicholzheim mit Bronnbach, Sachsenhausen, Sonderriet, Urphar und Waldenhausen) sowie 5 weiteren Stadtteilen auf dem Gebiet der Kernstadt Wertheim (Bestenheid, Eichel/Hofgarten, Reinhardshof mit dem Wohnplatz Bestenheider Höhe, Vockenrot und Wartberg). Die 15 Ortschaften sind ehemals selbstständige Gemeinden, die erst bei der Gebietsreform der 1970er Jahre nach Wertheim eingegliedert wurden.
Kleindenkmale wie beispielsweise Bildstöcke, Statuen und Wegkreuze blieben im Stadtgebiet außerhalb der Kernstadt zahlreich erhalten. Der Grund liegt in der seit dem Mittelalter durchgehend landwirtschaftlichen Struktur. Es kam in den nach Wertheim eingemeindeten Ortschaften in der Neuzeit zu keiner Verdichtung von Siedlung und Industrie wie in den Ballungsgebieten, so dass diese Kulturdenkmale im Freiland weitgehend erhalten blieben.

## Allgemein
- Bild: Zeigt ein ausgewähltes Bild aus Commons, „Weitere Bilder“ verweist auf die Bilder im Medienarchiv Wikimedia Commons.
- Bezeichnung: Nennt den Namen, die Bezeichnung oder die Art des Kulturdenkmals.
- Lage: Straßenname und Hausnummer oder Flurstücknummer des Kulturdenkmals, gegebenenfalls auch den Ortsteil. Die Grundsortierung der Liste erfolgt nach dieser Adresse. Der Link (Karte) führt zu verschiedenen Kartendiensten mit der Position des Kulturdenkmals. Fehlt dieser Link, wurden die Koordinaten noch nicht eingetragen. Sind diese bekannt, können sie über ein Tool mit einer Kartenansicht einfach nachgetragen werden. In dieser Kartenansicht sind Kulturdenkmale ohne Koordinaten mit einem roten bzw. orangen Marker dargestellt und können durch Verschieben auf die richtige Position in der Karte mit Koordinaten versehen werden. Kulturdenkmale ohne Bild sind an einem blauen bzw. roten Marker erkennbar.
- Datierung: Baubeginn, Fertigstellung, Datum der Erstnennung oder grobe zeitliche Einordnung entsprechend des Eintrags in der zuständigen Denkmaldatenbank (Landesamt für Denkmalpflege Baden-Württemberg).
- Beschreibung: Kurzcharakteristik des Kulturdenkmals.

## Gesamtanlage Wertheim
Bei der Stadt Wertheim handelt es sich um eine einstige Burgsiedlung des späten 12./frühen 13. Jahrhunderts mit charakteristischen Stadterweiterungsgebieten des 15.–19. Jahrhunderts. Die die Stadt beherrschende Burgruine samt den Resten der einst mächtigen Befestigungsanlage sind ebenso erhalten, wie der sehr gut überlieferte Baubestand des 16.–19. Jahrhunderts und der historische Stadtgrundriss. Die historische Bau- und Raumstruktur sowie die kulturlandschaftliche Einbettung begründen damit die Qualität der Stadt als Gesamtanlage gemäß § 19 DSchG, an deren Erhaltung ein besonderes öffentliches Interesse besteht.
Die Gesamtanlage gemäß § 19 DSchG umfasst die Altstadt am rechten Tauberufer und das Tauberviertel links der Tauber.

## Sachgesamtheit Stadtbefestigung

### Burg
Als idealtypische Burgsiedlung ist die Altstadt in das Befestigungssystem integriert. Trapezförmige Schenkelmauern verbinden sie mit der am vorspringenden Bergkegel thronenden Burgruine, die zusammen mit den erhaltenen Stadttürmen – allen voran der Spitze und der Weiße Turm – sowie den städtebaulichen Dominanten Pfarrkirche und Hofhaltung (Schlossweg) die Stadtsilhouette prägen. Die Ende des 12./Anfang des 13. Jahrhunderts errichtete Burg wird im 16. Jahrhundert schlossartig ausgebaut (und kurz darauf zerstört), parallel zu den frei stehenden Schenkelmauern und der in Teilen in die Bebauung integrierten und schrittweise erweiterten Stadtbefestigung der Kern- und der Taubervorstadt mit ihren zahlreichen Toren und Türmen (12.–17. Jahrhundert).
Von der Burganlage erstrecken sich im Süden und Osten die Schenkelmauern bis in die Altstadt und grenzen diese räumlich ab. An der Rechten Tauberstraße ist im Norden der Spitze Turm und entlang der Straße ein Mauerzug erhalten.

| Bild           | Bezeichnung                            | Lage                          | Datierung | Beschreibung | ID |
| -------------- | -------------------------------------- | ----------------------------- | --------- | --- | -- |
| Weitere Bilder | Burgruine mit sogenanntem Neuen Archiv | Schlossgasse 11 (Flstnr. 663) |           | Auf drei Geländeterrassen in Rotsandstein errichteter mehrteiliger Komplex des 12.–18. Jahrhunderts mit zahlreichen Türmen und Gräben; die „Obere Burg“ mit Bergfried, Pallas und Kapelle im Kern 12./Anfang 13. Jahrhundert, die „Untere Burg“ mit sogenanntem Löwensteiner-Bau 16./frühes 17. Jahrhundert, die westlich anschließende Altane Anfang 16. Jahrhundert, das „Neue Archiv“ mit Burgtor unter Miteinbeziehung der bestehenden Türme 1745; während des Dreißigjährigen Krieges zerstört und mit Ausnahme des Neuen Archivs seitdem als Ruine erhalten bzw. ab 1982 umfassend saniert. Die im Kern hochmittelalterliche, in der Renaissance zum Schloss ausgebaute Burganlage mit Vormauern und Vorwerken ist als Krone der Stadt und als ein die Kulturlandschaft des Maintals weithin prägendes Element von höchstem Zeugniswert für die Stadtgeschichte und Stadtgestalt. Als einstiger Stammsitz der Wertheimer Grafen und eine der größten erhaltenen Burganlagen Deutschlands kommt ihr zudem überregionale Bedeutung zu. Geschützt nach §§ 28 (Gebäude) DSchG |    |

### Türme und Tore
| Bild           | Bezeichnung                                                            | Lage                                                 | Datierung                                                 | Beschreibung | ID |
| -------------- | ---------------------------------------------------------------------- | ---------------------------------------------------- | --------------------------------------------------------- | --- | -- |
| Weitere Bilder | Sogenannter Spitzer Turm, Wartturm, später Stadtmauerturm              | Mainplatz 2 (Flstnr. 619/17)                         |                                                           | Stadtmauerturm mit rundem, aus Hausteinen errichtetem Unterbau (um 1180) und achteckigem, weitgehend verputztem Oberbau (um 1450) mit abschließendem, sandsteinernem Kranzgesims und Eckquaderungen sowie vorspringenden Pechnasen, bekrönendes Zeltdach; 2004/2005 Mauerwerksanierung und Neuerrichtung der angrenzenden Bebauung entlang der Rechten Tauberstraße. An der sogenannten Mainspitze, an der Mündung der Tauber in den Main gelegener Wartturm. Dieser war ursprünglich in die zwischen 1200 und 1400 errichtete Befestigung der Kernstadt miteinbezogen. Als frühestes bauliches Zeugnis der späteren Stadtanlage zu Füssen der Burg hat der Turm sehr hohen Zeugniswert für die Siedlungs- und Verteidigungsgeschichte Wertheims. Für das Stadtbild, vor allem für das Main- und das Tauberprospekt ist der Spitze Turm zudem bis heute von elementarer Bedeutung. Geschützt nach §§ 28 (Gebäude) DSchG                                |    |
| Weitere Bilder | Stadttor, Maintor                                                      | Mainplatz 8 (bei dem Gebäude), Flstnr. 208           | zwischen 1200 und 1400                                    | Über quadratischem Grundriss errichtetes mehrgeschossiges Stadttor aus Rotsandstein mit Zinnen bekröntem Abschluss und segmentbogiger Durchfahrt, Südfassade und Durchfahrt verputzt; zwischen 1200 und 1400 errichtet, erste urkundliche Nennung 1459/63, 1991 Außensanierung. Neben seiner fortifikatorischen Funktion verbindet das Maintor als wichtiger nördlicher Stadteingang über die Maingasse den Marktplatz mit der Mainlände, dem bis ins frühe 20. Jahrhunderts wichtigsten Umschlag- und Lagerplatz der Stadt, womit es hohen dokumentarischen Wert für die Stadtgeschichte und Stadtgestalt hat. Als Bestandteil der zwischen dem 12. und 17. Jahrhundert errichteten bzw. aufgebauten Befestigungsanlage Wertheims hat das Maintor zudem hohen Zeugniswert. Geschützt nach §§ 28 (Gebäude) DSchG |    |
| Weitere Bilder | Stadtmauerturm, sogenannter Weißer, später auch Hoher Turm             | Mühlenstraße 26 (bei dem Gebäude, Flstnr. 560)       | um 1180, um 1450, 19. und 20. Jahrhundert (Veränderungen) | Runder, massiver und verputzter Turm mit niedrigem Kegeldach; im Inneren Aufgangsrampe, am Turmaußenbau Inschriftenstein von 1838, anschließender 2-geschossiger Anbau mit Terrasse und Balustrade; errichtet um 1180 und um 1450, im 19. und 20. Jahrhundert verändert, u. a. nachträglich erhöht und das ehemalige hohe Kegeldach durch das heutige Dach ersetzt, mit Errichtung des Westflügels der ehemaligen Hofhaltung im 20. Jahrhundert Erweiterung des Anbaus bzw. der Terrasse in nördliche Richtung. Der den südwestlichsten Punkt der Befestigungslinie des 12. Jahrhunderts markierende Stadtmauerturm ist mit seinen prägenden Veränderungen von hohem Zeugniswert für die Stadtgeschichte und Stadtgestalt. Durch seinen städtebaulich exponierten Standort am rechten Tauberufer und als Bestandteil der ehemaligen fürstlich Rosenberg’schen Hofhaltung hat er zudem hohen städtebaulichen Wert. Geschützt nach §§ 28 (Gebäude) DSchG |    |
| Weitere Bilder | Stadttor, sogenanntes Grünauer- später Zolltor                         | Nebenmaingasse 9 (bei dem Gebäude)                   | zwischen 1200 und 1400                                    | Über quadratischem Grundriss errichtetes Stadttor aus Rotsandstein mit segmentbogiger Durchfahrt, das Obergeschoss durchfenstert und verputzt; an der Nordfassade vier profilierte, symmetrisch angeordnete Steinkonsolen; zwischen 1200 und 1400 errichtet, erste urkundliche Nennung 1459/63, im 19. und 20. Jahrhundert im oberen Bereich verändert. Neben seiner einstigen fortifikatorischen Funktion verbindet das Zolltor als weiterer nördlicher Stadteingang die Kernstadt mit der Mainlände, dem bis ins frühe 20. Jahrhunderts wichtigsten Umschlag- und Lagerplatz der Stadt, womit es hohen dokumentarischen Wert für die Stadtgeschichte und Stadtgestalt hat. Als Bestandteil der zwischen dem 12. und 17. Jahrhundert errichteten Befestigungsanlage Wertheims hat das Zolltor zudem hohen exemplarischen Wert. Geschützt nach §§ 28 (Gebäude) DSchG                                                                                   |    |
| Weitere Bilder | Faulturm bzw. Kittsteinturm oder Roter Turm mit Faultor (Kittsteintor) | Nebenrittergasse 8 (bei dem Gebäude, Flstnr. 25/029) | zwischen 1500 und 1620                                    | Runder, massiver und verputzter Turm mit niedrigem Kegeldach, daran angrenzend das gleichnamige, wohl nachträglich durch die Stadtmauer gebrochene Tor, darüber Reste des ehemaligen Wehrgangs erhalten; zwischen 1500 und 1620 errichtet, erste urkundliche Erwähnung 1632, 1964 das angrenzende, baulich eingebundene Wohngebäude saniert und Umbau des Wehrgangs geplant, in den 1990er Jahren Turmsanierung (Fassade, Fachwerk im Bereich des Wehrganges, Dachdeckung). Der Turm mit angrenzendem Tor ist als Bestandteil des zwischen dem 12.- und dem 17. Jahrhundert errichteten Befestigungssystems und als wichtiges, das Tauberufer prägendes Element von hohen Zeugniswert für die Stadtgeschichte und Stadtgestalt. Geschützt nach §§ 28 (Gebäude) DSchG |    |

### Stadtmauerreste
| Bild           | Bezeichnung                      | Lage                                | Datierung       | Beschreibung | ID |
| -------------- | -------------------------------- | ----------------------------------- | --------------- | --- | -- |
| Weitere Bilder | Stadtmauerrest und Brunnennische | Hämmelsgasse 20                     | 16. Jahrhundert | An der südlichen Außenwand des erhaltenswerten Wohnhauses Rest der Stadtmauer mit Brunnennische; das erhaltenswerte Gebäude dreigeschossig mit massivem Hang- und ersten Obergeschoss und Fachwerkobergeschoss, verputzt, Satteldach; 16. Jahrhundert, 19./20. Jahrhundert 2. Obergeschoss und Dach wohl weitgehend erneuert bzw. neu hergestellt. Der Stadtmauerrest samt Brunnennische ist von hohem Zeugniswert für die einstige Befestigungsanlage des Fischerviertels. Das Wohnhaus selbst ist als Bestandteil der geschlossenen, das linke Tauberufer prägenden Gebäudereihe erhaltenswert. Geschützt nach §§ 2 (Sachgesamtheit) DSchG |    |
| Weitere Bilder | Stadtmauerrest                   | Friedleinsgasse 12 (ehemals Nr. 10) |                 | Die beiden erhaltenswerten L-förmig aneinander stoßenden Gebäudeflügel zweigeschossig, die Westfassaden jeweils durch die Stadtmauer gebildet. Die durchaus noch mit qualitätvollen Baudetails ausgestattete Baugruppe in wichtiger städtebaulicher Lage an der Stadtmauer und am Eingang der Friedleinsgasse ist ein erhaltenswerter Bestandteil der Gesamtanlage. Geschützt nach §§ 2 (Sachgesamtheit) DSchG |    |
| Weitere Bilder | Stadtmauerrest                   | Burg, südlicher Mauerschenkelzug    |                 | Dieser Teil der Stadtmauer – die Schenkelmauer von der Burg herunter – ist noch sehr schön sichtbar. Geschützt nach §§ 2 (Sachgesamtheit) DSchG |    |
| Weitere Bilder | Stadtmauerrest                   | Burg, unterhalb der Burg            |                 | Durchgang unterhalb der Burg Geschützt nach §§ 2 (Sachgesamtheit) DSchG |    |
| Weitere Bilder | Stadtmauerrest                   | Rechte Tauberstraße (Karte)         |                 | Stadtmauerrest an der Rechten Tauberstraße Geschützt nach §§ 2 (Sachgesamtheit) DSchG |    |
| Weitere Bilder | Stadtmauerrest                   | Lindenstraße 1                      |                 | Stadtmauerrest Lindenstraße 1 Geschützt nach §§ 2 (Sachgesamtheit) DSchG |    |

## Einzeldenkmale nach Stadtteilen

### Wertheim
Bau-, Kunst- und Kulturdenkmale in der Kernstadt Wertheim (⊙) mit den in der Kernstadt aufgegangenen Stadtteilen Brückenviertel (⊙), Mühlenviertel (⊙) und Tauberviertel (⊙) sowie dem Wohnplatz Haidhof (⊙):

#### B
| Bild           | Bezeichnung                                                                          | Lage                                                                                 | Datierung                                       | Beschreibung | ID |
| -------------- | ------------------------------------------------------------------------------------ | ------------------------------------------------------------------------------------ | ----------------------------------------------- | --- | -- |
| Weitere Bilder | Ehemaliges Hospital, zeitweise Rathaus, heute Kulturhaus                             | Bahnhofstraße 1 (Karte)                                                              | um 1600, nach 1732 Umbauten, 1867/68 Nordflügel | Dreigeschossige Dreiflügelanlage mit vorspringenden Seitenflügeln mit Staffelgiebel, massiv, verputzt, Fenster- und Türgewände aus Rotsandstein, profiliertes Rundbogenportal, Satteldächer; um 1600 Errichtung des Mittelbaus und des Südflügels (darin befand sich einst die Laurentiuskapelle, 14. Jahrhundert), nach 1732 (Tauberflut) größere Umbaumaßnahmen, 1867/68 Errichtung des Nordflügels und Erweiterung des Südflügels um eine Achse samt Herstellung der Giebelfront, 1995 Umbau zu Kulturhaus und diverse Umbauten im Inneren (DG Ausbau mit Gauben). Das in typischer Lage außerhalb des Stadtkerns, am östlichen Eingang zum Tauberviertel liegende ehemalige Hospital hat wegen seiner historischen Nutzung und vor allem nach seiner historisierenden Um- und Neugestaltung des späten 19. Jahrhunderts als städtebaulichen Dominante ersten Ranges hohen Zeugniswert für die Stadtgeschichte und Stadtstruktur. Geschützt nach §§ 28 (Gebäude) DSchG |    |
| Weitere Bilder | Wohnhaus                                                                             | Bahnhofstraße 3 (Karte)                                                              | 17./18. Jahrhundert                             | Zweigeschossiges Gebäude mit massivem Sockel- und Erdgeschoss, Ober- und Dachgeschoss in Fachwerk errichtet, Vorstoß auf Konsolen, verputzt, steiles Mansardgiebeldach; 17./18. Jahrhundert mit modernen Überformungen. Kleiner Garten. Das im Kern frühneuzeitliche Gebäude mit vergleichsweise gut überlieferter Bausubstanz ist als Teil des nördlichen, gegen die Bahnhofstraße hin locker bebauten Tauberviertels von dokumentarischem Wert für die Stadtstruktur Wertheims. Geschützt nach §§ 2 (Gebäude) DSchG |    |
| Weitere Bilder | Hotel „Zum Löwensteiner Hof“                                                         | Bahnhofstraße 11 (Karte)                                                             | Anfang 20. Jahrhundert                          | Viergeschossiges, massiv errichtetes Gebäude mit verputzter, mit Stuck dekorierter Fassade, Satteldach; gegen die Bahnhofstraße breite Korbbogenfenster und gusseiserner, bauzeitlicher Balkon; Anfang 20. Jahrhundert mit modernen Überformungen. Das in Ecklage errichtete Gebäude mit markanter neobarocker Fassade ist als Teil der gründerzeitlichen Bebauung der Bahnhofstraße und als östlicher Abschluss des in badischer Zeit angelegten Verwaltungsviertels Dokument der Stadtentwicklung von Wertheim. Geschützt nach §§ 2 (Gebäude) DSchG |    |
| Weitere Bilder | Ehemaliges Großherzogliches Bezirksforstamt und Großherzogliche Bezirksbauinspektion | Bismarckstr. 2a (Flstnr. 409/1), Grabenstr. 2 (Flstnr. 409) – Sachgesamtheit (Karte) | Mitte 19. Jahrhundert                           | Zweigeschossige, massiv in Rotsandstein errichtete Gebäude mit hohem Kniestock, jeweils mit Satteldach; Mitte 19. Jahrhundert mit modernen Veränderungen (bei Grabenstraße 2 2002 Fensterauswechslung). Der U-förmige, gegen die Grabenstraße einen Innenhof ausbildende und aus drei Einzelgebäuden bestehende Gebäudekomplex ist als Bestandteil des in badischer Zeit angelegten Verwaltungsviertels von hohem dokumentarischen Wert für die gründerzeitliche Stadtentwicklung Wertheims und wegen seiner unveränderten zeittypischen Baugestalt zudem von hohem Zeugniswert für deren Stadtgestalt. Geschützt nach §§ 2 (Sachgesamtheit) DSchG |    |
| Weitere Bilder | Ehemalige Katholische Schule, heute Mesnerhaus                                       | Bismarckstraße 3 (Karte)                                                             | um 1850                                         | Zweigeschossiges, über hohem Hanggeschoss in Rotsandstein errichtetes Gebäude, Satteldach; Schulterbogenportal und geschnitztes Türblatt, terrassenartige Vorplatzerweiterung mit Brüstung mit Vierpassmotiv; errichtet um 1850 von August Moosbrugger, nachträgliche Fensterauswechslung. Kleiner Vorgarten gegen die Bismarckstraße. Das Mesnerhaus ist als Bestandteil der städtebaulichen Gesamtplanung rund um die katholische Kirche St. Venantius sowie als Bestandteil des in badischer Zeit angelegten Verwaltungsviertels rund um die Bismarckstraße von hohem dokumentarischen Wert für die Stadtentwicklung Wertheims. Wegen seiner zeittypischen Baugestalt und seines weitgehend unverfälschten Überlieferungsgrades kommt ihm darüber hinaus Zeugniswert für die Stadtgestalt zu. Geschützt nach §§ 2 (Sachgesamtheit) DSchG |    |
| Weitere Bilder | Katholische Kirche St. Venantius                                                     | Bismarckstraße 3a (Karte)                                                            | 1842                                            | Schlichter in Rotsandstein errichteter Saalbau mit zentralem, das Hauptportal aufnehmendem Kirchturm, Satteldach; durchbrochener Turmhelm aus Gussbetonteilen; 1842 von August Moosbrugger errichtet, zwischen 1900 und 1914 Ausmalung des Innenraums, 1950/60er Jahre purifiziert; bauzeitlicher Turmhelm in fragmentarischem Zustand erhalten. Westlich ummauerter Pfarrgarten und gegen die Bismarckstraße breite Treppenanlage angrenzend. Der Kirchenbau ist das Herzstück des in badischer Zeit angelegten Stadterweiterungsgebiets. Er liegt in erhöhter städtebaulicher Lage, in direkter Sichtachse der Friedrichstraße und ist gleichzeitig Mittelpunkt der von Architekt Moosbrugger einheitlich in neoromanischen Formen gestalteten und aus Kirche, Mesner- und Pfarrhaus bestehenden Baugruppe. Wegen ihrer städtebaulichen Funktion und ihrer zeittypischen Baugestalt kommt der Kirche hoher Zeugniswert für die Stadtgestalt zu. Als „Gegenstück“ zur evangelischen Stadtpfarrkirche am rechten Tauberufer ist sie darüber hinaus von dokumentarischem Wert für die Kirchengeschichte Wertheims. Geschützt nach §§ 2 (Sachgesamtheit) DSchG |    |
| Weitere Bilder | Katholisches Pfarrhaus                                                               | Bismarckstraße 5 (Karte)                                                             | um 1850                                         | Zweigeschossiges, über hohem Hanggeschoss in Rotsandstein errichtetes Gebäude, Satteldach; Schulterbogenportal und geschnitztes Türblatt, terrassenartige Vorplatzerweiterung mit Brüstung mit Vierpassmotiv; errichtet um 1850 von August Moosbrugger, nachträgliche Fensterauswechslung. Kleiner Vorgarten gegen die Bismarckstraße. Das Pfarrhaus ist als Bestandteil der städtebaulichen Gesamtplanung rund um die katholische Kirche St. Venantius sowie als Bestandteil des in badischer Zeit angelegten Verwaltungsviertels rund um die Bismarckstraße von hohem dokumentarischen Wert für die Stadtentwicklung Wertheims. Wegen seiner zeittypischen Baugestalt und seines Überlieferungsgrads kommt ihm darüber hinaus Zeugniswert für die Stadtgestalt zu. Geschützt nach §§ 2 (Gebäude) DSchG |    |
| Weitere Bilder | Edward-Uihlein-Schule mit ehemaligen Hausmeister-Wohnhaus                            | Bismarckstraße 9 und Uihlein-Straße 2 (Karte)                                        | 1869                                            | Dreigeschossiges, massiv in Rotsandstein errichtetes Gebäude mit Eckrisaliten und Frontispiz; bezeichnet mit 1869, 2004 Generalsanierung (Fenster, Dachdeckung, Fassade), 2006 Restaurierung des Festsaals; das dazugehörige ehemalige „Hausmeister-Wohnhaus“ (Uihlein-Str. 2) eingeschossig, mit in Rotsandstein errichtetem Erdgeschoss, das Dachgeschoss in Fachwerk, weiter Dachvorsprung; Ende 19. Jahrhundert. Die am Areal des ehemaligen Tauberhofgartens errichteten Gebäude sind in Funktion und Gestalt Bestandteil des in badischer Zeit angelegten Stadterweiterungsgebietes rund um die Bismarckstraße und besonders in ihrer historisch-funktionalen Zusammengehörigkeit von hohem dokumentarischem Wert für die Stadtstruktur und Stadtgestalt Wertheims. Geschützt nach §§ 2 (Sachgesamtheit) DSchG |    |
| Weitere Bilder | Mauer und Eingangspfosten zum ehemaligen Tauberhofgarten                             | Bismarckstraße (Flstnr. 796), gegenüber Bismarckstraße 9 (Karte)                     | 18. Jahrhundert                                 | In Rotsandstein errichtete Mauer mit Putten bekrönten Torpfosten des ehemaligen Tauberhofgartens; 18. Jahrhundert. Als bauliches Relikt und Bestandteil der Sachgesamtheit Tauberhofgarten kommt der Mauer und den Torpfosten exemplarischer Wert für die barocke Gartengestaltung und die Steinmetzkunst zu. Als baulicher Ausdruck des Gestaltungs- und Repräsentationswillens des Bauherrn hat die Anlage darüber hinaus hohen Zeugniswert. Geschützt nach §§ 2, 28 (Sachgesamtheit) DSchG |    |
|                | Villa                                                                                | Bismarckstraße 13 (Karte)                                                            | um 1920                                         | Dreigeschossiges, massives, verputztes Gebäude mit Walmdach; zurückspringender Mittelrisalit und dreieckig vorstoßendem Balkon; Einfriedung mit Sandsteinmauer; um 1920. Das Gebäude ist ein typisches Beispiel und ein wichtiger Bestandteil des Villenviertels des frühen 20. Jahrhunderts im nördlichen Abschnitt der Bismarckstraße. Geschützt nach §§ 2 (Gebäude) DSchG | BW |
| Weitere Bilder | Wohnhaus                                                                             | Brückengasse 1 (Karte)                                                               | 17./18. Jahrhundert                             | Dreigeschossiges Gebäude mit abgeschrägter Gebäudeecke mit massivem Erd- und Fachwerkobergeschossen, verputzt, Krüppelwalmdach; schlichte Fassadengestaltung mit durchlaufendem Gurtgesims, überwiegend hölzerne Fenstergewände; 17./18. Jahrhundert mit modernen Veränderungen v. a. im Erdgeschoss. Das am einstigen westlichen Stadteingang, am abgegangenen Brückentor liegende bzw. über der Stadtmauer errichtete Barockgebäude hat dokumentarischen Wert für die Stadtstruktur. Geschützt nach §§ 2 (Gebäude) DSchG |    |
| Weitere Bilder | Wohn- und Geschäftshaus                                                              | Brückengasse 3 (Karte)                                                               | 1550                                            | Dreigeschossiges Gebäude mit massivem Erd- und erstem Obergeschoss, das zweite Obergeschoss und das Zwerchhaus mit historisierenden Zierfachwerk aus der Zeit um 1900, Satteldach mit Zwerchhaus; im Erdgeschoß Wappenstein, bezeichnet mit 1550; Gebäude im Kern 16. Jahrhundert mit prägender historistischer Fassadenneugestaltung. Das im Kern spätmittelalterliche, in unmittelbarer Nähe des westlichen Stadteingangs liegende Gebäude mit repräsentativer Fassadengestaltung hat hohen dokumentarischen Wert für die bauliche Struktur des Brückenviertels. Geschützt nach §§ 2 (Gebäude) DSchG |    |
| Weitere Bilder | Ehemaliges Gasthaus zur Krone, heute Wohn- und Geschäftshaus                         | Brückengasse 4 (Karte)                                                               | 16. Jahrhundert                                 | Dreigeschossiges, wohl weitgehend massiv errichtetes Gebäude, verputzt, hohes Satteldach; Giebel in Naturstein, im Hof Brunnenstock mit Inschrift von 1758; im Kern 16. Jahrhundert mit späteren Veränderungen (u. a. 1997 Hofüberbauung, dabei Brunnen ausgespart). Das in seinem Kern spätmittelalterliche, auf einer vergleichsweise breiten Parzelle unweit des westlichen Stadteingangs errichtete Anwesen hat Zeugniswert für die historische Stadtstruktur. Geschützt nach §§ 28 (Gebäude) DSchG |    |
| Weitere Bilder | Wohn- und Geschäftshaus                                                              | Brückengasse 8 (Karte)                                                               | 16. Jahrhundert                                 | Dreigeschossiges Gebäude mit massivem Erdgeschoss und jeweils stark vorkragenden Fachwerkobergeschossen über Steinkonsolen, verputzt, Satteldach; durchlaufende Fensterbänder, Portal mit Oberlicht, im Keilstein bezeichnet mit 1808; 16. Jahrhundert mit späteren Veränderungen im 18. und frühen 19. sowie im 20. Jahrhundert. Das im Kern frühneuzeitliche, nachträglich barockisierte Gebäude in unmittelbarer Nähe des Marktplatzes und des westlichen Stadteingangs hat dokumentarischen Wert für die historische Stadtstruktur. Geschützt nach §§ 2 (Gebäude) DSchG |    |
| Weitere Bilder | Wohn- und Geschäftshaus                                                              | Brückengasse 15 (Karte)                                                              | 16. Jahrhundert                                 | Dreigeschossiges Gebäude mit massivem Erdgeschoss und Fachwerkobergeschossen mit leichten Vorstößen, verputzt, Krüppelwalmdach; profilierte geschnitzte Knaggen, durchlaufende Fensterbänder, hoher Kniestock; 16. Jahrhundert mit nachträglichen Veränderungen. Das äußerst schmale, im Kern frühneuzeitliche Gebäude mit vergleichsweise gut überlieferter Baubustanz ist als Teil der geschlossenen giebelständigen Gebäudereihe der nördlichen Brückengasse von dokumentarischen Wert für die Stadtgestalt und Stadtstruktur, insbesondere für die charakteristische Kleinparzellierung in diesem Straßenabschnitt. Geschützt nach §§ 28 (Gebäude) DSchG |    |
| Weitere Bilder | Wohn- und Geschäftshaus                                                              | Brückengasse 17 (Karte)                                                              | um 1500                                         | Dreigeschossiges Gebäude mit massivem, verputztem Erd- und erstem Obergeschoss, das zweite Obergeschoss und der Giebel in Zierfachwerk errichtet, Krüppelwalmdach; um 1500 mit späteren Veränderungen des 18.–21. Jahrhunderts (zwischen 1951 und 2003 wiederholt Fassadensanierungen, jeweils mit Austausch schadhafter Fachwerkhölzer). Das Bürgerhaus birgt mit seinem spätmittelalterlichen Fachwerk sowie seiner barocken Überformung zwei markante Bauphasen. Als Bestandteil der geschlossenen giebelständigen Gebäudereihe der nördlichen Brückengasse hat es damit hohen Zeugniswert für die historische Stadtgestalt und Stadtstruktur in unmittelbarer Nähe des Marktplatzes und des westlichen Stadteingangs. Geschützt nach §§ 28 (Gebäude) DSchG |    |
| Weitere Bilder | Wohnhaus (Prüffall)                                                                  | Brummgasse 8 (Karte)                                                                 | 1576                                            | Dreigeschossiges, weitgehend massives, verputztes Gebäude mit Satteldach; im Erdgeschoss profiliertes Rundbogenportal und Inschriftentafeln von 1576; Gebäude des 16. Jahrhunderts im 19. und 20. Jahrhundert modern überformt (u. a. Verglasung des Portals und Fassadenvereinfachung). Das in seinem Kern renaissancezeitliche Wohnhaus hat für das Bauen des 16. Jahrhunderts und in seinen weiteren Zeitschichten für die bauliche Erneuerung des Viertels im 19. Jahrhundert Zeugniswert für die Struktur des Tauberviertels. Geschützt nach §§ 28 (Gebäude) DSchG |    |
| Weitere Bilder | Wohnhaus                                                                             | Brummgasse 13                                                                        | 1633                                            | Dreigeschossiges Wohnhaus mit hohem, massivem Sockel und Erdgeschoss sowie Fachwerkobergeschossen, verputzt, hohes Mansardgiebeldach; Freitreppe, runder Kellerbogen, Vorstoß über Konsolen, Türkeilstein mit Anker und geschnitztes Türblatt, bezeichnet mit 1633; Gebäude des 17. Jahrhunderts mit späteren Veränderungen (im 20. Jahrhundert Dachausbau mit Gauben und Herstellung von Holzbalkonen an der Rückfassade u. a.). Das in seinem Kern frühbarocke Fischerhaus hat mit seinem charakteristischen Erdgeschoss mit Freitreppe innerhalb der insgesamt kleinteiligen Bausubstanz rund um die Fischer- und Brummgasse exemplarischen Wert. Geschützt nach §§ 2 (Gebäude) DSchG |    |

#### E
| Bild           | Bezeichnung                                                                                             | Lage                   | Datierung                                                         | Beschreibung | ID |
| -------------- | --- | ---------------------- | ----------------------------------------------------------------- | --- | -- |
| Weitere Bilder | Wohn- und Geschäftshaus                                                                                 | Eichelgasse 2          | um 1700                                                           | Viergeschossiges Fachwerkgebäude über massivem Erdgeschoss, abgewalmtes Satteldach; Fachwerk mit Vorstößen und geschnitztem Eckständer, gegen die Eichelgasse zum Teil verputzt; um 1700, 1963 Umbau im Inneren, 1974 Fassadensanierung, 2002 Innensanierung und Fassadenneuanstrich. Das Gebäude ist als Bestandteil des Komplexes rund um den ehemaligen Rüdigerhof (siehe Marktplatz 3) von hohem Zeugniswert für die Stadtgeschichte. Wegen seiner Lage zwischen Eichelgasse und Marktplatz ist es darüber hinaus ein wichtiges Dokument der frühneuzeitlichen Stadtstruktur. Geschützt nach §§ 2 (Gebäude) DSchG |    |
| Weitere Bilder | Wohn- und Geschäftshaus                                                                                 | Eichelgasse 5          | um 1500                                                           | Dreigeschossiges Gebäude mit massivem Erdgeschoss und verschieferten Fachwerkobergeschossen, Krüppelwalmdach; geschnitztes Türblatt (19. Jahrhundert) und Fenstererker von abgegangenem Haus Eichelgasse 3 an der Westseite; um 1500 mit späteren Veränderungen, seit den 1940er Jahren Grundrissstruktur stark verändert. Dem gut überlieferten spätmittelalterlichen Wohnhaus in zentraler städtebaulicher Lage, an der einst wichtigen an den überregionalen Verkehr angebundenen Eichelgasse, kommt hoher Zeugniswert für die Stadtgeschichte und Stadtgestalt zu. Geschützt nach §§ 2 (Gebäude) DSchG |    |
| Weitere Bilder | Wohn- und Geschäftshaus (Prüffall)                                                                      | Eichelgasse 6          | 1577                                                              | Viergeschossiger Fachwerkbau mit starkem Vorstoß und Zierfachwerk im 1. Obergeschoss, das Erdgeschoss massiv; bezeichnet mit „Rüdigerhof erbaut 1577“, mit Fachwerkaufbau des 17. Jahrhunderts; der zweigeschossige Zubau mit Fachwerkobergeschoss zwischen 1850 und 1920 errichtet. Als Bestandteil des ehemaligen Rüdigerhofes (siehe Marktplatz 3) hat das Gebäude hohen Zeugniswert für die Stadtgeschichte. Wegen seiner Lage zwischen Eichelgasse und Marktplatz ist es darüber hinaus ein wichtiges Dokument der frühneuzeitlichen Stadtstruktur. Geschützt nach §§ 28 (Gebäude) DSchG |    |
| Weitere Bilder | Wohn- und Geschäftshaus (Prüffall)                                                                      | Eichelgasse 9          | 1570                                                              | Dreigeschossiges Gebäude mit massivem Erdgeschoss mit Konsolen und repräsentativer Zierfachwerkfassade mit profilierten Vorstößen, Krüppelwalmdach; errichtet 1570 mit späteren Veränderungen (u. a. 1969 und 1975 Umbauten im Inneren, 1979 und 2003 Fassadensanierung, teilweiser Austausch von Fachwerkhölzern). Das im Kern spätmittelalterliche Bürgerhaus hat hohen exemplarischen Wert für die Stadtgestalt. Mit seiner reichen Schaufassade spiegelt es die einstige Bedeutung der Eichelgasse als wichtigen, an den überregionalen Verkehr angebundenen Verkehrsweg. Geschützt nach §§ 28 (Gebäude) DSchG |    |
| Weitere Bilder | Wohn- und Geschäftshaus                                                                                 | Eichelgasse 10         | 17./18. Jahrhundert, 18./19. Jahrhundert (traufständiges Gebäude) | Aus zwei Einzelgebäuden bestehender Gebäudekomplex. Das schmale dreigeschossige Gebäude mit massivem Erdgeschoss und Fachwerkobergeschossen mit Vorstößen, verputzt, Satteldach; 17./18. Jahrhundert mit modernen Überformungen (Ladeneinbau u. a.); das erhaltenswerte, östlich daran anschließende traufständige Gebäude ebenfalls dreigeschossig, mit massivem Erd- und Fachwerkobergeschossen, verputzt, Satteldach; 18./19. Jahrhundert. Das auf schmaler Parzelle errichtete und in seinem Kern frühneuzeitliche Gebäude hat hohen dokumentarischen Wert für die historische Stadtstruktur. Das daran anschließende Gebäude ist mit seiner insgesamt gut überlieferten Baugestalt des 18./19. Jahrhunderts erhaltenswert. Geschützt nach §§ 2 (Gebäude) DSchG |    |
| Weitere Bilder | Wohn- und Geschäftshaus                                                                                 | Eichelgasse 11         | 1770                                                              | Dreigeschossiges Gebäude mit massivem Erdgeschoss und verputzten Fachwerkobergeschossen, Mansard-Krüppelwalmdach; das Erdgeschoss mit spätbarocken geohrtem Portal- und Fenstergewänden mit Oberlicht, über dem Haupteingang zudem mit reichem schmiedeeisernem Gitter versehen sowie Rokokotürblatt; Gebäude bezeichnet mit 1770 mit späteren Überformungen (u. a. 1997 Umbau des Ladens und Fassadenänderung). Das Gebäude mit gut überlieferter historischer Bausubstanz und mit seinem spätbarockem, von der einstigen Bedeutung der Eichelgasse zeugenden, aufwendig gestalteten Erdgeschoss ist als Teil der geschlossenen giebelständigen Gebäudereihe von dokumentarischem Wert für die Stadtgestalt. Geschützt nach §§ 28 (Gebäude) DSchG |    |
| Weitere Bilder | Wohn- und Geschäftshaus                                                                                 | Eichelgasse 13         | um 1600                                                           | Dreigeschossiges Gebäude mit massivem Erdgeschoss und Fachwerkobergeschossen, verputzt, Mansard-Krüppelwalmdach; um 1600 mit späteren Veränderungen (u. a. 1942 Fachwerkfreilegung, 1952 Fassadeninstandsetzung, 1996 Dachgeschoss-Ausbau). Mit seiner die Enge der Gasse geschickt ausnutzenden Fassadenlösung und seiner insgesamt gut überlieferten historischen Baugestalt hat das Gebäude hohen dokumentarischen Wert für die Stadtgestalt und Stadtstruktur. Geschützt nach §§ 28 (Gebäude) DSchG |    |
| Weitere Bilder | Türblatt                                                                                                | Eichelgasse 14         | 18. Jahrhundert                                                   | Zweiflügeliges Türblatt in Rokokoformen; 18. Jahrhundert; das erhaltenswerte Wohnhaus dreigeschossig mit massivem Erdgeschoss und Fachwerkobergeschossen mit Vorstößen, verputzt, Mansardgiebeldach; 17./18. Jahrhundert mit späteren Veränderungen (u. a. Mitte des 20. Jahrhunderts Herstellung der Ladenfassade). Das Türblatt dokumentiert die Baukultur und Handwerkstradition des späten 18. Jahrhunderts; das in seinem Kern frühneuzeitliche Wohnhaus ist als ein typischer Vertreter barocken Bauens und als Bestandteil der geschlossenen giebelständigen Gebäudereihe der Eichelgasse erhaltenswert. Geschützt nach §§ 2 (Bauteil) DSchG |    |
| Weitere Bilder | Wohn- und Geschäftshaus                                                                                 | Eichelgasse 17/19      | 17. Jahrhundert                                                   | Dreigeschossiger, aus zwei Einzelgebäuden bestehender Gebäudekomplex mit massivem Erdgeschoss und Fachwerkobergeschossen mit profilierten Vorstößen und Konsolen, verputzt; wohl 17. Jahrhundert mit späteren Veränderungen. Das im Kern frühneuzeitliche Gebäude mit gut überlieferter Bausubstanz ist von dokumentarischem Wert für die Stadtgestalt und Stadtstruktur. Geschützt nach §§ 2 (Gebäude) DSchG |    |
| Weitere Bilder | Wohn- und Geschäftshaus                                                                                 | Eichelgasse 22         | 17./18. Jahrhundert                                               | Dreigeschossiges Gebäude mit massivem Erdgeschoss und Fachwerkobergeschossen mit stark profilierten, farbig gefassten Vorstößen, weitgehend verputzt, MansardKrüppelwalmdach; hölzerne Fenstergewände mit schlichten barocken Schlusssteinen; 17./18. Jahrhundert, im 20. Jahrhundert Überformung des Erdgeschosses. Das in seiner äußeren Erscheinung insgesamt gut überlieferte, im Straßenbild sehr dominante barocke Bürgerhaus hat mit seinen qualitätvollen Baudetails hohen exemplarischen Wert für die Stadtgestalt. Geschützt nach §§ 28 (Gebäude) DSchG |    |
| Weitere Bilder | Wohn- und Geschäftshaus                                                                                 | Eichelgasse 28         | vor 18. Jahrhundert                                               | Dreigeschossiges Gebäude mit massivem, verputztem Erdgeschoss und Fachwerkobergeschossen mit Vorstößen, Satteldach; vermutlich älteres Gebäude mit baulichen Veränderungen des 18./19. Jahrhunderts. Das Gebäude dokumentiert durch seine Kleinteiligkeit und seine prägenden Bauphasen den baulichen Wandel der Eichelgasse vom späten Mittelalter bis ins 19./20. Jahrhundert. Geschützt nach §§ 28 (Gebäude) DSchG |    |
| Weitere Bilder | Wohn- und Geschäftshaus                                                                                 | Eichelgasse 34         | 18. Jahrhundert                                                   | Hohes, dreigeschossiges Gebäude mit massivem, leicht erhöht liegendem Erdgeschoss mit Außentreppe und Fachwerkobergeschossen, hohes Mansard-Krüppelwalmdach mit Vorstoß; 18. Jahrhundert mit späteren Veränderungen u. a. durch die zwischenzeitliche Nutzung als Gasthaus (u. a. Fensterauswechslung und Veränderung der Erdgeschosszone). Das auf einer tiefen Parzelle liegende Bürgerhaus ist mit seiner hoch aufragenden Giebelfassade ein bauliches Dokument des bürgerlichen barocken Bauens in Wertheim. Geschützt nach §§ 28 (Gebäude) DSchG |    |
| Weitere Bilder | Wohn- und Geschäftshaus                                                                                 | Eichelgasse 36         | 16./17. Jahrhundert                                               | Dreigeschossiges Gebäude mit massivem Erdgeschoss und weit vorkragenden Fachwerkobergeschossen, verputzt, Satteldach; 3:2 Achsen und zwei Eingänge ins leicht erhöht liegende Erdgeschoss; 16./17. Jahrhundert, 2004 und 2006 Umbauten im Erdgeschoss, dabei jeweils kleinere Grundrissänderungen. Das insgesamt gut überlieferte, im Kern frühneuzeitliche Wohnhaus hebt sich durch seine Traufständigkeit und seine vorkragende Fachwerkfassade von seinen unmittelbaren Nachbargebäuden ab. Als Bestandteil der geschlossenen Gebäudereihe der Eichelgasse mit ihren charakteristischen Vor- und Rücksprüngen in den Baufluchten kommt dem Wohnhaus dokumentarischer Wert zu. Geschützt nach §§ 28 (Gebäude) DSchG |    |
| Weitere Bilder | Wohn- und Geschäftshaus                                                                                 | Eichelgasse 39         | 1783                                                              | Dreigeschossiges Gebäude mit massivem Erdgeschoss und über Konsolen vorkragenden, verputzten Fachwerkobergeschossen, im Erdgeschoss Fenster- und Türgewände mit einfachen Keilsteinen, profiliertes Traufgesims, Rokokotürblatt, bzw. 1783; zwei ältere Gebäude 1783 wohl zusammengefasst und einheitlich gestaltet, im 20. Jahrhundert nachträgliche Fassadenvereinfachung und Fensterauswechslung. Das im Kern neuzeitliche Gebäude ist mit seiner barocken Umgestaltung ein Dokument der baulichen Aufwertung der Eichelgasse und des Repräsentationsanspruches seines Bauherrn. Geschützt nach §§ 28 (Gebäude) DSchG |    |
| Weitere Bilder | Wohnhaus                                                                                                | Eichelgasse 40         | 1808                                                              | Dreigeschossiges Gebäude mit massivem Erdgeschoss und zwei, vermutlich in Fachwerk errichteten Obergeschossen, verputzt, abgewalmtes Mansarddach; am Keilstein bezeichnet mit 1808, im 20. Jahrhundert Fassade vereinfacht. Das im Kreuzungsbereich der Schloss- und der Eichelgasse liegende spätbarocke Gebäude hat als wichtige Raumkante dokumentarischen Wert für die historische Stadtstruktur. Geschützt nach §§ 28 (Gebäude) DSchG |    |
| Weitere Bilder | Wohn- und Geschäftshaus                                                                                 | Eichelgasse 41         | 17. Jahrhundert                                                   | Dreigeschossiges Gebäude mit massivem Erdgeschoss und auf Konsolen vorkragenden Fachwerkobergeschossen, verputzt, Mansarddach; Gebäude des 17. Jahrhunderts mit Umbau von 1822 (bezeichnet), 2004 Schaufenster vermauert, Fensteröffnungen aber beibehalten. Das im Kern frühneuzeitliche Gebäude ist mit seinen spätbarocken Umgestaltungen und als Bestandteil der geschlossenen traufständigen Gebäudereihe des mittleren Abschnitts der Eichelstraße ein Dokument der Stadtentwicklung. Geschützt nach §§ 2 (Gebäude) DSchG |    |
| Weitere Bilder | Wohnhaus mit Garten (Prüffall)                                                                          | Eichelgasse 47         | 18. Jahrhundert                                                   | Das Hauptgebäude zweigeschossig mit massivem Erdgeschoss und Fachwerkobergeschoss mit umlaufenden Zahnschnittfriesen, verputzt, Krüppelwalmdach; Haupteingang mit Barockportal, gotisches Türgewände (Relikt der Badstube) zum an die Stadtmauer angrenzenden Garten; 18. Jahrhundert, mit modernen Überformungen (u. a. nachträglicher Dachausbau, 2001 Fassadenneuanstrich, 2002 Fenstererneuerung). An dieser Stelle befand sich die um 1430 errichtete und 1810 abgebrochene Badstube. Das spätbarocke-frühklassizistische Gebäude zeugt von der Wiederbelebung eines stadtmauernahen Grundstücks und von der damals beginnenden baulichen Aufwertung der nördlichen Stadtsilhouette. Geschützt nach §§ 2, 28 (Sachgesamtheit) DSchG |    |
| Weitere Bilder | Wohnhaus mit Zwerchhaus                                                                                 | Eichelgasse 49         |                                                                   | Zweigeschossiges Gebäude mit massivem, in Naturstein errichtetem Erdgeschoss und verputztem Fachwerkobergeschoss, Satteldach mit Zwerchhaus; im Erdgeschoss rundbogige Tor- und Fensteröffnungen, im Obergeschoss neobarocke Fensterrahmung; errichtet 1913, 1978 Fassadensanierung. Das Wohnhaus schließt rückwärts bündig mit der nördlichen Stadtmauer ab. Es ist von zwei Seiten erschlossen. Das die nördliche Stadtansicht prägende Gebäude, mit seiner gut erhaltenen eklektizistischen Fassadengestalt hat hohen dokumentarischen Wert für die Stadtgestalt sowie den Stadtumbau um 1900. Geschützt nach §§ 28 (Gebäude) DSchG |    |
| Weitere Bilder | Wohnhaus                                                                                                | Eichelgasse 52         | 1581                                                              | Dreigeschossiges Gebäude mit massivem Hang- und Erdgeschoss sowie Fachwerkobergeschoss mit starkem Vorstoß, verputzt, Satteldach; mittig großes Kellerportal, Haupteingang mit Rundbogenportal mit Stabwerk, Außentreppe und seitliche Diamantquaderung aus Sandstein; Innen barocke Treppenanlage; errichtet 1581 mit nachträglichen kleineren Veränderungen, 1994 Sanierung der Außentreppe. Westlich des Gebäudes führte einst der sogenannte Knappenweg (Fußweg zum Burgweg) vorbei, dessen historische Pflasterung im unteren Abschnitt noch erhalten ist. Dem gut überlieferten, mit wertvollen renaissancezeitlichen Baudetails versehenen Wohnhaus in wichtiger städtebaulicher Lage am Eingang der Eichelgasse und auf Höhe der ersten Stadtwehre (Schenkelmauer) kommt hoher Zeugniswert für die Stadtgeschichte und Stadtgestalt zu. Geschützt nach §§ 28 (Gebäude) DSchG                                                |    |
| Weitere Bilder | Wohnhaus                                                                                                | Eichelgasse 54         | 16./17. Jahrhundert                                               | Dreigeschossiges Gebäude mit massivem, verputztem Hanggeschoss und Fachwerkobergeschossen mit geschnitzten Eckständern und Mittelerker, Krüppelwalmdach; 16./17. Jahrhundert, mit nachträglichen kleineren Veränderungen (u. a. 1957 Fassadensanierung); das erhaltenswerte Rückgebäude zweigeschossig, mit massivem Erd- und Fachwerkobergeschoss, verputzt, Satteldach; gekoppeltes Fenster; 19. Jahrhundert. Westlich des Gebäudes führte einst der sog. Knappenweg (Fußweg zum Burgweg) vorbei, dessen historische Pflasterung im unteren Abschnitt noch erhalten ist. Dem gut überlieferten Wohnhaus mit seiner auffälligen Fachwerkfassade des ausgehenden Mittelalters bzw. der frühen Neuzeit in wichtiger städtebaulicher Lage am abgegangenen Inneren Eicheltor, auf Höhe der ersten Stadtwehre (Schenkelmauer) kommt hoher Zeugniswert für die Stadtgeschichte und Stadtgestalt zu. Geschützt nach §§ 28 (Gebäude) DSchG |    |
| Weitere Bilder | Ehemaliger Löwensteiner Hof, heute Badisch-Württembergische Bank, mit Böschungsmauer gegen den Burgberg | Eichelgasse 56         | 1842                                                              | Dreigeschossiges Gebäude, massiv und mit Ausnahme des Rustikasockels verputzt, Walmdach; 13-achsige, symmetrisch gegliederte Fassade, in der Beletage Fensterverdachungen und schmiedeeiserner Balkon, seitlicher Haupteingang, Traufgesims mit Konsolfries; errichtet 1842, in den 1960er Jahren Umbauten im Erdgeschoss, 1998–2002 diverse Sanierungsmaßnahmen (Austausch der Fenster, Umbauten im Erdgeschoss, Neuanstrich, Fassade neu verputzt, Veränderung des südöstlichen Eingangsbereiches). Der ehemalige Löwensteiner Hof ist mit seinem breitgelagerten, in frühhistoristischen Formen gestalteten Baukörper eine städtebauliche Dominante am östlichen Eingang der Eichelgasse und Zeugnis des Repräsentationsanspruches seines Bauherrn Georg Fürst zu Löwenstein-Wertheim-Freudenberg. Geschützt nach §§ 2 (Sachgesamtheit) DSchG                                                                                    |    |
| Weitere Bilder | Wohnhaus                                                                                                | Eichelgasse 57         | 1746                                                              | Dreigeschossiges Gebäude mit hohem massivem Sockel- und Erdgeschoss und Fachwerkobergeschossen, weitgehend verputzt, abgewalmtes Mansarddach; geohrtes Sandsteinportal unter Kartusche; umfangreiche barocke Innenausstattung; 1746 bezeichnet, 2002 Innensanierung. Das Gebäude sitzt mit seiner Außenmauer auf der nördlichen Stadtmauer auf. Es befindet sich auf Höhe des abgegangenen Inneren Eicheltores und fungiert als Kopfbau zwischen der Packhofstraße und der Eichelgasse. Wegen seiner markanten städtebaulichen Lage und seines hohen Überlieferungsgrades kommt dem barocken Wohnhaus hoher Zeugniswert für die Stadtstruktur und Stadtgestalt zu. Geschützt nach §§ 28 (Sachgesamtheit) DSchG |    |
| Weitere Bilder | Villa und Kapelle                                                                                       | Eichelgasse 58 (Karte) | 1906                                                              | Dreigeschossiger Massivbau mit Mittelrisalit und Schweifgiebel, verputzt; im Inneren Jugendstiltreppenhaus; errichtet 1906, 2007/08 Dacherneuerung; im rückwärtigen Garten zeitgleich errichtete Kapelle (sog. „Russische Kapelle“) in neogotischer Formensprache, kleiner Saalbau aus Rotsandsteinquadern; schlechter Bauzustand (zurzeit nicht eingedeckt). Villa und Kapelle liegen oberhalb der Eichelstraße, auf einem bis zum Burgweg sich ausdehnenden Grundstück. Die in städtebaulich markanter Lage am östlichen Stadteingang liegende Villa mit dazugehöriger Kapelle dokumentieren mit ihren verschiedenartigen Baustilen (Jugendstil, Neogotik) das eklektizistische Bauverständnis der Zeit um 1900. In ihrer Komplettierung und wegen des hohen baulichen Repräsentationsanspruches sind sie darüber hinaus von exemplarischem Wert für die Gesamtanlage. Geschützt nach §§ 2 (Sachgesamtheit) DSchG                 |    |
| Weitere Bilder | Keller mit Torbogen                                                                                     | Eichelgasse 66 (Karte) | 1560                                                              | Keller mit Torbogen an der Giebelseite eines Wohnhauses, der Bogen bezeichnet 1560; das erhaltenswerte zweigeschossige Wohnhaus mit massivem Hang- und erstem Obergeschoss sowie Fachwerkobergeschoss, verputzt, Satteldach; frühes 19. Jahrhundert mit späteren Überformungen. Der frühneuzeitliche Keller samt Kellerbogen ist ein Dokument der einstigen Nutzung des Gebäudes als Kellerhaus und als solches ein typisch vorstädtisches Bauphänomen an der äußeren Eichelgasse. Das in seinen Grundzügen das Gepräge des 19. Jahrhunderts tragende Wohnhaus ist ein erhaltenswerter Bestandteil der entlang der Böschungsmauer errichteten und durch kleine Gärten und Höfe getrennten Gebäudereihe. Geschützt nach §§ 2 (Bauteil) DSchG |    |
| Weitere Bilder | Wohnhaus                                                                                                | Eichelgasse 76 (Karte) | Mitte 19. Jahrhundert                                             | Zweigeschossiges Gebäude mit hohem, über der Böschungsmauer errichtetem Hanggeschoss, verputzt, Satteldach; Fassade durch sandsteinerne genutete Eckpilaster und Fenstergewände mit Verdachungen gegliedert, in der Beletage straßenseitiger Balkon, Hanggeschoss mit segmentbogigem Sparmauerwerk; Mitte 19. Jahrhundert, 1959 Umbau des Daches (ursprünglich Walmdach), im Inneren zahlreiche Umbauten, 2006 Inneninstandsetzung. Das Wohnhaus liegt auf einem terrassierten Gelände am Fuß des Burgbergs. Parallel zur Eichelgasse erstreckt sich der Garten, eine erhaltenswerte Grünfläche. Das repräsentative Wohnhaus in exponierter Lage an der äußeren Eichelgasse hat dokumentarischen Wert für die Stadterweiterung und Stadtgestalt des 19. Jahrhunderts. Geschützt nach §§ 2 (Gebäude) DSchG |    |

#### F
| Bild           | Bezeichnung                     | Lage                              | Datierung           | Beschreibung | ID |
| -------------- | ------------------------------- | --------------------------------- | ------------------- | --- | -- |
| Weitere Bilder | Wohnhaus                        | Fischergasse 3                    | 1803                | Dreigeschossiges Gebäude mit massivem Hang- und erstem Wohngeschoss und Fachwerkobergeschossen, verputzt, Mansardgiebeldach; Portal mit Oberlicht und Keilstein mit Anker bezeichnet mit 1803, zwei Kellerhälse und Außentreppe ins erhöht liegende Erdgeschoss; älteres Gebäude 1803 maßgeblich umgebaut, weitere Überformungen im 20. Jahrhundert. (Fassadenvereinfachung, Fensterauswechslung, Dachausbau mit Gauben). Als östlicher „Abschluss“ und als Bestandteil der geschlossenen historischen Bebauung der Fischergasse ist das ehemalige Fischerhaus von dokumentarischem Wert für das Quartier. Geschützt nach §§ 2 (Gebäude) DSchG |    |
| Weitere Bilder | Wohnhaus (Prüffall)             | Fischergasse 5                    | 1590                | Zweigeschossiges Gebäude mit hohem, massivem Erdgeschoss und Fachwerkobergeschoss, weitgehend verputzt, Satteldach; giebelseitiger Vorstoß, rundbogiges profiliertes Portal bezeichnet mit 1590, geschnitztes Türblatt, Außentreppe, am Nebenportal Keilstein mit Anker bezeichnet mit 1803, 2002 Fassadenrenovierung und Neuanstrich. Als Bestandteil der geschlossenen traufständigen, von Kleinanwesen geprägten Fischergasse ist das die zwei wichtigen Etappen der Stadtbaugeschichte widerspiegelnde Gebäude ein Dokument der Stadtgestalt sowie der historischen Sozialtopographie des Viertels. Geschützt nach §§ 28 (Gebäude) DSchG |    |
| Weitere Bilder | Wohnhaus                        | Fischergasse 10                   | 17./18. Jahrhundert | Zweigeschossiges Gebäude mit hohem, massivem in Rotsandstein errichtetem Erdgeschoss und verputztem Fachwerkobergeschoss, Mansarddach; starker Vorstoß auf Konsolen, Tür und segmentbogiger Kellereingang mit Keilsteinen; 17./18. Jahrhundert wohl mit älterem Keller und Erdgeschoss, im 20. Jahrhundert Dachausbau, Änderung der Fensterachsen und Fassadenneugestaltung u. a. Als Bestandteil der geschlossenen traufständigen, von Kleinanwesen geprägten Fischergasse ist das Gebäude mit seinem charakteristischen Erdgeschoss ein Dokument der Stadtgestalt und der historischen Sozialstruktur des Tauberviertels. Geschützt nach §§ 2 (Gebäude) DSchG |    |
| Weitere Bilder | Wohnhaus                        | Fischergasse 12                   | 17. Jahrhundert     | Sehr schmales, dreigeschossiges Gebäude mit massivem Erdgeschoss und Fachwerkobergeschossen, verputzt, Satteldach; starker Vorstoß auf Konsolen, gekoppelte Fenster, rundbogiges abgefastes Portal bezeichnet mit 16.. (?); Gebäude des 17. Jahrhunderts mit nachträglichen Veränderungen. Als Bestandteil der geschlossenen traufständigen, von Kleinanwesen geprägten Fischergasse ist das frühneuzeitliche Gebäude ein Dokument der Stadtgestalt und der historischen Sozialstruktur des Tauberviertels. Geschützt nach §§ 2 (Gebäude) DSchG |    |
| Weitere Bilder | Wohnhaus                        | Fischergasse 14                   | 1761                | Dreigeschossiges Gebäude mit massivem Erdgeschoss und Fachwerkobergeschossen, verputzt, Mansarddach; starker Vorstoß auf Konsolen, dreiteilige Fenstergruppen, Türkeilstein mit Anker bezeichnet 1761; älteres Gebäude im 18. Jahrhundert umgebaut bzw. nachträglich überformt. Als Bestandteil der geschlossenen traufständigen, von Kleinanwesen geprägten Fischergasse ist das barocke Gebäude ein Dokument der Stadtgestalt und der historischen Sozialstruktur des Tauberviertels. Geschützt nach §§ 2 (Gebäude) DSchG |    |
| Weitere Bilder | Wohnhaus                        | Fischergasse 16                   | 17. Jahrhundert     | Dreigeschossiges Gebäude mit massivem Erdgeschoss und Fachwerkobergeschossen, verputzt, umgebautes Satteldach; starker Vorstoß auf Konsolen, rundbogiges abgefastes Portal; 17. Jahrhundert mit nachträglichen Veränderungen im 20. Jahrhundert (u. a. Teilaufstockung im Dachbereich, Fassadenneugestaltung und Änderungen der Fensterformate und Achsen). Das nachträglich veränderte Gebäude ist mit seinem qualitätvollen Erdgeschoss und als Bestandteil der geschlossenen traufständigen, von Kleinanwesen geprägten Fischergasse ein Dokument der Stadtgestalt und der historischen Sozialstruktur des Tauberviertels. Geschützt nach §§ 2 (Gebäude) DSchG |    |
| Weitere Bilder | Wohnhaus                        | Fischergasse 18                   | 17. Jahrhundert     | Dreigeschossiges Gebäude mit massivem Erdgeschoss und Fachwerkobergeschossen, verputzt, umgebautes Satteldach; rundbogiges abgefastes Portal; 17. Jahrhundert mit nachträglichen Veränderungen im 20. Jahrhundert (Umbauten im Dachbereich, Fassadenvereinfachung u. a.). Das Gebäude ist mit seinem qualitätvollen Erdgeschoss und als Bestandteil der geschlossenen traufständigen, von Kleinanwesen geprägten Fischergasse ein Dokument der Stadtgestalt und der historischen Sozialstruktur des Tauberviertels. Geschützt nach §§ 2 (Gebäude) DSchG |    |
| Weitere Bilder | Portalgewände                   | Fischergasse 20                   | 1822                | Portalgewände an einem Wohnhaus mit Keilstein, darin Anker; bezeichnet mit 1822. Das Gewände mit der Darstellung des Ankers als Hinweis auf den Beruf des Fischers ist ein Dokument der historischen Wirtschafts- und Sozialgeschichte des Viertels und bauliches Relikt des stark veränderten Wohnhauses. Geschützt nach §§ 2 (Bauteil) DSchG |    |
| Weitere Bilder | Wohnhaus                        | Friedleinsgasse 6                 | 1802                | Dreigeschossiges Gebäude mit massivem Erdgeschoss und vorkragenden, verputzten Fachwerkobergeschossen, Mansarddach mit breitem Zwerchhaus des frühen 20. Jahrhunderts; im Erdgeschoss Nische mit Hundeskulptur und Erbauungstafel, bezeichnet mit 1802, darunter Inschrift „renoviert 1912“, 2001 Fassadenrenovierung und Neuanstrich. Das in markanter Ecklage zur Münzgasse und als Bestandteil der zum Marktplatz führenden Friedleinsgasse errichtete Gebäude dokumentiert mit seiner mehrachsigen, symmetrisch gestalteten Hauptfassade den barocken Repräsentationsanspruch seines Bauherrn. Geschützt nach §§ 28 (Gebäude) DSchG |    |
| Weitere Bilder | Stabwerkportalgewände           | Friedleinsgasse 11                | 16./17. Jahrhundert | Stabwerkportalgewände aus Rotsandstein; 16./17. Jahrhundert; das erhaltenswerte Wohnhaus zweigeschossig mit massivem Sockel- und Erdgeschoss und Fachwerkobergeschoss, verputzt, Satteldach; Gebäude des 16./17. Jahrhunderts im 20. Jahrhundert überformt (Fassade, Dach u. a.). Das qualitätvolle Portalgewände mit zeittypischer Stabwerkverzierung ist ein bauliches Dokument der frühneuzeitlichen Stadtgestalt. Das im Detail veränderte, durch seine Dreiachsigkeit jedoch die spätmittelalterliche Parzellenstruktur widerspiegelnde Gebäude ist erhaltenswert für die Stadtstruktur. Geschützt nach §§ 2 (Bauteil) DSchG |    |
| Weitere Bilder | Kellerportal                    | Friedleinsgasse 12 (ehem. Nr. 10) | 1609                | Profiliertes korbbogiges Kellerportal mit Wappen am nördlichen Querbau, bezeichnet mit 1609, im 20. Jahrhundert nachträglich vermauert bzw. durchfenstert; die beiden erhaltenswerten L-förmig aneinander stoßenden Gebäudeflügel zweigeschossig, die Westfassaden jeweils durch die Stadtmauer gebildet, der parallel zur Stadtmauer liegende Teil massiv, verputzt, an der Giebelseite gekoppeltes Fenster mit Renaissancegewände, der nördliche Trakt mit Fachwerkobergeschoss; im Kern Anfang 17. Jahrhundert, im 20. Jahrhundert größere Umbauten durch Seilerei und Ladeneinbau. Das Kellerportal hat als Relikt eines frühneuzeitlichen Hauses hohen dokumentarischen Wert für die Stadtgeschichte. Die durchaus noch mit qualitätvollen Baudetails ausgestattete Baugruppe in wichtiger städtebaulicher Lage an der Stadtmauer und am Eingang der Friedleinsgasse ist ein erhaltenswerter Bestandteil der Gesamtanlage. Geschützt nach §§ 28 (Bauteil) DSchG |    |
| Weitere Bilder | Geohrtes Türgewände             | Friedleinsgasse 15                | 1577                | Im Erdgeschoss geohrtes Türgewände aus Rotsandstein des 18. Jahrhunderts sowie eingemauerter Wappenstein, bezeichnet mit 1577; in der Stube im Obergeschoss (Westwand) rotsandsteinernes Rundbogentürgewände, bezeichnet mit 1578; das ehemalige Handwerkerhaus (Bäcker) dreigeschossig mit massivem Erdgeschoss und Fachwerkobergeschossen, verputzt, Satteldach; 16. Jahrhundert mit nachträglichen Veränderungen, u. a. 2001 Außensanierung (Dachdeckung, Verputz, Anstrich, Fenster). Die spätmittelalterlichen Baudetails haben hohen Zeugniswert für die Stadtbaugeschichte Wertheims. Als Bestandteil der geschlossenen historischen Bebauung in unmittelbarer Nähe zum Marktplatz ist das im Kern barocke Wohnhaus erhaltenswert. Geschützt nach §§ 2 (Bauteil) DSchG |    |
| Weitere Bilder | Wohnhaus, Haus „Ritter Schnurr“ | Friedleinsgasse 17                | um 1530             | Dreigeschossiges Gebäude mit massivem Erdgeschoss und Fachwerkobergeschossen, verputzt, Satteldächer; Gewölbekelleranlage um 1530, im Erdgeschoss Reliefkopf des Ritter Schnurr mit Schild, profilierte Fensterrahmung bezeichnet mit 1567, Hochwassermarke 1595, darunter Schlachterbeil; im Kern 16. Jahrhundert, die Fachwerkaufbauten wohl etwas jünger. Es wird angenommen, dass die rückwärtige Fassadenflucht den Verlauf des ehemaligen Zwingermauerwerks der abgegangenen Stadtbefestigung markiert. Das spätmittelalterliche Gebäude in städtebaulich markanter Lage am westlichen Eingang der Friedleinsgasse ist mit seinen qualitätvollen Baudetails und wegen seines hohen Überlieferungsgrades von hohem dokumentarischem Wert für die Gesamtanlage. Geschützt nach §§ 28 (Gebäude) DSchG |    |
| Weitere Bilder | Amtsgericht                     | Friedrichstraße 6 (Flstnr. 413)   | 1842                | Dreigeschossiges, massiv in Rotsandstein errichtetes Gebäude mit Walmdach; neugotische Schulterbogenportale mit geschnitzten Türblättern; 1842 von August Moosbrugger, 1996 Innensanierung und Fensterauswechslung. Das Amtsgericht mit charakteristischer Baugestalt und als zentraler Bestandteil des in badischer Zeit angelegten Stadterweiterungsgebietes rund um die Bismarck- und Friedrichstraße ist von hohem dokumentarischem Wert für die Stadtstruktur und Stadtgestalt Wertheims. Geschützt nach §§ 2 (Gebäude) DSchG |    |

#### G
| Bild           | Bezeichnung             | Lage                          | Datierung           | Beschreibung | ID |
| -------------- | ----------------------- | ----------------------------- | ------------------- | --- | -- |
| Weitere Bilder | Wohnhaus                | Gerbergasse 1 (Karte)         | 1926/27             | Dreigeschossiges Gebäude mit massivem Erdgeschoss und Fachwerkobergeschossen mit Vorstößen, verputzt, Krüppelwalmdach; 1926/27. Der L-förmige Baukörper erstreckt sich zwischen der Gerbergasse und der südlich davon liegenden Wehrgasse. Das in traditioneller Konstruktions- und Gestaltungsweise anstelle dreier älterer Gebäude errichtete Wohnhaus ist ein Dokument für die weit verbreitete historisierende Architekturauffassung des sogenannten Heimatstils im ersten Drittel des 20. Jahrhunderts. Geschützt nach §§ 2 (Gebäude) DSchG |    |
|                | Massives Erdgeschoss    | Gerbergasse 4 (Karte)         | 18. Jahrhundert     | Massives Erdgeschoss mit Konsolen, Türrahmung mit Keilstein und Türblatt mit Messingbeschlägen, 18. Jahrhundert; das erhaltenswerte Wohnhaus zweigeschossig mit vorkragendem Fachwerkobergeschoss, verputzt, Satteldach; 18. Jahrhundert mit modernen Überformungen. Die Erdgeschosszone mit qualitätvollen Details hat als bauliches Relikt des überformten Wohnhauses dokumentarischen Wert. Das Wohnhaus als solches ist mit seiner unveränderten Kubatur und der Straßenraum prägenden Giebelfassade ein erhaltenswerter Bestandteil der Gerbergasse. Geschützt nach §§ 2 (Bauteil) DSchG                                                       |    |
| Weitere Bilder | Wohn- und Geschäftshaus | Gerbergasse 6                 | 1583                | Dreigeschossiges Gebäude mit massivem Erdgeschoss und teilweise vorkragenden Fachwerkobergeschossen, verputzt, Krüppelwalmdach; rundbogiges profiliertes Portal mit Metzgerzunftzeichen, bezeichnet mit 1583, darüber gekoppeltes Fenster und profilierte Steinkonsolen; im Kern 16. Jahrhundert mit späteren Veränderungen, u. a. 1956 diverse Umbauten. Das aus zwei Einzelgebäuden zusammengefasste und nachträglich veränderte Gebäude ist mit seinen qualitätvollen Baudetails und seiner, den Charakter des Gerberplatzes prägenden breiten Giebelfassade von dokumentarischem Wert für die Stadtgestalt. Geschützt nach §§ 2 (Gebäude) DSchG |    |
| Weitere Bilder | Wohnhaus                | Gerbergasse 14, (Flstnr. 227) | 17./18. Jahrhundert | Zweigeschossiges Gebäude mit massivem Erdgeschoss und Fachwerkobergeschoss mit Vorstoß auf Konsolen, verputzt, Satteldach; 17./18. Jahrhundert, 2004 Neuanstrich, kleine Änderungen im Inneren, Teilaustausch der Fenster. Das kleine, heute freistehende Gebäude in markanter städtebaulicher Lage am sogenannten Malerwinkel ist als einer der letzten Hinweise auf das abgegangene historische Umfeld von hohem Zeugniswert für die Stadtstruktur und Stadtgestalt. Geschützt nach §§ 2 (Gebäude) DSchG |    |
| Weitere Bilder | Portalrahmung           | Gerbergasse 18                | 1778                | Barocke Portalrahmung mit Keilstein, bezeichnet mit 1778; das erhaltenswerte Wohnhaus dreigeschossig mit massivem Erdgeschoss; 18./19. Jahrhundert mit modernen Veränderungen, 2007/2008 Fassadensanierung. Der aus zwei Einzelgebäuden bestehende Gebäudekomplex grenzt rückwärtig an die westliche Stadtbefestigung an. Die Portalrahmung hat als bauliches Relikt des überformten Wohnhauses dokumentarischen Wert. Das Wohnhaus ist als Bestandteil der historischen Bebauung der Gerbergasse in wichtiger städtebaulicher Lage zwischen Stadtmauer und Neuplatz erhaltenswert. Geschützt nach §§ 28 (Bauteil) DSchG                            |    |

#### H
| Bild           | Bezeichnung                              | Lage                               | Datierung                 | Beschreibung | ID |
| -------------- | ---------------------------------------- | ---------------------------------- | ------------------------- | --- | -- |
| Weitere Bilder | Ehemaliges Gasthaus Haas, heute Wohnhaus | Hämmelsgasse 4                     | 1866                      | Dreigeschossiges, massives Gebäude mit historisierenden Sandsteingliederungen; 1866 errichtet, 1900 Fassadenneugestaltung, 1992/93 umfassende Sanierung, Dachgeschossausbau, teilweise Fensterauswechslung. Als Bestandteil der im 18./19. Jahrhundert gestalterisch aufgewerteten Gebäudereihe an der Hämmelsgasse hat das Wohnhaus mit seiner historisierenden, die gestalterischen Vorstellungen der Zeit um 1900 ausdrückenden sowie die Stadtgeschichte mittels Fassadeninschrift rezipierende Fassade exemplarischen Wert für die Stadtgestalt. Geschützt nach §§ 2 (Gebäude) DSchG |    |
| Weitere Bilder | Türgewände                               | Hämmelsgasse 10                    | um 1800                   | Türgewände mit Keilstein und geschnitztem Türblatt; um 1800; das erhaltenswerte Wohnhaus dreigeschossig mit massivem Sockelgeschoss und erstem Obergeschoss, die übrigen Geschosse vermutlich in Fachwerk errichtet; in Beletage durchlaufendes Gesims und Fensterverdachungen; um 1800 mit späteren Veränderungen. Das Gewände hat als Relikt des spätbarocken Bürgerhauses dokumentarischen Wert. Als Bestandteil der im 18./19. Jahrhundert gestalterisch aufgewerteten Gebäudereihe an der Hämmelsgasse ist das schlichte Gebäude mit seinen qualitätvollen Baudetails erhaltenswert. Geschützt nach §§ 2 (Bauteil) DSchG |    |
| Weitere Bilder | Wohnhaus                                 | Hämmelsgasse 14                    | 1737                      | Zweigeschossiges Gebäude mit massivem Hang- und erstem Obergeschoss sowie Fachwerkobergeschoss, verputzt, Mansard-Krüppelwalmdach; großer Gewölbekeller, Stuckdecken, teils barocker Innenausbau noch vorhanden; geohrtes Portal mit Wappenkeilstein bezeichnet mit 1737; 1979 Fassadensanierung und Dachneueindeckung. Das schmale Gebäude erstreckt sich auf einer langen, bis zur Welschdorfgasse reichenden Parzelle. Bedingt durch den Geländesprung sind von dem hier angrenzenden Gebäudeteil das Ober- und das Dachgeschoss zugänglich. Das ehemalige Fischerhaus hat wegen seines hohen Überlieferungsgrades und als Bestandteil der im 18./19. Jahrhundert gestalterisch aufgewerteten Gebäudereihe an der Hämmelsgasse hohen Zeugniswert für die Gesamtanlage. Geschützt nach §§ 2 (Gebäude) DSchG |    |
| Weitere Bilder | Stadtmauerrest                           | Hämmelsgasse 20                    | Mittelalter               | An der südlicher Außenwand des erhaltenswerten Wohnhauses Rest der Stadtmauer mit Brunnennische; das erhaltenswerte Gebäude dreigeschossig mit massivem Hang- und ersten Obergeschoss und Fachwerkobergeschoss, verputzt, Satteldach; 16. Jahrhundert, 19./20. Jahrhunderts 2. Oberge- schoss und Dach wohl weitgehend erneuert bzw. neu hergestellt. Der Stadtmauerrest samt Brunnennische ist von hohem Zeugniswert für die einstige Befestigungsanlage des Fischerviertels. Das Wohnhaus selbst ist als Bestandteil der geschlossenen, das linke Tauberufer prägenden Gebäudereihe erhaltenswert. Geschützt nach §§ § 2 (Sachgesamtheit) DSchG |    |
| Weitere Bilder | Wohnhaus                                 | Hämmelsgasse 22, Lehmgrubengasse 1 | nach 1867                 | Dreigeschossiges Gebäude mit in Rotsandstein errichtetem, bossiertem Erdgeschoss und Backsteinobergeschossen mit Sandsteingliederungen, Satteldach mit Zwerchhäusern; Balkone mit schmiedeeisernen Brüstungen, bossierte Eckquaderung aus Sandstein; nach 1867 mit späteren Veränderungen (Auswechslung der Eingangstüren und der Fenster, 1994 Dachsanierung). Das Gebäude mit seinen ungewöhnlicherweise im 2. Obergeschoss angebrachten Balkonen spiegelt die im Zuge des Bahnbaus 1867 erfolgten Umgestaltungsmaßnahmen im Bereich der Hämmelsgasse wider. Mit seiner historisierenden, die gestalterischen Vorstellungen der 2. Hälfte des 19. Jahrhunderts ausdrückenden Fassade hat das Gebäude dokumentarischen Wert für die Stadtentwicklung. Geschützt nach §§ 2 (Gebäude) DSchG |    |
| Weitere Bilder | Wohnhaus                                 | Hämmelsgasse 24                    | 17. Jahrhundert           | Dreigeschossiges Gebäude mit massivem Erdgeschoss und Fachwerkobergeschossen, verputzt, Satteldach mit Aufzugsgaube; starker Vorstoß auf Konsolen, Portalgewände mit Oberlicht, Fenstergewände im EG mit Anlauf; 17. Jahrhundert mit nachträglichen Veränderungen (u. a. Tür- und Fensterauswechslung, Austausch einer Konsole). Das kleine, schlichte Wohnhaus mit frühneuzeitlichem Kern ist mit seinem markanten Speicherdach von Zeugniswert für die historische Stadt- und Sozialstruktur. Geschützt nach §§ 2 (Gebäude) DSchG |    |
| Weitere Bilder | Wohnhaus                                 | Hämmelsgasse 26                    | 1750                      | Dreigeschossiges Gebäude mit hohem, massivem Erdgeschoss und Fachwerkobergeschossen mit profilierten Schwellen, verputzt, Satteldach; im Erdgeschoss geohrtes Portal mit Oberlicht, Keilstein mit Anker bezeichnet mit 1750. Das ehemalige Fischerhaus mit aufwendigem Barockportal hat wegen seines hohen Überlieferungsgrades und als Bestandteil der im 18./19. Jahrhundert gestalterisch aufgewerteten Gebäudereihe an der Hämmelsgasse hohen Zeugniswert für die Gesamtanlage. Geschützt nach §§ 2 (Gebäude) DSchG |    |
| Weitere Bilder | Gasthaus „Zum Zapfhahn“                  | Hämmelsgasse 28                    | 1. Hälfte 19. Jahrhundert | Dreigeschossiges Gebäude mit massivem Erdgeschoss und Fachwerkobergeschossen, verputzt, Satteldach; regelmäßige Durchfensterung; 1. Hälfte 19. Jahrhundert, im 20. Jahrhundert stark überformt (u. a. Neugestaltung Erdgeschoss, Fassadenvereinfachung, Dachausbau und Entfernung der bauzeitlichen Aufzugsluke, Fenster- und Türauswechslung). Das Gebäude hat als Bestandteil der im 18./19. Jahrhundert umgestalteten Hämmelsgasse dokumentarischen Wert. Geschützt nach §§ 2 (Gebäude) DSchG |    |
| Weitere Bilder | Ehemaliges Armenhaus, heute Wohnhaus     | Hospitalstraße 2                   | 1761                      | Hohes, dreigeschossiges Gebäude mit hohem massivem Erdgeschoss und vorkragenden Fachwerkobergeschossen, verputzt, Mansard-Krüppelwalmdach; im Erdgeschoss profilierte und geohrte Fenster- und Portalrahmung, Portal mit Oberlicht, Keilstein bezeichnet mit 1761, darunter Maskenstein; Gebäude des 16. Jahrhunderts 1761 barockisiert. Das Gebäude stößt unmittelbar an das ehemalige Hospital an. Wegen seiner nutzungsbedingten Lage außerhalb der Kernstadt und seines hohen Überlieferungsgrades ist das ehemalige Armenhaus von hohem exemplarischen Wert für die Stadtgeschichte und Stadtgestalt. Geschützt nach §§ 28 (Gebäude) DSchG |    |
| Weitere Bilder | Wohnhaus                                 | Hospitalstraße 4                   | 1760, 1903 (Umgestaltung) | Zweigeschossiges Gebäude mit massivem Erdgeschoss und Fachwerkobergeschossen, verputzt, Mansardgiebeldach; zwei erhöht liegende Eingänge mit barocken Sandsteingewänden mit Keilsteinen, eines davon geohrt und bezeichnet mit 1903; Gebäude von 1760 im Jahre 1903 umgestaltet (u. a. Dachumbau). Das Gebäude steht nach drei Seiten frei. Es bildet wichtige Raumkanten sowohl zur Hospital- als auch zur Brummgasse aus. Das in seiner äußeren Erscheinung insgesamt gut überlieferte barocke Bürgerhaus hat mit seinen qualitätvollen Baudetails hohen exemplarischen Wert für die Stadtgestalt. Neben seinen städtebaulichen Qualitäten ist es zudem ein Dokument der Siedlungsverdichtung des 18. Jahrhunderts. Geschützt nach §§ 2 (Gebäude) DSchG |    |
| Weitere Bilder | Wohn- und Geschäftshaus                  | Hospitalstraße 5                   | frühes 16. Jahrhundert    | Hohes, dreigeschossiges Gebäude mit massivem Erdgeschoss und Fachwerkobergeschossen, weitgehend verputzt, Krüppelwalmdach; mittelalterlicher Dachstuhl, am Eckständer im Erdgeschoss Hinweis auf ursprüngliche Verblattung; im Kern frühes 16. Jahrhundert, im 18.–20. Jahrhundert Fassade, v. a. im Erdgeschoss umgestaltet. In der rückwärtigen Gartenmauer Türsturz mit Reliefschmuck. Das im Kern spätmittelalterliche Gebäude mit charakteristischem barockem Umbau ist als Teil der geschlossenen giebelständigen Gebäudereihe der südlichen Hospitalgasse von dokumentarischem Wert für die Stadtgestalt und Stadtstruktur. Geschützt nach §§ 2 (Gebäude) DSchG |    |
| Weitere Bilder | Wohn- und Geschäftshaus                  | Hospitalstraße 7                   | 18. Jahrhundert           | Dreigeschossiges Gebäude mit hohem, massivem Erdgeschoss und Fachwerkobergeschossen, verputzt, Mansard-Krüppelwalmdach; 18. Jahrhundert, im 20. Jahrhundert diverse Umbauten im Erdgeschoss. Das die städtebauliche Neuordnung des Tauberviertels widerspiegelnde Barockgebäude hatte dokumentarischen Wert für die Stadtgestalt. Dennoch wurde das Haus im Jahr 2018 restlos abgerissen. Geschützt nach §§ 2 (Gebäude) DSchG |    |
|                | Inschrifttafel                           | Hospitalstraße 21 (Karte)          | 1640                      | Inschriftentafel aus Rotsandstein an der Nordfassade eines Wohnhauses; bezeichnet mit 1640; das erhaltenswerte Wohnhaus zweigeschossig mit massivem Erdgeschoss und Fachwerkobergeschoss, das Erdgeschoss mit Ausnahme der Gliederungselemente verputzt, Satteldach; Gebäude im Kern 17. Jahrhundert, zu Beginn des 20. Jahrhunderts in historisierenden Formen grundlegend umgestaltet, Obergeschoss neu aufgesetzt. Das Gebäude befindet sich in städtebaulich markanter Lage, an der Ecke zur (in der 2. Hälfte des 20. Jahrhunderts angelegten) Hans-Bardon-Straße, deren Verlauf in Teilen dem ehemaligen Gaismarkt entspricht, wo einst die sogenannten Herrenscheuern lagen (Komplex von Scheunen und Weinkellern). Die Inschrifttafel hat als Relikt des abgegangenen neuzeitlichen Wohnhauses Zeugniswert für die Stadtgeschichte. Das Wohnhaus ist wegen seiner die Fachwerktradition Wertheims aufgreifenden Fassadengestalt erhaltenswert. Geschützt nach §§ 2 (Bauteil) DSchG |    |
| Weitere Bilder | Segmentbogiger Torrahmen                 | Hospitalstraße 25                  | 1748                      | Das Kulturdenkmal der segmentbogige Torrahmen aus Rotsandstein, im Keilstein bezeichnet mit 1748; das Gebäude selbst ein Kulturdenkmal-Prüffall: Zweigeschossiges Gebäude mit massivem Erdgeschoss (Lagergeschoss) und an der Nordostecke über Steinkonsole auskragendem Fachwerkobergeschoss, verputzt, hohes Satteldach mit gekoppeltem, profiliertem Fenster sowie männlicher Büste am Westgiebel; im Kern 17. Jahrhundert, 1748 barockisiert. Das Gebäude hat als Bestandteil der aus dem ehemaligen Miltenbergertor und -turm (errichtet vor 1460) und der ehemaligen fürstlichen Kellerei (16./18. Jahrhundert) gebildeten Gebäudegruppe am westlichen Eingang der Hospitalgasse hohen Zeugniswert. Mit seinen qualitätvollen Baudetails ist es darüber hinaus ein wichtiges Dokument für die Stadtgestalt. Geschützt nach §§ 2 (Bauteil) DSchG |    |

#### K
| Bild           | Bezeichnung             | Lage             | Datierung           | Beschreibung | ID |
| -------------- | ----------------------- | ---------------- | ------------------- | --- | -- |
| Weitere Bilder | Marienkapelle           | Kapellengasse 3  | 1447                | Saalbau mit Apsis und gotischen Spitzbogenfenstern mit Maßwerkverblendung; Außenbau verputzt, die Gewände und Gliederungselemente sandsteinsichtig; errichtet 1447 anstelle der zerstörten Synagoge, im 16. Jahrhundert profaniert und umgebaut, zwischen 1916 und 1926 wiederhergestellt und geweiht. 1916 ist erwähnt, dass es über ein „angrenzendes Höfchen“ einen Zugang zu der Mikwe gibt, die mit der Kirche in baulichem Zusammenhang steht (aus: Die Denkmalpflege, Dez. 1916, S. 124). Die Marienkapelle hat neben der Kilianskapelle exemplarischen Wert als eine der letzten Kapellen von vielen, die es in Wertheim einst gab. Wegen ihres Standortes in Nachfolge der Synagoge, ihrer Baugeschichte und Baugestalt hat sie zudem hohen Zeugniswert für die Stadtgeschichte und Stadtgestalt Wertheims. Geschützt nach §§ 28 (Gebäude) DSchG |    |
| Weitere Bilder | Wohnhaus                | Kapellengasse 8  | 16./17. Jahrhundert | Dreigeschossiges Gebäude mit massivem Erdgeschoss mit zwei Eingängen und Fachwerkobergeschossen mit Vorstößen auf Knaggen, verputzt, Satteldach mit Aufzugsgaube; Außentreppen aus Sandstein; 16./17. Jahrhundert mit nachträglichen Überformungen (Fensterauswechslung, Dachausbau samt Veränderung der Gaube). Das im Kern frühneuzeitliche Gebäude mit vergleichsweise gut überlieferter Baugestalt ist als Teil der geschlossenen traufständigen Gebäudereihe der Kapellengasse von dokumentarischem Wert. Geschützt nach §§ 2 (Gebäude) DSchG |    |
| Weitere Bilder | Wohn- und Geschäftshaus | Kapellengasse 9  | 17./18. Jahrhundert | Dreigeschossiges Gebäude mit massivem Erdgeschoss und Fachwerkobergeschossen mit Vorstoß, verputzt, Satteldach mit Giebelhaus; im Erdgeschoss geohrtes Portal und Ladenfenster; im Kern 17./18. Jahrhundert mit späteren Überformungen. Das modernisierte, durch seine scheinbare Giebelständigkeit von der vorherrschenden traufständigen Bebauung abhebende Gebäude ist als Beispiel der spätbarocken Baugesinnung von dokumentarischem Wert. Geschützt nach §§ 2 (Gebäude) DSchG |    |
| Weitere Bilder | Wohnhaus                | Kapellengasse 12 | 17./18. Jahrhundert | Dreigeschossiges Gebäude mit massivem Erdgeschoss und vorkragenden Fachwerkobergeschossen über Steinkonsolen, verputzt, Satteldach; gegeneinander versetzte, drei- bzw. vierteilige Fensterbänder; 17./18. Jahrhundert, nachträgliche Umbauten in Bereich des Giebeldreiecks. Unter der Putzschicht liegt das Sichtfachwerk des 17. Jahrhunderts; im Inneren gibt es noch Reste von Raumfassungen. Das schmale, im Kern frühneuzeitliche Gebäude ist mit vergleichsweise gut überlieferter Bausubstanz Bestandteil der geschlossenen historischen Gebäudereihe der Kapellengasse und ein Zeugnis der Stadtbaugeschichte und Stadtbaugestalt des ehemals kleinbürgerlichen Viertels um die Marienkapelle. Geschützt nach §§ 2 (Gebäude) DSchG |    |

#### L
| Bild           | Bezeichnung                                                                                      | Lage                                                 | Datierung       | Beschreibung | ID |
| -------------- | ------------------------------------------------------------------------------------------------ | ---------------------------------------------------- | --------------- | --- | -- |
| Weitere Bilder | Sogenannter Lindenhof, ehemalige Löwensteinsche Regierungskanzlei, heute Wohn- und Geschäftshaus | Lindenstraße 1                                       | 16. Jahrhundert | Dreigeschossiger, massiver und verputzter L-förmiger Gebäudekomplex mit Krüppelwalm- und Satteldach; Trakt an der Lindenstraße mit geohrten Tür- und Fenstergewänden aus Sandstein, Brückenstraße Nr. 2 mit hölzernen Gewänden und profiliertem Gurtgesims, schmaler Fachwerkerker mit spitzem, hohem „durch“ das Satteldach führendem Zeltdach (um 1900); Gebäude des 16. Jahrhunderts barockisiert bzw. im 20. Jahrhundert nochmals leicht überformt (Ladeneinbau und Schaufensterneugestaltungen). Die in exponierter Lage am westlichen Eingang zur Kernstadt liegende, monumentale ehemalige Regierungskanzlei mit ihrer symmetriebetonten, qualitätvollen Fassadengestalt hat wegen ihrer historischen Nutzung und als städtebaulich wichtige Raumkante (sie zeichnet den Verlauf der in diesem Abschnitt abgegangenen Stadtmauer nach) hohen Zeugniswert für die Stadtgeschichte und Stadtstruktur. Geschützt nach §§ 28 (Gebäude) DSchG                                    |    |
| Weitere Bilder | Löwenbrunnen                                                                                     | Lindenstraße 1 (bei dem Gebäude)                     | 1866            | Sandsteinerner Brunnen mit einfachem Brunnentrog und reich in Neorenaissanceformen verziertem Obelisken mit Löwenkopf; bezeichnet mit 1866, 1999 Brunnensanierung. Der Brunnen wurde vermutlich im Rahmen seiner Sanierung an seinen heutigen Standort, unmittelbar vor die ehemalige Löwensteinsche Regierungskanzlei versetzt. Er befand sich zuvor weiter westlich an der Lindenstraße. Der Brunnen ist neben seiner handwerklichen und künstlerischen Qualitäten ein Dokument der historischen Wasserversorgung sowie der Stadtverschönerungsmaßnahmen in der 2. Hälfte des 19. Jahrhunderts. Geschützt nach §§ 2 (Kleindenkmal) DSchG |    |
| Weitere Bilder | Wohn- und Geschäftshaus und Barockportal                                                         | Lindenstraße 6                                       | 18. Jahrhundert | § 2: Zweigeschossiges Gebäude mit massivem, über zwei Hanggeschossenen zur Tauber errichtetem Erdgeschoss und Fachwerkobergeschossen, verputzt; Mansardgiebeldach; § 28 (2): die geohrte barocke Türrahmung mit Keilstein aus Sandstein; Wohnhaus und Portal 18. Jahrhundert mit Überformungen des 20. Jahrhunderts (u. a. Fensterauswechslung, rückwärtig Herstellung einer Terrasse). Das barocke Bürgerhaus mit seinem qualitätvollen Erdgeschoss ist als prägender Bestandteil der schmalen, geschlossenen Gebäudereihe zwischen der Lindenstraße und rechtem Tauberufer sowie als Hinweis auf die Stadterweiterung des 18. Jahrhunderts von dokumentarischem Wert. Geschützt nach §§ 2 (Gebäude), 28 (Bauteil) DSchG |    |
| Weitere Bilder | Rokokotürblatt                                                                                   | Lindenstraße 9                                       | 18. Jahrhundert | Geschnitztes Rokokotürblatt, 18. Jahrhundert; das erhaltenswerte Wohnhaus zweigeschossig mit massivem Erd- und Fachwerkobergeschoss, verputzt, Satteldach; genutetes Erdgeschoss mit gekoppeltem Fenster; 17./18. Jahrhundert, nach- träglich leicht überformt (u. a. Fensterauswechslung). Als Relikt des barocken Wohnhauses hat das qualitätvolle Türblatt dokumentarischen Wert. Das Gebäude selbst ist ein erhaltenswerter Bestandteil der giebelständigen, die östliche Raumkante der Lindenstraße ausbildenden Gebäudereihe. Geschützt nach §§ 2 (Bauteil) DSchG |    |
| Weitere Bilder | Wohnhaus                                                                                         | Lindenstraße 11                                      | 16. Jahrhundert | Zweigeschossiges Gebäude mit massivem, verputztem Sockel- und Erdgeschoss und über Steinkonsolen vorkragendem Fachwerkobergeschoss; Erdgeschoss mit zweitverwendetem Spitzbogenportal, Zierfachwerk mit Feuerböcken und „Mann-Figur“; 16. Jahrhundert mit nachträglichen Veränderungen, u. a. Dachausbau und Fachwerkfreilegung (1977). Die Fachwerkfreilegung erfolgte parallel zur platzartigen Aufweitung und damit zur gestalterischen Aufwertung der Lindenstraße. Das in seiner äußeren Gestalt gut überlieferte frühneuzeitliche Wohnhaus hat seiner reichen Fachwerkfassade und als Hinweis auf den spätmittelalterlichen Wohnhausbau von hohem exemplarischem Wert. Als Bestandteil der giebelständigen, die östliche Raumkante der Lindenstraße ausbildenden Gebäudereihe kommt dem Wohnhaus darüber hinaus Bedeutung für die Stadtstruktur zu. Geschützt nach §§ 2 (Gebäude) DSchG                                                                                      |    |
| Weitere Bilder | Massives Erdgeschoss                                                                             | Lindenstraße 13                                      | 16. Jahrhundert | Massives Erdgeschoss mit Spitzbogenportal und Zwillingsfenstergewände, 16. Jahrhundert; das erhaltenswerte Wohn- und Geschäftshaus dreigeschossig mit massivem Erd- und Fachwerkobergeschoss mit Vorstößen, verputzt, Satteldach; im Kern 16. Jahrhundert, im 20. Jahrhundert zum Teil stark überformt (u. a. Fassadenerneuerung, Fensterauswechslung, Dachneueindeckung, Herstellung eines traufseitigen Zugangs). Das Gebäude erstreckt sich auf einem langen, schmalen Grundstück. Bis zur Neuanlage der Lindenstraße grenzte es mit seiner südlichen Traufseite an ein Gartengrundstück bzw. mit seiner östlichen Giebelseite an ein Nebengebäude des sogenannten Erbgrafenhauses an. Als Relikt des spätmittelalterlichen-frühneuzeitlichen Wohnhauses hat das Erdgeschoss dokumentarischen Wert. Das Gebäude ist ein erhaltenswerter Bestandteil der giebelständigen, die östliche Raumkante der Lindenstraße ausbildenden Gebäudereihe. Geschützt nach §§ 2 (Bauteil) DSchG |    |
| Weitere Bilder | Laufbrunnen                                                                                      | Lindenstraße Nr. 18a (bei dem Gebäude Flstnr. 25/26) | 1913            | Sandsteinerner Laufbrunnen an der Sandsteinmauer; bezeichnet mit 1913; das erhaltenswerte eingeschossige, in Sandstein errichtete Nebengebäude mit hohem, vorkragendem Walmdach; Anfang 20. Jahrhundert als Teil des Nebengebäudes von Rittergasse Nr. 9 (Walmdachbau) errichtet. Der Laufbrunnen dokumentiert die bewusste Aufwertung der Lindenstraße am Beginn des 20. Jahrhunderts. Gemeinsam mit dem markanten Nebengebäude und der Sandsteinmauer erhält die Lindenstraße im Mündungsbereich der Rittergasse damit einen malerischen Akzent im Sinne des damaligen Zeitgeschmacks. Geschützt nach §§ 2 (Kleindenkmal) DSchG |    |
| Weitere Bilder | Luisenschule                                                                                     | Luisenstraße 2                                       | 1855            | Zweigeschossiges, massiv in Rotsandstein errichtetes Gebäude mit Mansarddach; symmetrisch gegliederte Fassade mit Eckrisaliten mit bekrönenden Schweifgiebeln, Rustikasockel, Eckquaderung und in der Mittelachse liegendem Rundbogenportal; 1855 errichtet. Der breitgelagerte Baukörper markiert den östlichen Eingang der Luisenstraße. Als Bestandteil des in badischer Zeit angelegten Verwaltungsviertels ist das Gebäude von hohem dokumentarischem Wert für die Stadtentwicklung und die Entwicklung des Bildungswesens. Geschützt nach §§ 2 (Gebäude) DSchG |    |

#### M
| Bild           | Bezeichnung                                                                          | Lage                                                     | Datierung                                                 | Beschreibung | ID |
| -------------- | ------------------------------------------------------------------------------------ | -------------------------------------------------------- | --------------------------------------------------------- | --- | -- |
| Weitere Bilder | Wohn- und Geschäftshaus                                                              | Maingasse 1                                              | 1760                                                      | Dreigeschossiges Gebäude mit massivem Erdgeschoss und Fachwerkobergeschossen, verputzt, Mansarddach mit Zwerchhaus; im Erdgeschoss sandsteinerne Portal- und Fenstergewände mit kartuschengeschmückten Keilsteinen, bezeichnet mit 1760 und 1936; 1760 mit nachträglichen Veränderungen vor allem im Erdgeschoss. Als Bestandteil der geschlossenen traufständigen, von barocken Bürgerhäusern geprägten Maingasse ist das Gebäude von dokumentarischem Wert. Geschützt nach §§ 2 (Gebäude) DSchG |    |
| Weitere Bilder | Wohn- und Geschäftshaus                                                              | Maingasse 5                                              | 18. Jahrhundert                                           | Dreigeschossiges Gebäude mit massivem Erdgeschoss und Fachwerkobergeschossen mit Vorstoß auf Sandsteinkonsolen, verputzt, Mansardgiebeldach mit Zwerchhaus; am seitlichen Eingang geohrtes Portal mit Oberlicht; 18. Jahrhundert mit nachträglichen Veränderungen (Ladeneinbau). Am Eingang zur Nebenneugasse befand sich einst ein Brunnen. Das in Ecklage zur Nebenneugasse liegende Gebäude wurde im 18. Jahrhundert anstelle dreier älterer Häuser errichtet. Unabhängig von den nachträglichen Veränderungen ist es wegen seiner Größe und Gestalt ein Zeugnis für den einstigen Repräsentationsanspruch seines Bauherrn und mit seinen qualitätvollen Baudetails (u. a. Eingangsbereich) von dokumentarischem Wert für die Stadtgestalt. Geschützt nach §§ 2 (Gebäude) DSchG |    |
| Weitere Bilder | Wohn- und Geschäftshaus (Prüffall)                                                   | Maingasse 8                                              | 16. Jahrhundert                                           | Viergeschossiges Gebäude mit massivem Erdgeschoss und Obergeschossen mit Zierfachwerk und profilierten Vorstößen, zum Teil über Steinkonsolen, Satteldach; 16. Jahrhundert, 1970 und 1982 Fassadeninstandsetzung (dabei Austausch von Hölzern), 2003 Abbruch des Hinterhauses (ehemaliges Gerberhaus aus der Zeit um 1600, einst zu Maingasse Nr. 6 gehörend). Das im Kern spätmittelalterliche Bürgerhaus hat hohen exemplarischen Wert für die Stadtgestalt. Mit seiner aufwendig gestalteten Schaufassade spiegelt es darüber hinaus die einstige Bedeutung der Maingasse als einem von wohlhabenden Handwerkern bewohnten, zwischen dem Maintor und dem Marktplatz verlaufenden Straßenzug wider. Geschützt nach §§ 28 (Gebäude) DSchG |    |
|                | Keller                                                                               | Maingasse 10                                             | 17./18. Jahrhundert                                       | Mittelalterliche, das gesamte Grundstück überspannende Kelleranlage mit qualitätvollen Portalen; das erhaltenswerte Wohnhaus viergeschossig mit massivem Erd- und Fachwerkobergeschossen, verputzt; symmetrisch angeordnete Drillingsfenster, profiliertes ehem. Traufgesims; älteres Gebäude im 17./18. Jahrhundert geteilt und mit einer neuen Fassade versehen, im 20. Jahrhundert Aufstockung und Herstellung einer Terrasse, diverse Umbauten im Inneren. Im Bereich des Erd- und der ersten Fachwerkobergeschosses gibt es eine Überschneidung mit dem Nachbargebäude Maingasse 12. Die mittelalterliche Kelleranlage ist von hohem Zeugniswert für die Quartiersstruktur. Das Wohnhaus ist als Bestandteil der geschlossenen Gebäudereihe der Maingasse erhaltenswert. Geschützt nach §§ 2 (Bauteil) DSchG |    |
| Weitere Bilder | Wohn- und Geschäftshaus (Prüffall)                                                   | Maingasse 12                                             | 1589                                                      | Viergeschossiges Gebäude mit massivem Erdgeschoss und schmäleren Fachwerkobergeschossen über profilierten Steinkonsolen auskragend, abgewalmtes Pultdach; im Erdgeschoss profilierte, rundbogige Portal- und Fenstergewände (altes Ladenfenster) und Wappenstein (bezeichnet mit 1589) aus Sandstein; errichtet 1589, nachträglich kleinere Veränderungen. Das historische Handwerkerhaus hat durch seinen hohen Überlieferungsgrad hohen exemplarischen Wert für die Stadtgestalt. Mit seinem die städtebauliche Enge geschickt ausnützenden, den Eingang zur Sackgasse markierendem Baukörper kommt dem Gebäude zudem dokumentarischer Wert für die Stadtstruktur. Geschützt nach §§ 28 (Gebäude) DSchG |    |
| Weitere Bilder | Wohnhaus                                                                             | Maingasse 16                                             | 1456/57                                                   | Ein- bis zweigeschossiges Gebäude mit massivem Erdgeschoss und Fachwerkobergeschossen; Gewölbekeller, mittelalterlicher Dachstuhl mit Verblattungen, 1456/57 (d), im 19. Jahrhundert größerer Umbau (u. a. traufseitige Teilaufstockung). Mit dem rechten Teil des Westgiebels stieß das Haus noch vor wenigen Jahren an das mittlerweile abgebrochene, noch ältere Nachbargebäude (1445/46 d) Maingasse Nr. 14. Dieses wurde ursprünglich als Ökonomiegebäude von Mainstraße 16 (Vorgängerbau) errichtet. Anders als die an der Maingasse liegenden Gebäude blieb es von den prägenden Umgestaltungsmaßen des 16. und 18. Jahrhunderts aufgrund seiner Lage im Inneren des Baublocks unberührt. Das im Kern spätmittelalterliche Gebäude hat wegen seines Überlieferungsgrades, seines Baualters und seines Standortes im Inneren des Baublocks (Hinweis auf Nachverdichtung) hohen Zeugniswert für die Stadtstruktur. Geschützt nach §§ 2 (Gebäude) DSchG |    |
|                | Wappenstein                                                                          | Maingasse 19 (Karte)                                     | 1556                                                      | Im Erdgeschoss eines Wohn- und Geschäftshauses eingemauerter sandsteinerner Wappenstein eines Bäckers, bezeichnet mit 1556. Der Wappenstein ist als Relikt des spätmittelalterlichen, jedoch heute weitgehend erneuerten Hauses sowie als Hinweis auf die historische Sozialstruktur von dokumentarischem Wert für die Stadtgeschichte. Geschützt nach §§ 2 (Bauteil) DSchG |    |
| Weitere Bilder | Wohnhaus (Prüffall)                                                                  | Maingasse 26                                             | 1573, um 1750 Neugestaltung                               | Dreigeschossiges Gebäude mit massivem Erdgeschoss und Fachwerkobergeschossen mit hölzernem Eckerker (um 1750), Obergeschosse, Erker und Giebel verschiefert, Satteldach; repräsentativ gestaltete Erdgeschosszone mit Sandsteingliederung mit Eckdiamantierung, profiliertem Gesims und reichem Relieffries, bezeichnet mit 1573, an der Seitenfassade geschnitztes Rokokotürblatt; Gebäude von 1573 im 18. Jahrhundert neu gestaltet, 2005/2006 Instandsetzung der Fassade und Innensanierung. Das im Kern frühneuzeitliche Bürgerhaus ist mit seiner qualitätvollen barocken Umgestaltung bauliches Dokument des Repräsentationsanspruches seiner Bauherren und gleichzeitig Spiegel der einstigen Bedeutung der Maingasse als von wohlhabenden Handwerkern und Kaufleuten bewohnter Straßenzug. Hinzu kommt mit seinem Eckerker seine städtebauliche Bedeutung als Teil der versetzt angeordneten, eine Staffelung erzeugenden nordöstlichen Gebäudereihe der Maingasse. Geschützt nach §§ 28 (Gebäude) DSchG |    |
| Weitere Bilder | Reich verzierter Eckpfeiler am massivem Erdgeschoss des ehemaligen Gasthof Zum Löwen | Maingasse 30                                             | 1675                                                      | Sandsteinerner Eckpfeiler mit Wappenstein (1675 bezeichnet) am massiven Erdgeschoss des Traktes an der Maingasse. Der Wappenstein hat als Relikt Zeugniswert für das anspruchsvolle bürgerliche Bauen in unmittelbarer Nähe der Stadtmauer. Geschützt nach §§ 2 (Bauteil) DSchG |    |
| Weitere Bilder | Sogenannter Spitzer Turm, Wartturm, später Stadtmauerturm                            | Mainplatz 2 (Flstnr. 619/17)                             | 1180, um 1450 (Oberbau)                                   | Stadtmauerturm mit rundem, aus Hausteinen errichtetem Unterbau (um 1180) und achteckigem, weitgehend verputztem Oberbau (um 1450) mit abschließendem, sandsteinernem Kranzgesims und Eckquaderungen sowie vorspringenden Pechnasen, bekrönendes Zeltdach; 2004/2005 Mauerwerksanierung und Neuerrichtung der angrenzenden Bebauung entlang der Rechten Tauberstraße. An der sogenannten Mainspitze, an der Mündung der Tauber in den Main gelegener Wartturm. Dieser war ursprünglich in die zwischen 1200 und 1400 errichtete Befestigung der Kernstadt miteinbezogen. Als frühestes bauliches Zeugnis der späteren Stadtanlage zu Füssen der Burg hat der Turm sehr hohen Zeugniswert für die Siedlungs- und Verteidigungsgeschichte Wertheims. Für das Stadtbild, vor allem für das Main- und das Tauberprospekt ist der Spitze Turm zudem bis heute von elementarer Bedeutung. Geschützt nach §§ 28 (Gebäude) DSchG |    |
| Weitere Bilder | Wohn- und Gasthaus                                                                   | Mainplatz 6                                              | nach 1900                                                 | Dreigeschossiger, zum Teil verputzter Backsteinbau mit Satteldach; asymmetrische Hauptfassade mit Eckrisalit mit Blendgiebel, sandsteinerne Gliederungselemente und geohrtes Portal mit Oberlicht und Türblatt in Formen des Jugendstils; nach 1900, nachträgliche Fenster- und Türauswechslung. Das Gebäude sitzt mit der Südwand auf der Stadtmauer auf. Das bereits außerhalb des ummauerten Stadtkerns liegende Gebäude ist ein Dokument der Stadtgestaltungsmaßnahmen des frühen 20. Jahrhunderts, als man mit Zunahme des Tourismus den Ausbau bzw. die Aufwertung der damaligen Mainplatzstraße vom von Zweckbauten geprägten historischen Umschlag- und Lagerplatz zur gestalteten Mainpromenade vornahm. Geschützt nach §§ 2 (Gebäude) DSchG |    |
| Weitere Bilder | Gasthaus zum Schwan (Sachgesamtheit)                                                 | Mainplatz 8 (Flstnr. 212/1)                              | nach 1900                                                 | Aus zwei Einzelgebäuden bestehender Komplex, massiv, verputzt mit Satteldach; die östliche Gebäudehälfte mit schlichter Fassade mit gekoppelten Fenstern, die westliche Gebäudehälfte mit zweiachsigem, giebelständigem Eckrisalit und historisierender Fassadengestalt mit neobarocken Fenster- und Türgewänden aus Sandstein im Erdgeschoss, an beiden Gebäuden drei schmiedeeiserne Ausleger und schmiedeeiserne Lampen, gegen den Mainplatz neobarocke Terrassenbrüstung aus Sandstein; nach 1900 unter Miteinbeziehung älterer Gebäudeteile (1649 befand sich hier der Gasthof zur Gans) errichtet, nachträgliche Veränderungen der zweiten Hälfte des 20. Jahrhunderts (u. a. Fensterauswechslung). Das Hotel ist wegen seines exponierten, den alten Stadtmauerverlauf nachzeichnenden Standortes und wegen seiner qualitätvollen Fassadengestalt aus dem frühen 20. Jahrhundert von dokumentarischem Wert für die Stadtgestalt. Darüber hinaus ist es ein Zeugnis der damals vorgenommenen Aufwertung der Mainplatzstraße zur „Mainpromenade“. Geschützt nach §§ 2 (Sachgesamtheit) DSchG |    |
| Weitere Bilder | Stadttor, Maintor                                                                    | Mainplatz 8 (bei dem Gebäude), Flstnr. 208               | zwischen 1200 und 1400                                    | Über quadratischem Grundriss errichtetes mehrgeschossiges Stadttor aus Rotsandstein mit Zinnen bekröntem Abschluss und segmentbogiger Durchfahrt, Südfassade und Durchfahrt verputzt; zwischen 1200 und 1400 errichtet, erste urkundliche Nennung 1459/63, 1991 Außensanierung. Neben seiner fortifikatorischen Funktion verbindet das Maintor als wichtiger nördlicher Stadteingang über die Maingasse den Marktplatz mit der Mainlände, dem bis ins frühe 20. Jahrhundert wichtigsten Umschlag- und Lagerplatz der Stadt, womit es hohen dokumentarischen Wert für die Stadtgeschichte und Stadtgestalt hat. Als Bestandteil der zwischen dem 12. und 17. Jahrhundert errichteten bzw. aufgebauten Befestigungsanlage Wertheims hat das Maintor zudem hohen Zeugniswert. Geschützt nach §§ 28 (Gebäude) DSchG |    |
| Weitere Bilder | Wohn- und Geschäftshaus                                                              | Marktplatz 1                                             | 17./18. Jahrhundert                                       | Viergeschossiges Gebäude mit massivem Erdgeschoss und Fachwerkobergeschossen, verputzt, abgewalmtes Satteldach; gekoppelten und Drillingsfenstern; 17./18. Jahrhundert, 2000 Erneuerung der Fenster und der Fassade. Das Gebäude ist als Bestandteil des Komplexes rund um den ehemaligen Rüdigerhof von hohem Zeugniswert für die Stadtgeschichte. Durch seine wichtige städtebauliche Lage zwischen Eichelgasse und Marktplatz ist es darüber hinaus ein wichtiges Dokument der frühneuzeitlichen Stadtstruktur. Geschützt nach §§ 2 (Gebäude) DSchG |    |
| Weitere Bilder | Obere Hofapotheke                                                                    | Marktplatz 3                                             | 18./19. Jahrhundert                                       | Viergeschossiges Gebäude mit massivem Erdgeschoss und verputzten Fachwerkobergeschossen, Satteldach; schlichte, regelmäßig gegliederte Fassade mit geraden Fensterverdachungen; 18./19. Jahrhundert mit nachträglichen Veränderungen im Erdgeschoss. Das Gebäude ist als Bestandteil des Komplexes rund um den ehemaligen Rüdigerhof (siehe Marktplatz 3) von hohem Zeugniswert für die Stadtgeschichte. Seine Traufständigkeit ist ein Beleg für die bauliche Erneuerung am Marktplatz nach Idealen des barocken Städtebaus. Geschützt nach §§ 28 (Gebäude) DSchG |    |
| Weitere Bilder | Wohn- und Geschäftshaus                                                              | Marktplatz 5                                             | 17./18. Jahrhundert                                       | Dreigeschossiges Gebäude mit massivem Erdgeschoss und Fachwerkobergeschossen mit Vorstößen, verputzt, Krüppelwalmdach; 17./18. Jahrhundert mit nachträglichen Überformungen (u. a. Fensterauswechslung, Neugestaltung Erdgeschoss). Das barock überformte, aber in seiner Giebelständigkeit belassene und daher im Kern ältere Gebäude ist als Bestandteil der geschlossenen Gebäudereihe des Marktplatzes von dokumentarischem Wert für die Stadtstruktur. Geschützt nach §§ 28 (Gebäude) DSchG |    |
| Weitere Bilder | Wohn- und Geschäftshaus                                                              | Marktplatz 6                                             | um 1520                                                   | Dreigeschossiges Gebäude mit massivem Erdgeschoss und Obergeschossen in Zierfachwerkbau mit starkem traufseitigem Vorstoß, Satteldach; reich gestaltetes Erdgeschoss mit historischem Ladenfenster, Sandsteinkonsolen mit Köpfen und Wappen und Inschrift „Haus der Ritter von Zobel Erbaut um 1520“, gegen den Marktplatz polygonaler dreigeschossiger Fachwerkerker mit Zeltdach; frühes 16. Jahrhundert, 1978 Freilegung eines vermauerten Bogens und einer Türe, Fassadenrenovierung (Kapellengassenseitig), 1977/78 Innenausbau des Ladens. Das äußerst schmale, die städtebauliche Enge geschickt ausnutzende Gebäude ist mit seiner phantasie- und qualitätvollen Fassadengestalt und wegen seines hohen Überlieferungsgrades von exemplarischem Wert für die Stadtstruktur und Stadtgestalt. Als ehemaliges, später in gräflichen Besitz übergegangenes Wohnhaus der Ritter von Zobel kommt ihm darüber hinaus hohe Bedeutung für die Stadtgeschichte zu. Geschützt nach §§ 28 (Gebäude) DSchG |    |
| Weitere Bilder | Wohn- und Geschäftshaus, Gasthaus zum Ochsen                                         | Marktplatz 7                                             | 16./17. Jahrhundert                                       | Viergeschossiges Gebäude mit massivem Erdgeschoss und Fachwerkobergeschossen mit Vorstößen und gekoppelten Fenstern, verputzt, Satteldach; 16./17. Jahrhundert mit nachträglichen Überformungen im 19. und 20. Jahrhundert (u. a. Herstellung eines Zuganges zum hofseitigen Kino, Fensterauswechslung, späterer Rückbau des Erdgeschosses). Vom im Kern spätmittelalterlichen Gebäude zeugen noch seine Giebelständigkeit und die Vorstöße des turmartigen Baukörpers; die Fassade gibt Zeugnis der städtebaulichen Erneuerungsmaßnahmen im 19. Jahrhundert am Marktplatz. Mit diesen beiden Zeitschnitten hat das Haus hohen exemplarischen Wert. Geschützt nach §§ 2 (Gebäude) DSchG |    |
| Weitere Bilder | Wohn- und Geschäftshaus                                                              | Marktplatz 8                                             | Mittelalter, 18. Jahrhundert (Umgestaltung)               | Dreigeschossiges Gebäude mit massivem Erdgeschoss und Fachwerkobergeschossen, verputzt, Satteldach mit Zwerchhaus; die Obergeschosse über Steinkonsolen vorkragend, einfache, stichbogige spätbarocke Fensterrahmungen mit Keilsteinen, barocker Innenausbau teilweise noch erhalten; mittelalterliches Gebäude im 18. Jahrhundert umgestaltet, 2006 Umbau für gastronomische Nutzung und dabei wohl Herstellung neuer Fenster- und Türgewände im Erdgeschoss. Das schlichte Wohnhaus auf schmaler Parzelle und mittelalterlichem Kern hat wegen seines insgesamt gut erhaltenen, die unterschiedlichen Bauphasen widerspiegelnden Überlieferungsgrades Zeugniswert für die historische Stadt- und Sozialstruktur. Geschützt nach §§ 28 (Gebäude) DSchG |    |
| Weitere Bilder | Wohn- und Geschäftshaus (Prüffall)                                                   | Marktplatz 9                                             | 1561                                                      | Viergeschossiges Gebäude mit massivem, verputzten Erdgeschoss und weitgehend in Fachwerk errichteten, verschieferten Obergeschossen, Krüppelwalmdach; massiver Mauerstreifen mit konsolartigem Abschluss mit Steinmetzzeichen in der Südwestecke, im Erdgeschoss rundbogige Türgewände aus Sandstein, in den Obergeschossen vier- bzw. zweiteilige Fenstergruppen; Gebäude bezeichnet mit 1561, im 18. Jahrhundert barockisiert, 1987 Schaufensterneugestaltung (neue Gewände) unter Berücksichtigung zweier alter, freigelegter Bögen, 2006 Modernisierungs- und Instandsetzungsarbeiten. Das in seinem Kern spätmittelalterliche Gebäude mit seinem turmartigen Baukörper und seiner qualitätvollen Fassadengestalt des 18. Jahrhunderts veranschaulicht die einstige Bedeutung des zentralen Platzes als „erste Adresse“ in der Stadt. Als typischer Vertreter eines Stadthauses hat es damit hohen exemplarischen Wert. Geschützt nach §§ 28 (Gebäude) DSchG |    |
| Weitere Bilder | Gasthaus Zur Bach’schen Brauerei                                                     | Marktplatz 11                                            | Mitte 19. Jahrhundert                                     | Dreigeschossiges Gebäude mit massivem Erdgeschoss und Fachwerkobergeschossen, verputzt, Satteldach; schlichte, regelmäßig gegliederte Fassade, schmiedeeiserne Ausleger; wohl Mitte 19. Jahrhundert, 2001 Fassadenrenovierung. Am rückwärtigen Areal gegen den Wenzelplatz stand bis ins 20. Jahrhundert das schon um 1469 erwähnte Gasthaus zur Kette. Das am Marktplatz liegende Gasthaus zur Bach ́schen Brauerei ist als bauliches Relikt des Anwesens zu Kette und als typischer Vertreter eines frühgründerzeitlichen Hauses von exemplarischem Wert, da es den im 18. Jahrhundert eingeleiteten Wechsel von der Giebel- zur Traufständigkeit und den Übergang zur symmetriebetonten Fassadengestaltung fortsetzt. Geschützt nach §§ 2 (Gebäude) DSchG |    |
| Weitere Bilder | Wohn- und Geschäftshaus                                                              | Marktplatz 12 (Flstnr. 90)                               | um 1600                                                   | Viergeschossiges und durch einen Schwibbogen mit Marktplatz Nr. 14 gestalterisch verbundenes Fachwerkgebäude mit Satteldach; das Erdgeschoss massiv, die erkerartig ausgebildeten Obergeschosse in Zierfachwerk errichtet, um 1600, im 18. Jahrhundert entlang der Münzgasse erweitert, 1953 Fassadensanierung, 1989 Sanierung und Umbau, 2000 Dachsanierung; Nr. 12 und Nr. 14 1993 Fassadenrenovierung (beide Erker). Die Gebäudegruppe am Eingang zur Münzgasse ist nicht nur von hohem städtebaulichen Wert, mit ihren hoch aufragenden Fachwerkfronten und den qualitätvollen Details ist sie ein einzigartiges Zeugnis spätmittelalterlich-frühneuzeitlichen Bauens. Geschützt nach §§ 28 (Gebäude) DSchG |    |
| Weitere Bilder | Wohn- und Geschäftshaus                                                              | Marktplatz 13                                            | Ende 18. Jahrhundert                                      | Dreigeschossiges Gebäude mit massivem Erdgeschoss und Obergeschossen mit konstruktiven, ursprünglich verputztem Fachwerk, Mansarddach und Halbwalm; Ende 18. Jahrhundert, 1954 Umbau der Erdgeschoßfassade unter Abbruch des Erkers aus dem 19. Jahrhundert, 1959 und 1966 Instandsetzung der Fassade, 1977 Reparaturen an der Fachwerkfassade. Als prägender Bestandteil der geschlossenen Gebäudereihe des Marktplatzes mit zeittypischem spätbarockem Dach und schlichter, regelmäßiger Fassadengestalt ist das Gebäude von dokumentarischem Wert für die Stadtgestalt. Geschützt nach §§ 28 (Gebäude) DSchG |    |
| Weitere Bilder | Wohn- und Geschäftshaus                                                              | Marktplatz 14 (Flstnr. 65)                               | 16. Jahrhundert                                           | Dreigeschossiges und durch einen Schwibbogen mit Marktplatz Nr. 12 gestalterisch verbundenes Fachwerkgebäude mit Satteldach; nördlicher Gebäudeteil erkerartig ausgebildet in Zierfachwerk; Ladenfenster mit mehrfach geknicktem Stabwerksturz; 16. Jahrhundert; südlicher Hausteil traufständig, dreigeschossig in verputztem Fachwerk, 18. Jahrhundert wohl mit älterem Kern; Nr. 12 und Nr. 14 1993 Fassadenrenovierung (beide Erker). Das Gebäude Nr. 14 ist 1580 als Sitz der Ritter von Gebsattel urkundlich erwähnt. Die Gebäudegruppe am Eingang zur Münzgasse ist nicht nur von hohem städtebaulichen Wert, mit ihren hoch aufragenden Fachwerkfronten und den qualitätvollen Details ist sie ein einzigartiges Zeugnis spätmittelalterlich-frühneuzeitlichen Bauens. Geschützt nach §§ 28 (Gebäude) DSchG |    |
| Weitere Bilder | Wohn- und Geschäftshaus                                                              | Marktplatz 15                                            | 1764 (Inschriftenstein)                                   | Dreigeschossiges Gebäude mit massivem Erdgeschoss und Fachwerkobergeschossen, Krüppelwalmdach; Inschriftstein mit Hochwassermarke bezeichnet mit 1764, im 20. Jahrhundert vor allem im Erdgeschoss überformt. Das schmale, in Ecklage zur Stichgasse liegende Gebäude spiegelt durch seine Dreiachsigkeit und Giebelständigkeit die mittelalterliche Parzellenstruktur wider. Mit seinem barocken Erscheinungsbild und als Bestandteil der geschlossenen Gebäudereihe ist es darüber hinaus als Ausdruck des barocken Gestaltungswillens und Repräsentationsanspruches von dokumentarischen Wert für die Stadtgestalt am Marktplatz. Geschützt nach §§ 2 (Gebäude) DSchG |    |
| Weitere Bilder | Wohn- und Geschäftshaus                                                              | Marktplatz 16                                            | 17./18. Jahrhundert                                       | Dreigeschossiges Gebäude mit massivem Erdgeschoss und Fachwerkobergeschossen, verputzt, Satteldach; Vorstöße mit Knagge (2. OG), drei- bzw. vierteilige Fensterbänder; 17./18. Jahrhundert mit späteren Überformungen (vor allem im Erdgeschoss). Das aus zwei Einzelgebäuden zusammengelegte oder nachträglich geteilte Wohn- und Geschäftshaus gibt durch seine insgesamt gut überlieferte Fassadengestalt einen Eindruck von der einstigen städtebaulichen Enge. Durch seinen hohen Überlieferungsgrad und den zentralen Standort am Marktplatz ist das Gebäude von hohem Zeugniswert. Geschützt nach §§ 2 (Gebäude) DSchG |    |
| Weitere Bilder | Doppelwohn- und Geschäftshaus (Prüffall)                                             | Marktplatz 17 und 19 (Flstnr. 97, 101)                   | 16. bis 18. Jahrhundert                                   | Dreigeschossiges, aus zwei Häusern bestehender Gebäudekomplex mit massivem Erdgeschoss und Fachwerkobergeschossen über starkem Vorstoß mit Steinkonsolen, Nordfassade zum Teil verputzt, Satteldach mit Gauben; Stubenteil in der Nordwestecke durch gekoppelte Fenstergruppen und Zierfachwerk betont; 16. bis 18. Jahrhundert mit nachträglichen Veränderungen des 19./20. Jahrhundert vor allem im Erdgeschoss in Form der repräsentativen Schaufensterfassade. Das die unterschiedlichen Bauphasen widerspiegelnde Gebäude mit seiner repräsentativen, seinem Standort gerecht werdenden Hauptfassade hat hohen dokumentarischen Wert für die Stadtgestalt. Geschützt nach §§ 28 (Gebäude) DSchG |    |
| Weitere Bilder | Wohn- und Geschäftshaus (Prüffall)                                                   | Marktplatz 18                                            | 16. Jahrhundert                                           | Viergeschossiges Gebäude mit massivem Erdgeschoss und Fachwerkobergeschossen mit Vorstößen, zum Marktplatz verputzt, Satteldach; geschnitzte Eckständer, im Erdgeschoss Eckdiamantierung und steinmetzmäßig bearbeiteten Konsolen, zur Friedleinsgasse profiliertes Rundbogenportal mit Rokokotürblatt; Gebäude des 16. Jahrhunderts wohl 1787 barockisiert, 1953 Sanierung der Fassade gegen den Marktplatz (danach Fachwerk wieder verputzt, 1955 und 1970 erneute Fassadensanierungen). Das ehemalige Bürgerhaus ist mit seiner qualitätvollen, die hoch qualitativen Renaissancedetails respektierenden Barockfassade und wegen seiner städtebaulichen Präsenz von hohem Zeugniswert für die Stadtstruktur und Stadtgestalt. Als baulicher Ausdruck des Wohlstandes seines Besitzers ist es darüber hinaus ein Dokument für die historische Sozialstruktur. Geschützt nach §§ 28 (Gebäude) DSchG |    |
| Weitere Bilder | Wohn- und Geschäftshaus                                                              | Marktplatz 21 (Flstnr. 96), ehemals Marktplatz 21 und 23 | Ende 18. Jahrhundert                                      | Das Kulturdenkmal, Haus I: Dreigeschossiges Fachwerkgebäude mit teilweise profilierten Vorstößen und massivem, verputztem Erdgeschoss, Satteldach mit Zwerchhaus; Ende 18. Jahrhundert mit nachträglichen Überformungen (u. a. Erdgeschosszone, Fensterauswechslung); das erhaltenswerte Gebäude (Haus II, Eckgebäude) dreigeschossig mit massivem Erdgeschoss und Fachwerkobergeschossen, verputzt, abgewalmtes Mansarddach und Zwerchhaus; nachträglich versetztes neogotisches Spitzbogengewände im Erdgeschoss; 18. Jahrhundert mit modernen Überformungen (u. a. 1969 Fassadensanierung, 1983/84 kompletter Innenausbau unter Verlust des historischen Grundrisses, neue Schaufensterfassade) Das Fachwerkgebäude (Haus I) mit markantem Zwerchhaus ist als Bestandteil der barocken Gebäudereihe zwischen Wenzelgasse und Rathausgasse von dokumentarischem Wert für die Stadtstruktur. Das im Inneren stark veränderte, in Kubatur und äußerer Gestalt dennoch an den historischen Baubestand zwischen Marktplatz und Rathausgasse erinnernde Gebäude (Haus II) ist erhaltenswert. Geschützt nach §§ 2 (Gebäude) DSchG                                                                                |    |
| Weitere Bilder | Marktbrunnen                                                                         | Marktplatz                                               | um 1900                                                   | Achteckiger sandsteinerner Kasten mit Mittelobelisk in Neorenaissanceformen und vier sandsteinerne Kugeln über einfachen Basen; um 1900, 1999 Restaurierung. Der qualitätvolle, an exponierter Stelle am Marktplatz liegende Brunnen ist ein Dokument der Stadtverschönerungsmaßnahmen des frühen 20. Jahrhunderts. Geschützt nach §§ 2 (Kleindenkmal) DSchG |    |
| Weitere Bilder | Evangelische Stadtpfarrkirche                                                        | Mühlenstraße 1                                           | 1383                                                      | Dreischiffige, flach gedeckte Pfeilerbasilika mit polygonalem, gewölbtem Chor; verputzter Außenbau mit Gliederungselementen in Sandstein, Glockenturm in der Flucht der Westfassade; 1383 anstelle der alten Marienkirche errichtet; dazu gehörig die umfangreiche Kirchenbibliothek mit 732 Bänden des 14. bis 18. Jahrhunderts. Die Kirche liegt südlich des Marktplatzes, zu Füssen des Schlossberges. Bis zu seiner Verlegung 1538 war sie vom Friedhof umgeben. Wegen ihres Standortes, ihrer städtebaulichen Lage und ihrer hochwertigen Baugestalt und Ausstattung ist die Stadtpfarrkirche ein wichtiges Zeugnis der Stadtstruktur und Stadtgestalt sowie ein Dokument für die Stadt- und Kirchengeschichte Wertheims. Geschützt nach §§ 28 (Gebäude) DSchG |    |
| Weitere Bilder | Wohn- und Geschäftshaus                                                              | Mühlenstraße 6                                           | 16. Jahrhundert                                           | Dreigeschossiges Gebäude mit massivem Erdgeschoss und Obergeschossen mit Zierfachwerk, Vorstöße über Konsolen, Krüppelwalmdach; im Erdgeschoss sandsteinerne Tür- und Fenstergewände und Konsolen, östlich geschnitzte Eckständer, westlich steinerner Abschluss; 16. Jahrhundert mit nachträglichen Veränderungen u. a. im Erdgeschoss, 1938, 1954 und 1969 Instandsetzungsarbeiten an der Fassade, 2004 Natursteinrestaurierungen an der selbigen. Als Teil der westlichen Raumkante der platzartig aufgeweiteten Schulgasse und als gut erhaltenes, repräsentatives spätmittelalterliches-frühneuzeitliches Bürgerhaus in städtebaulich prominenter Lage an der Pfarrkirche hat das Gebäude exemplarischen Wert für die Stadtstruktur- und gestalt. Geschützt nach §§ 28 (Gebäude) DSchG |    |
| Weitere Bilder | Ehemaliges Kapuzinerhospiz, sogenanntes Klösterle                                    | Mühlenstraße 7                                           | 1528                                                      | Zweigeschossiges Gebäude mit massivem Hang- und erstem Obergeschoss und Fachwerkobergeschoss sowie massiven Staffelgiebeln, Satteldach; im Hanggeschoss rundbogiges Portalgewände bezeichnet mit 1528, im Giebel Dreipassfenster (soll von einem, mittlerweile abgebrochenen Nachbargebäude stammen); laut Inschrifttafel 1528 „renoviert“, 1977 kleinere Umbauten im Inneren, Austausch der Fenster, Fachwerkfreilegung, 1992 Dachinstandsetzung und -neueindeckung. Vom 17. Jahrhundert bis 1840 diente das Gebäude den Kapuzinern als Konvent. Das „Klösterle“ steht nach vier Seiten frei am abfallenden Gelände zu Füssen des Schlossberges und ist Teil des von öffentlichen Gebäuden geprägten nördlichen Abschnitts der Mühlenstraße. Durch seine historische Nutzung, sein auffälliges Erscheinungsbild und seinen hohen Überlieferungsgrad hat er ehemalige Konvent exemplarischen Wert für die Stadtgestalt und Stadtgeschichte. Geschützt nach §§ 28 (Gebäude) DSchG |    |
| Weitere Bilder | Gasthof Zum goldenen Adler, ehemaliges Wohnhaus                                      | Mühlenstraße 8                                           | 17./18. Jahrhundert                                       | Dreigeschossiges Gebäude mit massivem Erdgeschoss und Fachwerkobergeschossen, verputzt, Satteldach; Vorstoß über Konsolen, dekorativer Ausleger des 20. Jahrhunderts; 17./18. Jahrhundert mit nachträglichen Überformungen im 20. Jahrhundert (u. a. Veränderung des Daches, Fensterauswechslung, Neugestaltung des Erdgeschosses). Das im Kern neuzeitliche Gebäude ist als Teil der westlichen, giebelständigen Gebäudereihe der platzartig aufgeweiteten Schulgasse von dokumentarischem Wert für die Stadtstruktur. Geschützt nach §§ 2 (Gebäude) DSchG |    |
| Weitere Bilder | Ehemaliges Erbgrafenhaus, sogenannter Neuer Bau (heute Wohn- und Geschäftshaus)      | Mühlenstraße 10                                          | vor 1577                                                  | Dreigeschossiges Gebäude mit massivem Erd- und erstem Obergeschoss, das zweite Obergeschoss in Fachwerk errichtet, verputzt, Krüppelwalmdach; an der Südfassade vorgesetzter Treppenturm, sandsteinerne Tür- und Fenstergewände mit Anlauf, an der Südwestecke kleiner Sandsteinerker im 2. Obergeschoss Rippengewölbe erhalten; errichtet vor 1577, nachträglich verändert (1989/90 Umbauten im Inneren für Bankfiliale, 1997 Gebäudesanierung und Neueindeckung des Daches). Das Gebäude liegt der Westfront der Stadtpfarrkirche gegenüber. Der dazugehörige Garten ist mit dem Ausbau der Linden- und der Mühlstraße in der 2. Hälfte des 20. Jahrhunderts abgegangen. Das ehemalige Erbgrafenhaus in städtebaulich prominenter Lage am Eingang zur Kernstadt und gegenüber der Pfarrkirche und seinem mit qualitätvollen Baudetails versehenen Baukörper ist von exemplarischem Wert für die Stadtgestalt und Stadtgeschichte. Geschützt nach §§ 28 (Gebäude) DSchG |    |
| Weitere Bilder | Ehemalige Vollrathsche Hofhaltung (Hinterhaus)                                       | Mühlenstraße 14a                                         | 1592                                                      | Viergeschossiges Gebäude mit massivem Erd- und erstem Obergeschoss, die beiden Obergeschosse und der Eckerker in Fachwerk errichtet, verputzt, Satteldach; schlichte Fassade mit profiliertem, um den Erker verkröpftem Gurtgesims, die Fenstergewände zum Teil mit Anläufen; bezeichnet mit 1592, moderne Überformungen (u. a. Neueindeckung des Daches, Fensterauswechslung). Bei dem Gebäude handelt es sich um das repräsentativ gestaltete Hinterhaus der ehemaligen Hofhaltung des Grafen Johann Ludwig Vollrath (1721–1790, siehe Nr. 14). Wegen seines hohen Überlieferungsgrades und seiner historischen Nutzung sowie als Komplettierung des Vordergebäudes ist die ehemalige Hofhaltung von Zeugniswert für die Stadtgeschichte und Stadtgestalt. Geschützt nach §§ 2 (Gebäude) DSchG |    |
| Weitere Bilder | Wohnhaus (Prüffall)                                                                  | Mühlenstraße 17a                                         | 18. Jahrhundert                                           | Zweigeschossiges Gebäude mit massivem Hang- und erstem Obergeschoss, zweites Obergeschoss in Fachwerk errichtet, verputzt, Mansardgiebeldach; segmentbogiger Kellerbogen, dahinter großer Gewölbekeller, im ersten Obergeschoss geohrte Fensterlaibungen; 18. Jahrhundert, im 19. Jahrhundert hangseitiger Teil um einen Stock erhöht und mit flachem Satteldach eingedeckt; das von der Straße zurückversetzt liegende Wohnhaus (Mühlenstraße 17) zweigeschossig mit massivem Hang- und Fachwerkobergeschossen; im Kern 18./19. Jahrhundert nachträglich stark überformt (u. a. Dach- und Fenstererneuerung). Mit seinem Kellergeschoss und seiner insgesamt authentisch überlieferten äußeren Gestalt ist das ehemalige Weingärtnerhaus ein prägender Bestandteil der geschlossenen Gebäudereihe der Mühlenstraße und ein Dokument der historischen Sozialstruktur. Das dazugehörige Rückgebäude ist als Ergänzung des Hauptgebäudes erhaltenswert. Geschützt nach §§ 28 (Gebäude) DSchG |    |
| Weitere Bilder | Türblatt                                                                             | Mühlenstraße 18                                          | 16. Jahrhundert                                           | Zweiflügeliges Türblatt an einem Wohnhaus in spätbarocken Formen, Ende 18. Jahrhundert; das erhaltenswerte Wohnhaus dreigeschossig mit hohem massivem Erdgeschoss und Fachwerkobergeschossen mit Vorstößen, verputzt, Satteldach; im Erdgeschoss Steingewändefenster mit Anlauf und Reste eines Stabwerkportals; im Kern 16. Jahrhundert mit nachträglichen Veränderungen im 18. und 20. Jahrhundert. Das Türblatt dokumentiert die Baukultur und Handwerkstradition des späten 18. Jahrhunderts; das in seinem Kern frühneuzeitliche Wohnhaus ist als Bestandteil der geschlossenen historischen Gebäudereihe der Mühlenstraße und wegen seiner erhalten bauzeitlichen Details sowie als typischer Barockumbau eines Renaissancegebäudes erhaltenswert. Geschützt nach §§ 2 (Bauteil) DSchG |    |
| Weitere Bilder | Wohnhaus                                                                             | Mühlenstraße 19                                          | 18. Jahrhundert                                           | Zweigeschossiges Gebäude mit massivem Hanggeschoss und Fachwerkobergeschossen über Vorstoß, verputzt, Mansardgiebeldach; rundbogiger Kellerbogen, in der nördlichen Hälfte dreiteilige Fenstergruppen, Aufzugsluke im Giebeldreieck; 18. Jahrhundert eventuell mit älterem Kern und späteren Veränderungen, ab 2. Obergeschoss starke Schäden durch Brand (2002). Mit seinem Kellergeschoss und seiner insgesamt authentisch überlieferten äußeren Gestalt ist das ehemalige Weingärtnerhaus ein prägender Bestandteil der geschlossenen Gebäudereihe der Mühlenstraße und ein Dokument der historischen Sozialstruktur. Geschützt nach §§ 2 (Gebäude) DSchG |    |
| Weitere Bilder | Portalgewände                                                                        | Mühlenstraße 22                                          | 1739                                                      | Geohrtes, sandsteinernes Portalgewände an einem Wohnhaus, im Keilstein bezeichnet mit 1739. Das Portalgewände hat als bauliches Relikt des überformten Wohnhauses dokumentarischen Wert. Geschützt nach §§ 2 (Bauteil) DSchG |    |
| Weitere Bilder | Sogenanntes Kloster, mutmaßliches Beginenhaus, dann Weinkellerei                     | Mühlenstraße 23                                          | um 1482                                                   | Dreigeschossiges Gebäude mit massivem, verputztem Erd- und Fachwerkobergeschossen, zum Teil mit Verblattungen; im Erdgeschoß Steingewändefenster und rund- bzw. spitzbogige Portalgewände; errichtet um 1482 mit späteren Veränderungen im 17./18. Jahrhundert, 1995 bis 2000 Umbau und umfassende Sanierung (inkl. Fachwerkfreilegung) Restaurierung und Umbau zu Wohnzwecken. Als eines der ersten Häuser der im 15. Jahrhundert angelegten Vorstadt kommt dem Gebäude mit seiner interessanten Nutzungsgeschichte und seinem hohen Überlieferungsgrad Zeugniswert für die Stadtgeschichte und Stadtgestalt zu. Mit seinem breit gelagerten Baukörper und seiner Traufständigkeit zeichnet es sich als Sondergebäude aus und hebt sich gleichsam von der übrigen kleinbäuerlich-kleingewerblichen Gebäudestruktur ab. Geschützt nach §§ 28 (Gebäude) DSchG |    |
| Weitere Bilder | Sogenanntes Kallenbachsches Haus (heute Glasmuseum, siehe auch Rittergasse 2/4)      | Mühlenstraße 24                                          | 1577                                                      | Dreigeschossiges Gebäude mit massivem, verputztem Erdgeschoss und Obergeschossen mit repräsentativem und aufwändigem Zierfachwerk und traufseitigem Vorstoß, Satteldach; im Erdgeschoss gekoppelte Steingewändefenster und Spitzbogenportalgewände mit Anlauf, Eckquaderung und Steinkonsolen mit figurativen Darstellungen, in der südöstliche Gebäudeecke zeichnet sich in Form der Fenster der Stubenteil ab, an der Rittergasse Rundbogenpforte zum Hof; Gebäude bezeichnet mit 1577 mit nachträglichen Veränderungen (u. a. 1973/75 Sanierung und Umbau für das Glasmuseum, dafür diverse Eingriffe im Inneren und stellenweise Erneuerung der Fassade, Auswechslung der Fenster, neue Dachdeckung). Das 1577 vom gräflichen Rentmeister Hans Kallenbach erbaute Gebäude in städtebaulich markanter Ecklage unmittelbar an der ehemaligen Rosenbergschen Hofhaltung hat als sehr qualitätvolles Beispiel eines gut überlieferten spätmittelalterlichen-frühneuzeitlichen Bürgerhauses hohen exemplarischen Wert für die Stadtgestalt. Geschützt nach §§ 28 (Gebäude) DSchG |    |
| Weitere Bilder | Wohnhaus                                                                             | Mühlenstraße 25                                          | 17./18. Jahrhundert                                       | Zweigeschossiges Gebäude mit hohem, massivem Untergeschoss mit rundbogigem Kellerbogen und verputztem Fachwerkobergeschoss mit Vorstoß, Krüppelwalmdach; 17./18. Jahrhundert mit späteren Veränderungen (u. a. Tür- und Fensterauswechslung, neue Dachdeckung). Mit seinem hohem Kellergeschoss und der insgesamt noch barocken äußeren Gestalt ist das ehemalige Weingärtnerhaus ein prägender Bestandteil der geschlossenen Gebäudereihe der Mühlenstraße und ein Dokument der historischen Sozialstruktur. Geschützt nach §§ 2 (Gebäude) DSchG |    |
| Weitere Bilder | Ehemalige Fürstlich Rosenberg’sche (katholische) Hofhaltung, heute Rathaus           | Mühlenstraße 26                                          | 1566                                                      | Ein aus mehreren Bauphasen stammender und 1566 anstelle des aus dem 13. Jahrhundert stammenden Bronnbacher Hofes errichteter, einen Innenhof ausbildender Gebäudekomplex, im 17. Jahrhundert umgebaut, der Ostflügel an der Nordwand bezeichnet mit 1646, der Südflügel am Portal bezeichnet mit 1663; die Altbauten sowie der Westflügel (19./20. Jahrhundert) dreigeschossig, massiv, verputzt, mit regelmäßig angeordneten Steingewändefenstern und Mansarddächern mit Gauben, die beiden Nordflügel (17./18. Jahrhundert bzw. 20. Jahrhundert) zweigeschossig, massiv, verputzt mit Sattel- bzw. Walmdach, an der Mühlenstraße Prunkportal, bezeichnet mit 1749; ab 1973 Umbau des Komplexes zu Rathaus, 1983 Umbau und Sanierung des Ostflügels, 1991 Dachausbau und Herstellung eines neuen Mansarddaches am Westflügel (dieser gleichzeitig um eine Fensterachse gegen Süden erweitert), 1993 Restaurierung des Portals u. a. Der Gebäudekomplex mit seiner langen Nutzungs- und Baugeschichte und seinem städtebaulich exponierten, die Südwestecke der Stadtbefestigung markierenden Standort hat hohen Zeugniswert für die Stadtgeschichte und Stadtstruktur. Geschützt nach §§ 28 (Gebäude) DSchG |    |
| Weitere Bilder | Stadtmauerturm, sogenannter Weißer, später auch Hoher Turm                           | Mühlenstraße 26 (bei dem Gebäude, Flstnr. 560)           | um 1180, um 1450, 19. und 20. Jahrhundert (Veränderungen) | Runder, massiver und verputzter Turm mit niedrigem Kegeldach; im Inneren Aufgangsrampe, am Turmaußenbau Inschriftenstein von 1838, anschließender 2-geschossiger Anbau mit Terrasse und Balustrade; errichtet um 1180 und um 1450, im 19. und 20. Jahrhundert verändert, u. a. nachträglich erhöht und das ehemalige hohe Kegeldach durch das heutige Dach ersetzt, mit Errichtung des Westflügels der ehemaligen Hofhaltung im 20. Jahrhundert Erweiterung des Anbaus bzw. der Terrasse in nördliche Richtung. Der den südwestlichsten Punkt der Befestigungslinie des 12. Jahrhunderts markierende Stadtmauerturm ist mit seinen prägenden Veränderungen von hohem Zeugniswert für die Stadtgeschichte und Stadtgestalt. Durch seinen städtebaulich exponierten Standort am rechten Tauberufer und als Bestandteil der ehemaligen fürstlich Rosenberg’schen Hofhaltung hat er zudem hohen städtebaulichen Wert. Geschützt nach §§ 28 (Gebäude) DSchG |    |
| Weitere Bilder | Wohnhaus                                                                             | Mühlenstraße 27                                          | 1634                                                      | Viergeschossiges Gebäude mit massivem Erdgeschoss und Fachwerkobergeschossen, verputzt; rundbogiger Kellereingang, bezeichnet mit 1634 und Barockportal mit Oberlicht, klassizistischer Putz-Stuckfassade aus dem frühen 19. Jahrhundert, zwei- bzw. dreiteilige Fenstergruppen mit hölzernen Läden; 1634 errichtet und im 19. Jahrhundert erneuert, 2006 Fassadensanierung (Entfernung der Stuckfrieses oberhalb des Erdgeschosses), Fensterauswechslung, Dachneueindeckung. Das im Kern frühbarocke Gebäude mit seiner qualitätvollen klassizistischen Fassadengestalt ist ein Beispiel für die gestalterischen Vorstellungen des frühen 19. Jahrhunderts und damit ein wichtiges Dokument für die sich wandelnde Stadtgestalt. Geschützt nach §§ 2 (Gebäude) DSchG |    |
| Weitere Bilder | Wohnhaus                                                                             | Mühlenstraße 29                                          | 16. Jahrhundert                                           | Zweigeschossiges Gebäude mit massivem Hanggeschoss und Fachwerkobergeschossen, teilweise verputzt, Walmdach; Zierfachwerk mit Feuerböcken über Konsolen, profilierte Schwelle, gegen die Mühlenstraße eingemauerte Schießscharte vom ehemaligen äußeren Mühlentor; 16. Jahrhundert; 1979 Sanierung und Instandsetzung (Dachdeckung, Fassade, Austausch der Fenster und Umbauten im Inneren). Das Gebäude grenzte an das ehemalige Äußere Mühlentor an (4-seitiger Torturm, 1500–1500 errichtet). Nach dem 16. Jahrhundert kam es in fürstlichen Besitz. Mit seinem hohen Überlieferungsgrad, seiner Kopffunktion am südlichen Eingang der Vorstadt und als baulicher Hinweis auf das abgegangene Äußere Mühlentor kommt dem Gebäude hoher dokumentarischer Wert für die Stadtgeschichte und Stadtgestalt zu. Geschützt nach §§ 28 (Gebäude) DSchG |    |
| Weitere Bilder | Wohnhaus (Prüffall)                                                                  | Mühlenstraße 38                                          | 1595                                                      | Dreigeschossiges Gebäude mit massivem Erdgeschoss und Fachwerkobergeschossen; reiches, farbig gefasstes Zierfachwerk mit Vorstößen und geschnitzten Eckständern, symmetrische Fassade mit gekoppelten Fenstern, im Erdgeschoss zwei Rundbogenportale mit Sandsteingewänden bezeichnet 1595 und 1619; laut Eigentümerin flussseitiger Gebäudeteil im Kern 1480 (d), 1907 Fachwerkfreilegung, 1963 Instandsetzung, 1987 Umbau mit Herstellung des Arkadenganges und Modernisierung (Dach, Innenraum, Fenster, Fassade). Mit seinem spätmittelalterlichen Gepräge und als eines der ersten Gebäude der im 15. Jahrhundert angelegten „Neustadt“ hat das Gebäude hohen exemplarischen Wert, als Bestandteil der das rechte Tauberufer prägenden giebelständigen Gebäudereihe zudem städtebaulichen Wert für die Gesamtanlage. Geschützt nach §§ 28 (Gebäude) DSchG |    |
| Weitere Bilder | Rundbogenportal                                                                      | Münzgasse 1                                              | 1618                                                      | Sandsteinernes, profiliertes Rundbogenportalgewände, in den Zwickel Diamantierung bzw. Hauswappen (Schuster?); Portalrahmung bezeichnet mit 1618, die Eingangstüre 20. Jahrhundert. Als bauliches Relikt eines spätmittelalterlichen-frühneuzeitlichen Wohnhauses und hat das Gewände dokumentarischen Wert. Geschützt nach §§ 2 (Bauteil) DSchG |    |
| Weitere Bilder | Ehemalige Münze (heute Wohnhäuser)                                                   | Münzgasse 2/4                                            | 1577                                                      | Aus drei Gebäuden bestehender Komplex des 16. Jahrhunderts. Nr. 2: dreigeschossiges Steinhaus mit hohem Staffelgiebel, verputzt, hohes Satteldach; Eckquaderung und bauzeitliche Fenster- und Türgewände aus Sandstein, am Rundbogenportal bezeichnet mit 1577; der östlich angrenzende Zierfachwerkbau mit hohem massivem Erdgeschoss und Krüppelwalmdach, reiches Rundbogenportal und Inschrifttafel bezeichnet mit 1589; Nr. 4 dreigeschossig mit massivem Erdgeschoss und Fachwerkobergeschossen, verputzt, Satteldach; 1588 bezeichnet; Nr. 2 1961/63 Fassadensanierung und Fachwerkfreilegung; Nr. 4 1973 Einbau einer Garage. Der von Peter Heusslein errichtete Gebäudekomplex ging vermutlich im 17. Jahrhundert in gräflichen Besitz über und diente den Grafen von 1690 bis 1732 bzw. von 1760 bis 1806 als Münzprägestelle. Die spätmittelalterliche, gut überlieferte Baugruppe mit in Wertheim seltenem Steinhaus, hat wegen ihrer Nutzungsgeschichte und ihrer hochkarätigen Baugestalt hohen Zeugniswert für die Stadtgeschichte und Stadtstruktur. Geschützt nach §§ 28 (Gebäude) DSchG |    |
| Weitere Bilder | Portal                                                                               | Münzgasse 6                                              | 18. Jahrhundert                                           | Sandsteinernes, geohrtes Portal mit Oberlicht, 18. Jahrhundert; das erhaltenswerte Wohnhaus viergeschossig mit massivem, erhöhtem Erdgeschoss und Fachwerkobergeschossen, verputzt, Pultdach bzw. Flachdach mit Terrasse; seitlicher, rundbogiger Kellerzugang; im Kern 16. Jahrhundert mit prägenden Umbauten des 18., 19. und 20. Jahrhunderts (Ladenlokal, Fassade, Aufstockung). Das Sandsteingewände ist als bauliches Relikt des barocken Wohnhauses von dokumentarischem Wert. Das im Kern barocke, durch spätere Umbauten jedoch stark veränderte Wohnhaus ist als Bestandteil der historischen Bebauung der Münzgasse erhaltenswert. Geschützt nach §§ 2 (Gebäude) DSchG |    |

#### N
| Bild           | Bezeichnung                                                            | Lage                                                 | Datierung                 | Beschreibung | ID |
| -------------- | ---------------------------------------------------------------------- | ---------------------------------------------------- | ------------------------- | --- | -- |
| Weitere Bilder | Wohnhaus                                                               | Nebenmaingasse 7                                     | 1597                      | Dreigeschossiges Gebäude mit massivem Erdgeschoss und Fachwerkobergeschossen mit geschnitztem Eckständer, weitgehend verputzt, Krüppelwalmdach; an der Westfassade Treppenturm, bezeichnet mit und 1810, im Erdgeschoss an der Nebenmaingasse teilweise vermauertes Drillingsfenster (mit Anläufen); Gebäude des 16. Jahrhunderts mit Veränderungen des 18.–20. Jahrhunderts. Kleiner, durch eine Mauer von der Gasse getrennter Hofraum. Das mit seinem Nordgiebel auf der Stadtbefestigung aufsitzende, spätmittelalterliche Gebäude hat mit seinen barocken Veränderungen dokumentarischen Wert für das Bauen der gehobenen bürgerlichen Schicht in unmittelbarer Nähe der nördlichen Stadtmauer. Geschützt nach §§ 2 (Gebäude) DSchG |    |
| Weitere Bilder | Wohnhaus (Prüffall)                                                    | Nebenmaingasse 9                                     | 1558                      | Ein aus zwei Einzelgebäuden bestehender dreigeschossiger und versetzt angeordneter Gebäudekomplex, das Erdgeschoss jeweils massiv, die vorkragenden Obergeschosse in Fachwerk errichtet, verputzt, Satteldächer bzw. östlicher Gebäudeteil mit Sattel und Krüppelwalmdach; am westlichen Gebäudeteil Holzbalkeninschrift bezeichnet mit 1558; 16.–18. Jahrhundert mit modernen Überformungen (u. a. Erdgeschosszone, Dachausbau mit Gauben, Fensterauswechslung). Mit seinem Nordgiebel sitzt das Gebäude auf der Stadtmauer auf, gegen Osten grenzt es an das Zolltor an. Wegen seiner markanten städtebaulichen Lage und seiner den Straßenraum strukturierenden Gebäudestaffelung ist der im Kern frühneuzeitliche Gebäudekomplex von dokumentarischem Wert für die Stadtstruktur und ein typisches Beispiel eines Barockumbaus eines älteren Komplexes. Geschützt nach §§ 28 (Gebäude) DSchG |    |
| Weitere Bilder | Stadttor, sogenanntes Grünauer- später Zolltor                         | Nebenmaingasse 9 (bei dem Gebäude)                   | zwischen 1200 und 1400    | Über quadratischem Grundriss errichtetes Stadttor aus Rotsandstein mit segmentbogiger Durchfahrt, das Obergeschoss durchfenstert und verputzt; an der Nordfassade vier profilierte, symmetrisch angeordnete Steinkonsolen; zwischen 1200 und 1400 errichtet, erste urkundliche Nennung 1459/63, im 19. und 20. Jahrhundert im oberen Bereich verändert. Neben seiner einstigen fortifikatorischen Funktion verbindet das Zolltor als weiterer nördlicher Stadteingang die Kernstadt mit der Mainlände, dem bis ins frühe 20. Jahrhunderts wichtigsten Umschlag- und Lagerplatz der Stadt, womit es hohen dokumentarischen Wert für die Stadtgeschichte und Stadtgestalt hat. Als Bestandteil der zwischen dem 12. und 17. Jahrhundert errichteten Befestigungsanlage Wertheims hat das Zolltor zudem hohen exemplarischen Wert. Geschützt nach §§ 28 (Gebäude) DSchG |    |
| Weitere Bilder | Faulturm bzw. Kittsteinturm oder Roter Turm mit Faultor (Kittsteintor) | Nebenrittergasse 8 (bei dem Gebäude, Flstnr. 25/029) | zwischen 1500 und 1620    | Runder, massiver und verputzter Turm mit niedrigem Kegeldach, daran angrenzend das gleichnamige, wohl nachträglich durch die Stadtmauer gebrochene Tor, darüber Reste des ehemaligen Wehrgangs erhalten; zwischen 1500 und 1620 errichtet, erste urkundliche Erwähnung 1632, 1964 das angrenzende, baulich eingebundene Wohngebäude saniert und Umbau des Wehrgangs geplant, in den 1990er Jahren Turmsanierung (Fassade, Fachwerk im Bereich des Wehrganges, Dachdeckung). Der Turm mit angrenzendem Tor ist als Bestandteil des zwischen dem 12.- und dem 17. Jahrhundert errichteten Befestigungssystems und als wichtiges, das Tauberufer prägendes Element von hohen Zeugniswert für die Stadtgeschichte und Stadtgestalt. Geschützt nach §§ 28 (Sachgesamtheit) DSchG |    |
| Weitere Bilder | Wohnhaus (Prüffall)                                                    | Nebenzollgasse 6                                     | 1750                      | Dreigeschossiges Gebäude mit massivem Erdgeschoss und Fachwerkobergeschossen, weitgehend verputzt, Mansard-Krüppelwalmdach; im Erdgeschoss aufwendig gearbeitetes geohrtes Portal mit Oberlicht, im Inneren Kellerbogen mit Keilstein mit Gerberzeichen; bezeichnet mit 1750, 1986–1990 Dachausbau mit Gauben, Sanierung im Inneren und Fensterauswechslung. Das in großen Teilen gut überlieferte barocke Gerberhaus ist als Spiegel der historischen Sozialstruktur und als Bestandteil der von ehemaligen Handwerkeranwesen geprägten Nebenzollgasse ein wichtiges stadtgeschichtliches und stadtstrukturelles Dokument. Geschützt nach §§ 28 (Gebäude) DSchG |    |
| Weitere Bilder | Wohnhaus                                                               | Nebenzollgasse 7                                     | 1. Hälfte 19. Jahrhundert | Dreigeschossiges Gebäude mit massivem Erd- und Fachwerkobergeschoss, verputzt, Satteldach; schlichte, symmetrisch gestaltete Fassade, die Fenstergewände durch Zackenmuster (Mainseite) profiliert, auf Höhe des Kniestocks an der Nordfassade kleine achteckige Fensteröffnungen (Hinweis auf Gerberhaus?); 1. Hälfte 19. Jahrhundert, 1990 renoviert (i). Das gut überlieferte und auf der nördlichen Stadtmauer aufsitzende Gebäude hat als Beispiel eines Wohn- bzw. ehemaligen Handwerkerhauses des 19. Jahrhunderts exemplarischen Wert. Geschützt nach §§ 2 (Gebäude) DSchG |    |
| Weitere Bilder | Wohnhaus (ehemaliges Gerberhaus)                                       | Nebenzollgasse 9                                     |                           | Zweigeschossiger, weitgehend massiv errichteter Gebäudekomplex, verschindelt bzw. verputzt, Satteldach des giebelständigen Gebäudes mit Lüftungsgauben; schlichte Fassade mit gekoppelten Fenstern mit Sandsteingewänden, im Inneren spitzbogiger Kellerbogen vom Vorgängerbau bezeichnet mit 1558, der Keller fünfjochig mit Kuppelgewölbe; aufgehendes Mauerwerk Mitte 19. Jahrhundert, 1980 Freilegung der Stadtmauer, Erkererrichtung an der Mainseite und Erdgeschoss entkernt. Als eines der letzten noch vor der Industrialisierung dieses Handwerks erbauten und in Teilen (Dach) noch unverändert überlieferten Gerberhäuser im Altstadtbereich kommt dem Gebäude hoher exemplarischer und für die historische Sozialstruktur dokumentarischer Wert zu. Durch seine exponierte Lage über der nördlichen Stadtmauer hat es darüber hinaus städtebaulichen Wert. Geschützt nach §§ 2 (Gebäude) DSchG                                                                                              |    |
| Weitere Bilder | Massives Erdgeschoss                                                   | Neugasse 2                                           | 1584                      | Massives Erdgeschoss mit Rundbogenportal aus Sandstein mit Anläufen und Hauswappen am 1979 wiederaufgebautem Wohnhaus; Portal bezeichnet mit 1584. Das Portal hat als Relikt des abgegangenen Bürgerhauses des 16. Jahrhunderts dokumentarischen Wert. Geschützt nach §§ 28 (Bauteil) DSchG |    |
| Weitere Bilder | Wohnhaus                                                               | Neugasse 3                                           | 18./19. Jahrhundert       | Dreigeschossiges Gebäude mit massivem Erdgeschoss und Fachwerkobergeschossen, verputzt, Satteldach; im Erdgeschoss segmentbogige Öffnungen, Portalrahmung mit Keilstein, zweiflügelige Eingangstüre mit geschnitztem Türblatt; 18./19. Jahrhundert. Das schmale, barocke Gebäude mit vergleichsweise gut überlieferter äußerer Baugestalt ist als Teil der geschlossenen giebelständigen Gebäudereihe der südlichen Neugasse von dokumentarischem Wert. Geschützt nach §§ 2 (Gebäude) DSchG |    |
| Weitere Bilder | Türsturz                                                               | Neugasse 5                                           | 1747                      | Sandsteinernes Türgewände mit Türsturz, bezeichnet mit 1747 und zweiflügeliges geschnitztes Türblatt, Ende 19. Jahrhundert; das erhaltenswerte Wohnhaus dreigeschossig mit massivem Erdgeschoss und Fachwerkobergeschossen mit profiliertem Traufgesims, verputzt, Satteldach mit Aufzugsgaube; 18. Jahrhundert mit späteren Veränderungen (u. a. Neugestaltung der Erdgeschosszone im 19. Jahrhundert, Fensterauswechslung). Das Türblatt dokumentiert die Baukultur und Handwerkstradition des späten 19. Jahrhunderts; das in seinem äußeren Erscheinungsbild insgesamt gut überlieferte Wohnhaus mit bauzeitlicher Aufzugsgaube ist als Beispiel für die kleinbürgerlich-handwerkliche Sozialstruktur der Neugasse erhaltenswert. Geschützt nach §§ 2 (Bauteil) DSchG |    |
| Weitere Bilder | Wohnhaus                                                               | Neugasse 10                                          | 17. Jahrhundert           | Dreigeschossiges Gebäude mit massivem Erdgeschoss und Fachwerkobergeschossen über Steinkonsolen, verputzt, Satteldach; seitlich Durchgang zum Gerberplatz; im Kern wohl 17. Jahrhundert mit modernen Überformungen (u. a. 2001 Fassadenrenovierung, neue Gauben, Wohnungsausbau im 2. OG und Dachgeschoss, neue Dachdeckung). Das mit seiner Giebelseite auf der westlichen Stadtmauer aufsitzende Eckgebäude zur Rechten Tauberstraße hat wegen seiner markanten Lage, seiner bauzeitlichen Baudetails und als Spiegel der innerstädtischen Siedlungsverdichtung dokumentarischen Wert. Geschützt nach §§ 28 (Gebäude) DSchG |    |
| Weitere Bilder | Wohnhaus                                                               | Neuplatz 6                                           | 17. Jahrhundert           | Ein aus zwei Einzelgebäuden bestehender, L-förmiger Komplex: der Altbau, ein dreigeschossiges Gebäude mit massivem Erdgeschoss und Fachwerkobergeschossen, verputzt, Satteldach; im Erdgeschoss einfache Sandsteingewände, die Obergeschosse durch schlichte Schwellen und gekoppelte Fensterpaare gegliedert, zweigeschossiger Übergang auf die westliche Stadtmauer; 17. Jahrhundert mit nachträglichen Überformungen des 19. und 20. Jahrhunderts (u. a. Erdgeschosszone, Fensterauswechslung); der „Anbau“ dreigeschossig mit massivem Erdgeschoss und Fachwerkobergeschossen mit Putzdekor, Krüppelwalm; wohl älteres Gebäude 1912 umgestaltet bzw. nachträglich überformt (u. a. Erdgeschosszone, Fensterauswechslung). Der die Baugesinnung verschiedener Epochen widerspiegelnde Gebäudekomplex ist als Bestandteil der geschlossenen historischen Bebauung und als baulicher Ausdruck der innerstädtischen Siedlungsverdichtung von dokumentarischem Wert. Geschützt nach §§ 28 (Gebäude) DSchG |    |

#### P
| Bild           | Bezeichnung                                | Lage                                                           | Datierung            | Beschreibung | ID |
| -------------- | ------------------------------------------ | -------------------------------------------------------------- | -------------------- | --- | -- |
| Weitere Bilder | Wohnhaus                                   | Pfarrgasse 1                                                   | 1747                 | Zweigeschossiges Gebäude mit massivem Hanggeschoss und Fachwerkobergeschossen, verputzt, Krüppelwalmdach; qualitätvolle barocke, geohrte Fenster- und Türgewände, im Keilstein über dem Eingang bezeichnet mit 1747, Fenster an der Westfassade gekoppelt; im Kern 1463, 1682 erweitert und 1747 umgestaltet, 1998/1999 Sanierung des Dachstuhls und der Fassade, 2000/2002 Restaurierungsarbeiten in den Hauptgeschossen. Wegen seines städtebaulich markanten Standortes unterhalb des Schlossbergwegs und unmittelbar an der ehemaligen Kilianskapelle sowie wegen seines hohen Überlieferungsgrades kommt dem im Kern spätmittelalterlichen, aufwändig barock umgestalteten Bürgerhaus hoher Zeugniswert für die Stadtgestalt zu. Geschützt nach §§ 2 (Gebäude) DSchG |    |
| Weitere Bilder | Wohnhaus, § 28 (2)                         | Pfarrgasse 3                                                   | 18. Jahrhundert      | Zweigeschossiges Gebäude mit hohem, massivem Hanggeschoss und Fachwerkobergeschossen mit Vorstoß, verputzt, Krüppelwalmdach; massives Erdgeschoss mit geohrtem Portal und Rokokotürblatt, schlichte, verputzte Fassade mit regelmäßig angeordneten Fensterachsen; 18. Jahrhundert mit späteren Überformungen (u. a. Fensterauswechslung, 1992 umfassend saniert inklusive Dachgeschossausbau). Wegen seines städtebaulich markanten Standortes unterhalb des Schlossbergwegs, in der direkten Blickachse zwischen der ehemaligen Kilianskapelle und der Stadtpfarrkirche sowie als gut erhaltenes Beispiel eines barocken Bürgerhauses mit geschickter Ausnutzung der steilen Topographie hat das Gebäude einen hohen Zeugniswert für die Stadtgestalt. Geschützt nach §§ 28 (Gebäude) DSchG |    |
| Weitere Bilder | Türblatt am evangelischen Dekanat Wertheim | Pfarrgasse 5                                                   | Ende 19. Jahrhundert | Geschnitztes Türblatt am Gebäude, Ende 19. Jahrhundert (Kulturdenkmal); das Gebäude selbst (Kulturdenkmal-Prüffall) dreigeschossig, über hohem Hanggeschoss massiv in Rotsandstein errichtet, Satteldach; breitgelagerte Traufseite mit übergiebeltem, von einem Kreuz bekröntem Mittelrisalit, Gebäudeecken durch turmartige Aufsätze betont; Ende 19. Jahrhundert; nördlich angrenzender Terrassengarten durch erhaltenswerte Sandsteinmauern bzw. die Hangkante des Schlossberges eingefasst, der Zugang erfolgt über eine kleine, durch einen fächerartigen Halbbogen (zweitverwendet?) überfangene Pforte. Wegen seines markanten Standortes am terrassierten Gelände unterhalb des Schlossbergwegs, unmittelbar an der Stadtpfarrkirche ist das Dekanatsgebäude von besonderer städtebaulicher Bedeutung. Wegen seiner Nutzung und seiner mit qualitätvollen Baudetails (Türblatt) versehenen und bauzeitlichen überlieferten Baugestalt ist es darüber hinaus von exemplarischen Wert für die Kirchengeschichte sowie den im 19. Jahrhundert historistisch inspirierten Stadtumbau Wertheims. Geschützt nach §§ 2 (Bauteil) DSchG |    |
| Weitere Bilder | Fußgängertreppe                            | Pfarrgasse (zwischen Pfarrgasse 1, 3 und Schlossgasse 6)       | 19./20. Jahrhundert  | Fußgängertreppe aus Sandstein neben der ehem. Kilianskapelle mit Konsol- und Rundbogenfries, wohl spätmittelalterlich; die übrige entlang der Pfarr-, der Schul- und der Schlossberggasse führende Treppenanlage mit begleitender, sandsteinerner Brüstungsmauer erhaltenswert; 19./20. Jahrhundert bzw. älter, 1996 saniert. Die qualitätvolle Fußgängertreppe ist als bauliche Ergänzung der Kilianskapelle von hohem Zeugniswert und wegen ihrer Gestaltung von besonderem künstlerischem Wert. Die angrenzende, zwischen Pfarr- und Schulgasse bzw. Schlossbergweg verlaufende Treppenanlage ist durch ihren an die Topographie angepassten Verlauf und die sie begleitenden historischen Sondergebäude und Bürgerhäuser aus städtebaulichen Gründen erhaltenswert. Geschützt nach §§ 2 (Bauteil) DSchG |    |
| Weitere Bilder | Ehemaliges Doppelwohnhaus, heute Post      | Poststraße 2 (Flstnr. 787, Westteil, ehemalige Poststraße 2/4) | um 1900              | Zweigeschossiges in Sandstein und in Backstein errichtetes, zweigeschossiges Gebäude; breit gelagerter Baukörper in neoromanischen Formen mit Anklängen an den Schweizerhausstil mit Eckrisaliten; um 1900 mit nachträglichen Überformungen (Fensterauswechslung, teilweiser Dachausbau, Herstellung eines Zwischenbaus zum Ostteil, siehe Extradatenblatt). Das in zeittypischer Architektursprache und Materialität errichtete ehemalige Wohnhaus ist als prägender Bestandteil des im 19. Jahrhundert angelegten Bahnhofs- und Verwal- tungsviertels rund um die Bismarck- und die Friedrichstraße von dokumentarischem Wert für die Stadtentwicklung und Stadtgestalt. Geschützt nach §§ 2 (Gebäude) DSchG |    |
| Weitere Bilder | Post                                       | Poststraße 2 (Flstnr. 787, Ostteil, ehemalige Bahnhofstr. 15)  | um 1900              | Zweigeschossiges in Sandstein und Backstein errichtetes Gebäude mit flachem Walmdach; breit gelagerter Baukörper in neorenaissancezeitlichen Formen mit Fensterbekrönungen und Eckrisalite mit Balkonen, an der Fassade gegen die Bahnhofstraße steinerner Adler und Bauinschrift „Postamt“; um 1900 mit nachträglichen Überformungen (Fensterauswechslung, Dachausbau mit Gauben, Herstellung eines Zwischenbaus zum Westteil, siehe Extradatenblatt). Das in zeittypischen Architektursprache und Materialität errichtete Postgebäude ist als prägender Bestandteil des im 19. Jahrhundert angelegten Bahnhofs- und Verwaltungsviertel rund um die Bismarck- und die Friedrichstraße von dokumentarischem Wert für die Stadtentwicklung und Stadtgestalt sowie für die Postgeschichte Wertheims. Geschützt nach §§ 2 (Gebäude) DSchG |    |
| Weitere Bilder | Villenartiges Wohnhaus                     | Poststraße 3                                                   | um 1900              | Zweigeschossiges, über hohem Sockel errichtetes Backsteingebäude, mit abgewalmtem Mansarddach; harmonisch gegliederter Baukörper mit sandsteinernen Gliederungselementen und Eckrisalit mit seitlicher Veranda mit Jugendstilmalereien; gegen die Poststraße dekorativer schmiedeeiserner Gartenzaun; um 1900. Das qualitätvoll gestaltete Wohnhaus ist als Bestandteil des pavillonartig angelegten Villenviertels im Bereich der nördlichen Bismarckstraße und der westlichen Poststraße von exemplarischem Wert für die Stadtgestalt des frühen 20. Jahrhunderts. Geschützt nach §§ 2 (Gebäude) DSchG |    |
| Weitere Bilder | Villenartiges Wohnhaus                     | Poststraße 5                                                   | 1898                 | Zweigeschossiges, über hohem Sockel in Sandstein und in Backstein errichtetes Gebäude mit flach abgewalmtem Mansarddach; harmonisch gegliederter Baukörper mit sandsteinernen Gliederungselementen im Obergeschoss und reich gegliederter seitlicher Veranda, Eingangstüre mit geschnitztem Türblatt; errichtet 1898. Das qualitätvoll gestaltete Wohnhaus ist als Bestandteil des pavillonartig angelegten Villenviertels im Bereich der nördlichen Bismarckstraße und der westlichen Poststraße von exemplarischem Wert für die Stadtgestalt des frühen 20. Jahrhunderts. Geschützt nach §§ 2 (Gebäude) DSchG |    |
| Weitere Bilder | Villenartiges Wohnhaus                     | Poststraße 6                                                   | um 1900              | Zweigeschossiges, über hohem Sockel massiv errichtetes und mit Ausnahme der Gliederungselemente verputztes Gebäude mit sogenanntem Stuttgarter Dach; gegen die Poststraße verglaste, bauzeitlich gestaltete Veranda und darüber liegender Balkon; um 1900, an der Poststraße erhaltenswerter Zaun mit filigranen Pfosten. Das qualitätvoll gestaltete Wohnhaus ist als Bestandteil des pavillonartig angelegten Villenviertels im Bereich der nördlichen Bismarckstraße und der westlichen Poststraße von exemplarischem Wert für die Stadtgestalt des frühen 20. Jahrhunderts. Geschützt nach §§ 2 (Gebäude) DSchG |    |
| Weitere Bilder | Ehemaliges Zollamt (heute Wohnhaus)        | Poststraße 8 (Flstnr. 788/3)                                   | Ende 19. Jahrhundert | Zweigeschossiges, über hohem Sockel massiv in Sandstein errichtetes Gebäude mit sogenanntem Stuttgarter Dach; Gliederungselemente aus Rotsandstein, Mittelrisalit mit Schweifgiebel; Ende 19. Jahrhundert, 2006 Dachgeschossausbau und Herstellung neue Gauben, Aufzug, Dachbalkon. Das ehemalige Zollgebäude passt sich in seiner Formensprache an die angrenzende Villenarchitektur an und hat als Sondergebäude exemplarischen Wert für die Stadtstruktur des in badischer Zeit angelegten Verwaltungsviertels. Geschützt nach §§ 2 (Gebäude) DSchG |    |

#### R
| Bild           | Bezeichnung                                                                                | Lage                                         | Datierung            | Beschreibung | ID |
| -------------- | ------------------------------------------------------------------------------------------ | -------------------------------------------- | -------------------- | --- | -- |
| Weitere Bilder | Wohnhaus                                                                                   | Rathausgasse 1                               | 18. Jahrhundert      | Dreigeschossiges Gebäude mit massivem Erdgeschoss und Fachwerkobergeschossen mit leichten Vorstößen, verputzt, Mansardgiebeldach mit Zwerchhaus, Fenster des 19. Jahrhunderts zum Teil und über alle Geschosse führende barocke Spindeltreppe im Inneren noch erhalten; 18. Jahrhundert mit nachträglichen kleineren Überformungen im Erdgeschoss und im Dachbereich. Mit seiner hochwertigen Innenausstattung und als Bestandteil der im 18. Jahrhundert zwischen dem Marktplatz und dem Wenzelplatz stammenden nordwestlichen Gebäudereihe der Rathausgasse ist das insgesamt gut überlieferte barocke Bürgerhaus von exemplarischer Bedeutung für die Stadtgestalt. Geschützt nach §§ 28 (Gebäude) DSchG |    |
| Weitere Bilder | Wohn- und Geschäftshäuser, ehemaliges Wittsches Haus, vormals Ludwig-Moritzsche Hofhaltung | Rathausgasse 2                               | 1573, 1582           | Aus drei Häusern bestehender Komplex, jeweils viergeschossig mit massivem, sandsteinernem Erd- und Fachwerkobergeschossen, bis auf das Eckhaus unverputzt, Satteldächer; das Cronenboldsche Haus (Mitte) und das sogenannte Haus zum Adler (links) jeweils mit reich gestaltetem Erdgeschoss und Zierfachwerkfassade, das Haus zum Adler mit profilierten Eckpfosten und Inschrift bezeichnet mit 1573 (das ehemals dazugehörige Renaissanceportal jetzt bei Mühlenstr. Nr. 18), das Cronenboldsche Haus mit Schriftfries und zwei lagernden Gerippen, ebenfalls 2. Hälfte 16. Jahrhundert, das Eckhaus (rechts) mit Spitzbogenportal bezeichnet mit 1582, Baugruppe 2004/06 umfassend saniert (Dach und Fassade); dahinter bauzeitlicher Rundturm und Terrasse gegen die Schulgasse mit Sandsteinbrüstung von 1922. Wegen ihrer historischen Nutzungen, ihrer äußerst aufwendigen Baugestalt und ihrer städtebaulichen Funktion als wichtige Raumkante bzw. point de vue des Marktplatzes ist die 1737 zur gräflichen Hofhaltung zusammengefasste Baugruppe von hohem exemplarischem Wert für die Stadtgeschichte und Stadtgestalt. Geschützt nach §§ 28 (Sachgesamtheit) DSchG |    |
| Weitere Bilder | Neubrunnen oder Engelsbrunnen                                                              | Rathausgasse 2 (vor dem Gebäude, Flstnr. 15) | 1574                 | Ziehbrunnen aus Rotsandstein mit ovalem Brunnentrog und vier Figuren besetzten Stützen und Baldachin um- bzw. überfangen; im Auftrag des Rates der Stadt 1574 durch Mathes Vogel nach Zeichnungen von Michel Matzer angefertigt, 1997 Brunnensanierung (damals Brunnentrog erneuert oder neu hergestellt). Sein zentraler Standort im Mündungsbereich der Rathausgasse mit dem Marktplatz unterstreicht die Bedeutung des Brunnens, der für die Stadtgeschichte und Stadtgestalt, aber auch für die künstlerische und handwerkliche Tradition des 16. Jahrhunderts hohen Zeugniswert besitzt. Geschützt nach §§ 28 (Kleindenkmal) DSchG |    |
| Weitere Bilder | Wohn- und Geschäftshaus                                                                    | Rathausgasse 4                               | 16. Jahrhundert      | Dreigeschossiges Gebäude mit massivem Erdgeschoss und Fachwerkobergeschossen mit Vorstößen und profilierten Schwellen, verputzt, Krüppelwalmdach; Gebäude des 16. Jahrhunderts im 18. Jahrhundert umgestaltet bzw. später vor allem im Erdgeschoss durch Ladeneinbau stark überformt. Als Bestandteil der im Spätmittelalter und der frühen Neuzeit besiedelten Geländeterrasse zwischen Rathaus- und Schlossgasse kommt dem im Kern aus dem 16. Jahrhundert stammenden Gebäude Zeugniswert für die Stadtstruktur zu. Geschützt nach §§ 28 (Gebäude) DSchG |    |
| Weitere Bilder | Sogenanntes „Haus der vier Gekrönten“ (heute Grafschaftsmuseum Wertheim)                   | Rathausgasse 7                               | 16./17. Jahrhundert  | Dreigeschossiges Gebäude mit massivem, weitgehend verputztem Erdgeschoss und Obergeschossen mit Zierfachwerk und profilierten Vorstößen, Krüppelwalmdach; dreigeschossiger Standerker, reich gestaltetes Erdgeschoss mit Figuren besetzten Konsolen aus der Bauzeit und barocker geschweifter und geohrter Portalrahmung mit zeitgleicher Eingangstüre; errichtet im späten 16./frühen 17. Jahrhundert, Portal im 18. Jahrhundert überarbeitet, 1951 Fassadensanierung, 1969/71 Gebäudesanierung, 1998 erneut Fassadensanierung und Adaptierung zum Museum, 1999/2000 Herstellung eines Verbindungssteges aus Glas zu Rathausgasse Nr. 10 (ebenfalls Museum). Das in städtebaulich wichtiger Ecklage gegenüber dem ehemaligen Rathaus und zwischen Wenzelplatz und Rathausgasse sich befindende Gebäude spiegelt in seiner reich verzierten, aufwändig gestalteten äußeren Gestalt den hohen Anspruch seines Bauherrn wider, für die Stadtgestalt Wertheims hat es damit hohen exemplarischen Wert. Geschützt nach §§ 28 (Gebäude) DSchG |    |
| Weitere Bilder | Ehemaliges Bürgerhaus, heute zum Grafschaftsmuseum gehörig (Prüffall)                      | Rathausgasse 8                               | 1593                 | Dreigeschossiges Gebäude mit massivem Erdgeschoss und Obergeschossen in Fachwerk, Satteldach mit traufseitigem Giebelaufsatz; im Erdgeschoss Gewände und Konsolen aus Rotsandstein, im ersten Obergeschoss und über dem rundbogigen Durchgang zur Pfarrgasse bauzeitliche Fenstererker; ausladende Eckkonsole bezeichnet mit 1593, 1999 Neufassung der Fassade in Smalte-Blau nach Befund. Die dem ehemaligen Rathaus zugewandte Traufseite erhebt durch ihren Giebelaufsatz den Anspruch einer Hauptfassade, die gleichzeitig als städtebaulich wichtige, den Hofraum des alten Rathauses nach Süden hin optisch abschließende Raumkante fungiert. Als Bestandteil der im Spätmittelalter und der frühen Neuzeit besiedelten Geländeterrasse zwischen Rathaus- und Schlossgasse kommt dem repräsentativen Gebäude mit seinen qualitätvollen Baudetails und seiner wichtigen städtebaulichen Funktion hoher Zeugniswert für die Stadtstruktur zu. Geschützt nach §§ 28 (Gebäude) DSchG |    |
| Weitere Bilder | Grafschaftsmuseum Wertheim, ehemalige Herrenhäuser, später Rathaus (1562/65–1988)          | Rathausgasse 10                              | 1540                 | Aus dem bürgerlichen östlichen Ranken- und dem südlichen Klinkhardshof bestehender Komplex, die zwei- bis dreigeschossigen Gebäude jeweils massiv, verputzt, der Rankenhof mit hohem Krüppelwalmdach, der ältere Klinkhardshof mit Satteldach und nordöstlichem Treppengiebel mit Spitzbogenfenster, beide Gebäude 1540 unter den Grafen zu Wertheim mit Errichtung des Rundturmes zusammengefasst (über Doppelschnecke erschlossen bzw. verbunden), im 19. Jahrhundert Herstellung der neugotischen Freitreppe nach Abbruch des Traktes an der Rathausgasse (15./16. Jahrhundert), in dem sich einst die „Neue Waage“, die spätere Mehlwaage befand, im 20. Jahrhundert diverse Umbauten u. a. Adaptierung zum Museum und Errichtung der Verbindungsbrücke zu Nr. 7 (ebenfalls Museum) im Jahr 2000. Der in Teilen bis ins Hochmittelalter zurückreichende, vielgestaltige Gebäudekomplex ist mit seiner Bau- und Nutzungsgeschichte von hohem Zeugniswert für die Stadtgeschichte und Stadtgestalt, durch seine städtebauliche Präsenz zudem ein wichtiges Dokument der historischen Stadtstruktur. Geschützt nach §§ 28 (Gebäude) DSchG                                       |    |
| Weitere Bilder | Wohnhaus (Prüffall)                                                                        | Rathausgasse 12                              | Ende 18. Jahrhundert | Schmaler, viergeschossiger verputzter Massivbau mit Satteldach; regelmäßig angeordnete Fensterachsen mit Sandsteingewänden mit reicher Sandsteindekoration in den Brüstungsfeldern, ausladende profilierte bzw. dekorierte Gurtgesimse; Ende 18. Jahrhundert. Das innerhalb des städtebaulichen Kontextes bzw. als frühes Beispiel eines Geschosswohnbaus im Sinne eines Mietshauses hervorstechende, ungewöhnliche gestaltete Gebäude hat exemplarische Bedeutung für die Stadtgestalt. Geschützt nach §§ 28 (Gebäude) DSchG |    |
| Weitere Bilder | Wohnhaus                                                                                   | Rathausgasse 14                              | 15. Jahrhundert      | Zweigeschossiger, aus einem Trauf- und einem Giebelhaus bestehender Komplex über massivem Hanggeschoss und Fachwerkobergeschossen mit breiten Gefachen, weitgehend unverputzt, hohe Satteldächer; im Sockel rundbogiger Kellerbogen mit barockem Türblatt, das Fachwerk am Giebelhaus mit starken Vorstößen und Verblattungen; im 15. Jahrhundert (laut Hinweistafel) unter Verwendung eines ehemaligen Wehrspeichers errichtet, 1973 Umbau- und Instandsetzungsarbeiten (Dachsanierung, Dachneubau, Fassadeninstandsetzung), Fachwerkhölzer zum Teil komplettiert, teilweise rekonstruiert. Als im Stadtbild seltener, mittelalterlicher Fachwerkbau kommt dem Haus innerhalb der historischen Stadtgestalt exemplarischer Wert zu, neben seinem städtebaulich wichtigen Standort an der Kreuzung Rathausgasse/Schlossbergweg. Geschützt nach §§ 28 (Gebäude) DSchG |    |
| Weitere Bilder | Wohnhaus                                                                                   | Rathausgasse 16                              | 18. Jahrhundert      | Dreigeschossiges Gebäude mit massivem Erdgeschoss und Fachwerkobergeschossen, weitgehend verputzt, Mansard-Krüppelwalmdach; im Erdgeschoss geohrte Fenster- und Türgewände (am Seitenflügel) aus Sandstein; 18. Jahrhundert mit modernen Überformungen (u. a. Ladenzone, Fassade, Fensterauswechslung, Dachausbau mit Gauben); östlich angrenzendes, erhaltenswertes Nebengebäude aus Rotsandstein (18./19. Jahrhundert). Das im Mündungsbereich der Rathausgasse und dem Schlossbergweg, am abfallenden Gelände errichtete Gebäude verweist in seiner Ergänzung mit dem Nebengebäude auf die lange ackerbürgerliche Tradition Wertheims. Geschützt nach §§ 2 (Gebäude) DSchG |    |
| Weitere Bilder | Wohn- und Geschäftshaus                                                                    | Rathausgasse 18                              | 16./17. Jahrhundert  | Dreigeschossiges Gebäude mit massivem Erdgeschoss und verschieferten Fachwerkobergeschossen mit Vorstoß über Konsolen, Krüppelwalmdach mit traufseitigem Zwerchhaus; im Inneren barocke Stuckdecken und Spindeltreppe; im Kern 16./17. Jahrhundert, im 18. Jahrhundert umgestaltet, 1995 Dachsanierung samt Einbau einer Dachgaube, 2005 Erneuerung der Treppe (mit Erhalt der Spindel). Das in städtebaulich markanter Ecklage im Mündungsbereich der Rathaus- und der Eichelgasse liegende Gebäude hat mit seiner insgesamt gut überlieferten historischen Baugestalt hohen dokumentarischen Wert für die Stadtstruktur. Geschützt nach §§ 28 (Gebäude) DSchG |    |
| Weitere Bilder | Massives Erdgeschoss                                                                       | Rechte Tauberstraße 1 (Flstnr. 25/38)        | 1588                 | Reste des massiven Erdgeschosses eines Gebäudes des 16. Jahrhunderts mit zwei gekehlten rundbogigen Gewänden aus Sandstein mit Hauswappen, bezeichnet mit 1588. Das Erdgeschoss ist als Relikt des abgegangenen frühneuzeitlichen Gebäudes von dokumentarischem Wert. Geschützt nach §§ 2 (Bauteil) DSchG |    |
| Weitere Bilder | Doppelwohnhaus (Prüffall)                                                                  | Rechte Tauberstraße 7 (Flstnr. 326)          | 1708                 | Dreigeschossiges Doppelwohnhaus mit massivem Erdgeschoss und Fachwerkobergeschossen über Vorstoß, verputzt, Mansardgiebeldach mit zwei Zwerchhäusern; im Erdgeschoss profiliertes Portalgewände, im Türsturz Ankerkeilstein, bezeichnet mit 1708; errichtet 1704 mit Überformungen des 20. Jahrhunderts (u. a. 1964 Neugestaltung Fassade zur Tauber, Fensterauswechslung, Dachausbau mit Gauben). Das ehemalige Fischerhaus ist als prägender Bestandteil der geschlossenen Gebäudereihe des 18. Jahrhunderts zwischen Rechter Tauberstraße und Tauberufer sowie als Hinweis auf die frühbarocke Stadterweiterung von dokumentarischem Wert. Geschützt nach §§ 28 (Gebäude) DSchG |    |
| Weitere Bilder | Wohnhaus (Prüffall)                                                                        | Rechte Tauberstraße 9 (Flstnr. 327)          | 1733                 | Dreigeschossiges Gebäude mit massivem Erdgeschoss und Fachwerkobergeschossen über Vorstoß, verputzt, Satteldach; im Erdgeschoss eingemauerter Keilstein mit Anker, bezeichnet mit 1733, im ersten Obergeschoss geschnitzte, nachträglich verputzte Eckständer; errichtet 1708 mit Überformungen des 20. Jahrhunderts (u. a. Fensterauswechslung, Dachausbau mit Gauben, bauliche Änderungen an der Rückfassade). Das ehemalige Fischerhaus ist als prägender Bestandteil der geschlossenen Gebäudereihe des 18. Jahrhunderts zwischen Rechter Tauberstraße und Tauberufer sowie als Hinweis auf die frühbarocke Stadterweiterung von dokumentarischem Wert. Geschützt nach §§ 28 (Gebäude) DSchG |    |
| Weitere Bilder | Portalgewände                                                                              | Rechte Tauberstraße 13                       | 1708                 | An einem Wohnhaus geohrtes und profiliertes Portalgewände aus Sandstein mit Hauswappen, bezeichnet mit 1708. Das Erdgeschoss ist als Relikt des abgegangenen frühbarocken Gebäudes von dokumentarischem Wert. Geschützt nach §§ 2 (Bauteil) DSchG |    |
| Weitere Bilder | Türsturz                                                                                   | Rechte Tauberstraße 19 (Flstnr. 332)         | 1761                 | Am Wohnhaus Türsturz mit Keilstein mit Monogramm und Jahreszahl 1761; das erhaltenswerte Wohnhaus zweigeschossig mit massivem Erdgeschoss und Fachwerkobergeschoss, verputzt, Satteldach; am Nordgiebel Sgraffito der 1950er Jahre mit der Darstellung eines Fischers; Gebäude errichtet 1761 mit nachträglichen Veränderungen (u. a. Fenster- und Türauswechslung, neue Dachdeckung). Der Türsturz mit Keilstein hat Zeugniswert für die historische Sozialstruktur des von Fischerhäusern geprägten Viertels. Das spätbarocke, in seinem äußeren Erscheinungsbild insgesamt gut überlieferte ehemalige Fischerhaus ist als Bestandteil der geschlossenen Gebäudereihe des 18. Jahrhunderts zwischen Rechter Tauberstraße und Tauberufer aus städtebaulichen Gründen erhaltenswert. Geschützt nach §§ 2 (Bauteil) DSchG |    |
| Weitere Bilder | Türsturz                                                                                   | Rechte Tauberstraße 21                       | 1708                 | Eingemauerter Türsturz aus Sandstein bezeichnet mit 1708 an der Südfassade eines Wohnhauses. Der Türsturz ist als Relikt von dokumentarischem Wert. Geschützt nach §§ 2 (Bauteil) DSchG |    |
| Weitere Bilder | Wohnhaus mit Hofmauer                                                                      | Rittergasse 1a, 1b                           | 1579                 | Dreigeschossiges Gebäude mit massivem Erdgeschoss und Fachwerkobergeschoss über starkem Vorstoß über Steinkonsolen, weitgehend verputzt, Krüppelwalmdach; im Erdgeschoss sandsteinerne Gewände, das vermauerte Rundbogenportal bezeichnet mit 1579, vor Anbau (1b) Hofmauer mit Rundbogenportal bezeichnet mit 1581; 16. Jahrhundert mit nachträglichen Veränderungen u. a. des 20. Jahrhunderts (u. a. Fassadenüberformung, Fensterauswechslung, Vermauerung von Öffnungen im Erdgeschoss). Das auf der westlichen Stadtbefestigung aufsitzende Gebäude in städtebaulich markanter Lage in unmittelbarer Nähe der ehemaligen Rosenbergschen Hofhaltung hat als qualitätvolles Beispiel eines spätmittelalterlichen-frühneuzeitlichen Bürgerhauses dokumentarischen Wert für die Stadtgestalt. Geschützt nach §§ 28 (Gebäude) DSchG |    |
| Weitere Bilder | Ehem. Doppelwohnhaus, heute zu Glasmuseum gehörend (siehe auch Mühlenstraße Nr. 24)        | Rittergasse 2/4                              | 1589                 | Dreigeschossiges Gebäude mit massivem Erd- und erstem Obergeschoss und darüber sitzendem Obergeschoss aus Fachwerk mit reich gestalteten Fenstererkern über Holzkonsolen, weitgehend verputzt, Satteldach; 1589 (d) mit modernen Überformungen (1996/97 umfassender Umbau/Sanierung als Teil des Glasmuseums, 2006 Anbau Toilette im rückwärtigen Bereich). Das an der ehemaligen Rosenbergschen Hofhaltung gelegene Gebäude hat als Bestandteil des von repräsentativen Wohngebäuden der gräflichen Beamten dominierten Mühlenviertels und als gut überliefertes, qualitätvolles Beispiel eines spätmittelalterlichen-frühneuzeitlichen Doppelhauses exemplarischen Wert für die Stadtgestalt und Stadtstruktur. Geschützt nach §§ 28 (Gebäude) DSchG |    |
| Weitere Bilder | Wohnhaus und Gartenpavillon                                                                | Rittergasse 5                                | 16. Jahrhundert      | Dreigeschossiges Gebäude mit massivem, älterem nördlichen Gebäudeteil und mit Ausnahme des Erdgeschosses in Fachwerk errichtetem südlichem Gebäudeteil, verputzt, Krüppelwalmdach; der Kernbau mit sandsteinerner Eckquaderung und spitzbogigem Portalgewände bzw. Spitzbogentüre im Inneren; Kernbau des 16. Jahrhunderts im 18. Jahrhundert erweitert und umgestaltet (Dach, Eingangsbereich u. a.), im 20. Jahrhundert diverse Änderungen u. a. Einbau eines Aufzugs und Fensterauswechslung; der dazugehörige Gartenpavillon massiv in Sandstein errichtet mit Mansarddach; 18. Jahrhundert, 1981 Instandsetzung samt Dacherneuerung. Das im Kern spätmittelalterliche, wohnturmartige Gebäude hat mit seinem prägenden Umbau des 18. Jahrhunderts und durch die Komplettierung mit dem Gartenpavillon als baulicher Ausdruck des Repräsentationsanspruches seines Bauherrn hohen Zeugniswert für die Stadtgeschichte und Stadtgestalt im Mühlenviertel. Geschützt nach §§ 28 (Sachgesamtheit) DSchG |    |
| Weitere Bilder | Wohnhaus                                                                                   | Rittergasse 7                                | 16. Jahrhundert      | Zweigeschossiges Gebäude mit massivem Erdgeschoss und leicht auskragendem Fachwerkobergeschoss, verputzt, Satteldach; im massiven Erdgeschoss Spitzbogenportal; 16. Jahrhundert mit späten Umbauten (u. a. teilweise Fassadenerneuerung und Dachausbau). Das in städtebaulich markanter Lage zwischen rechten Tauberufer und Rittergasse, unmittelbar am Faultor liegende Gebäude ist als Teil der geschlossenen, giebelständigen, überwiegend aus dem 16./17. Jahrhundert stammenden Reihe repräsentativer Bürgerhäuser von dokumentarischem Wert für die Stadtgestalt und Stadtstruktur. Geschützt nach §§ 2 (Gebäude) DSchG |    |
| Weitere Bilder | Wohnhaus (Prüffall)                                                                        | Rittergasse 9                                | 1794                 | Dreigeschossiges Gebäude mit massivem Erdgeschoss und Fachwerkobergeschoss, verputzt, Mansard-Krüppelwalmdach; am angrenzenden Hofportal korbbogiges Gewände mit Anker im Keilstein, bezeichnet mit 1794; im Kern wohl älteres, nachträglich barockisiertes Gebäude, Ende des 19. Jh. Herstellung des Seitenflügels, 1978/79 Fassadensanierung. Seit Ausbau der Lindenstraße und den vorangegangenen großflächigen Gebäudeabbrüchen befindet sich das Gebäude in Ecklage zur Lindenstraße. Mit seiner Westfassade sitzt es auf der Stadtmauer auf. Das in städtebaulich markanter Lage zwischen rechten Tauberufer und Rittergasse liegende Gebäude ist als Teil der geschlossenen, giebelständigen, überwiegend aus dem 16./17. Jahrhundert stammenden Reihe repräsentativer Bürgerhäuser von dokumentarischem Wert für die Stadtgestalt und Stadtstruktur. Geschützt nach §§ 28 (Gebäude) DSchG |    |

#### S
| Bild           | Bezeichnung | Lage                                | Datierung           | Beschreibung | ID |
| -------------- | --- | ----------------------------------- | ------------------- | --- | -- |
| Weitere Bilder | Wegkreuz | Salon-de-Provence-Ring              |                     | Ökumenisches Kirchenzentrum mit Wegkreuz am Wartberg. |    |
| Weitere Bilder | Jüdischer Friedhof | Schlossberg                         |                     | Jüdischer Friedhof Wertheim |    |
| Weitere Bilder | Wohnhaus | Schlossgasse 5 (Flstnr. 644)        | 16. Jahrhundert     | Gestelztes eingeschossiges Gebäude über massivem Hanggeschoss und in Fachwerk errichteten Hauptgeschossen mit Vorstößen, verputzt bzw. verschindelt, Satteldach; Kellervorbau mit rundbogigem Eingang; im Kern 16. Jahrhundert mit nachträglichen Überformungen des 19./20. Jahrhunderts (u. a. Fassade, Eingangstüre). Das im Kern frühneuzeitliche, am Fuße des Schlossbergs in Hanglage errichtete Gebäude hat als gut überliefertes ehemaliges Weingärtnerhaus exemplarischen Wert. Geschützt nach §§ 2 (Gebäude) DSchG |    |
| Weitere Bilder | Ehemaliger fürstlicher Archiv- und Kellerbau (heute Wohnhaus)                                                               | Schlossgasse 6 (Flstnr. 10/1)       | 16. Jahrhundert     | Zweigeschossiger, turmartiger Steinbau über Hanggeschoss, verputzt, Zeltdach; qualitätvolle bauzeitliche Fassade mit Steinkreuzfenstern und Schulterbogenportal, an der Südfassade schießschartenähnliche Öffnungen; 16. Jahrhundert, 2006 Dach- und Fassadensanierung. Das Gebäude befindet sich auf Höhe Pfarrgasse in städtebaulich markanter Lage unterhalb des Löwenstein-Freudenbergschen Verwaltungsgebäudes. Wegen seines hohen Überlieferungsgrades und seiner qualitätvollen Baugestalt hat es hohen Zeugniswert für die Stadtgestalt sowie exemplarischen Wert als Archivgebäude des 16. Jahrhunderts. Geschützt nach §§ 28 (Gebäude) DSchG |    |
| Weitere Bilder | Wohnhaus | Schlossgasse 7                      | 16. Jahrhundert     | Dreigeschossiges Gebäude mit massivem Hanggeschoss und Fachwerkobergeschossen mit Vorstößen und langen Knaggen, verputzt, Krüppelwalmdach; barockisiertes Erdgeschoss mit Sandsteingewänden und barockem Türblatt, in den Obergeschossen gekoppelte Fenster; Gebäude des 16. Jahrhunderts mit nachträglichen Überformungen des 18. – 20. Jahrhunderts (u. a. Erdgeschosszone, Fensterauswechslung). Das im Zuge der Siedlungsverdichtung am Fuß des Schlossberges entstandene Gebäude hat wegen seines insgesamt hohen Überlieferungsgrades und als typisches Beispiel eines barockisierten, älteren Wohnhauses dokumentarischen Wert für die Stadtgestalt. Geschützt nach §§ 28 (Gebäude) DSchG |    |
| Weitere Bilder | Ehemalige Freudenbergsche Hofhaltung oder Kemenate, heute Fürstlich Löwenstein-Wertheim-Freudenbergsches Verwaltungsgebäude | Schlossgasse 9                      | 1614                | Über einem Hanggeschoss errichtetes dreigeschossiges, massives und verputztes Gebäude mit Walmdach; kubischer Baukörper mit gekoppelten Steingewändefenstern mit einfachen Verdachungen, erhöht liegender Eingangsbereich mit schmalen, hohen Rundbogentüren, im Erdgeschoss Reste des Marstalls; in südlicher Mauer Spitzbogen vom Haus zum Adler (Rathausgasse 2), östlich Sandsteinmauer mit Torbogen bezeichnet mit 1614, Brunnensäule mit Urne von 1803 heute am Abgang zur Pfarrgasse (früher rückseitig); Kernbau (sogenannte Kemenate) 1611 begonnen und im 19. Jahrhundert maßgeblich, zur heutigen Gestalt umgebaut, 1985 und 1988 Dach- und Fassadensanierung. Das weithin sichtbare, zu Füssen der Burg liegende Monumentalgebäude ist durch seinen Standort und seine Nutzungsgeschichte von hohem dokumentarischem Wert für die Stadtgeschichte sowie baulicher Ausdruck der einstigen Bedeutung des Grafen- und späteren Fürstenhauses für die Stadt Wertheim und deren Umland. Geschützt nach §§ 28 (Gebäude) DSchG                                             |    |
| Weitere Bilder | Burgruine mit sogenanntem Neuem Archiv                                                                                      | Schlossgasse 11 (Flstnr. 663)       | 12.–18. Jahrhundert | Auf drei Geländeterrassen in Rotsandstein errichteter mehrteiliger Komplex des 12.–18. Jahrhunderts mit zahlreichen Türmen und Gräben; die „Obere Burg“ mit Bergfried, Pallas und Kapelle im Kern 12./Anfang 13. Jahrhundert, die „Untere Burg“ mit sogenanntem Löwensteiner-Bau 16./frühes 17. Jahrhundert, die westlich anschließende Altane Anfang 16. Jahrhundert, das „Neue Archiv“ mit Burgtor unter Miteinbeziehung der bestehenden Türme 1745; während des Dreißigjährigen Krieges zerstört und mit Ausnahme des Neuen Archivs seitdem als Ruine erhalten bzw. ab 1982 umfassend saniert. Die im Kern hochmittelalterliche, in der Renaissance zum Schloss ausgebaute Burganlage mit Vormauern und Vorwerken ist als Krone der Stadt und als ein die Kulturlandschaft des Maintals weithin prägendes Element von höchstem Zeugniswert für die Stadtgeschichte und Stadtgestalt. Als einstiger Stammsitz der Wertheimer Grafen und eine der größten erhaltenen Burganlagen Deutschlands kommt ihr zudem überregionale Bedeutung zu. Geschützt nach §§ 28 (Gebäude) DSchG |    |
| Weitere Bilder | Ehemalige Kilianskapelle (heute Altertumsmuseum)                                                                            | Schulgasse 1                        | 1472                | Spätgotischer Kapellenbau mit barockem Mansarddach; Außen liegende Strebepfeiler, Balustrade, Prunkportal und Fenstergewände in Rotsandstein, Krypta mit Netzrippengewölbe über Sandsteinpfeiler; errichtet ab 1472, 1604 durch Umnutzung in eine Lateinschule verändert, diese 1898 wieder entfernt. Die Marienkapelle hat, neben der Kilianskapelle, exemplarischen Wert als eine der letzten Kapellen von vielen die es in Wertheim einst gab. Wegen ihres Standortes an der Pfarrkirche und am ehemaligen Kirchhof, ihrer Bau- und Nutzungsgeschichte und ihrer hochwertigen spätgotischen Baugestalt hat sie zudem hohen Zeugniswert für die Stadtgeschichte und Stadtgestalt Wertheims. Geschützt nach §§ 28 (Gebäude) DSchG |    |
| Weitere Bilder | Wohnhaus | Schulgasse 3                        | 18. Jahrhundert     | Zweigeschossiges Gebäude mit massivem Hanggeschoss und Fachwerkobergeschossen mit Vorstoß, verputzt, Satteldach; an der Nordfassade Wappen haltende Löwenreliefs; 18. Jahrhundert, nach 1979 Dachumbau von Krüppelwalm- zu Satteldach, 1992 Sanierung der Löwenreliefs. An das Gebäude grenzt nach Norden hin ein kleiner Terrassengarten an. Dieser ist gegen die Schulgasse durch eine erhaltenswerte Sandsteinmauer begrenzt. Das in seiner äußeren Erscheinung insgesamt gut überlieferte Barockgebäude hat mit seinen qualitätvollen Baudetails und als Bestandteil der gelockerten, ackerbürgerlich geprägten Bebauungs- und Parzellenstruktur im Abschnitt südöstlich der Stadtpfarrkirche hohen exemplarischen Wert für die Stadtgestalt und Stadtstruktur. Geschützt nach §§ 2 (Gebäude) DSchG |    |
| Weitere Bilder | Parallelgehöft | Schulgasse 4/7 (Flstnr. 581, 581/1) | 17./18. Jahrhundert | Das Hauptgebäude dreigeschossig mit massivem Erd- und Fachwerkobergeschossen mit Vorstoß über Steinkonsolen, verputzt, flaches Satteldach; das dazugehörige Ökonomiebau mit Stall und Holzlege zum Teil massiv, zum Teil in Fachwerk errichtet, verputzt, mit zwei Rundbogenportalen und Luke zur Holzlege; 17./18. Jahrhundert mit späteren Umbauten im Bereich des Daches (19. Jahrhundert), 1968 Instandsetzung (neue Dachdeckung), 2001 Neuanstrich Fassade, Putzreparaturen. Das in seiner äußeren Erscheinung insgesamt gut überlieferte Barockgebäude ist in seiner Komplettierung durch das Ökonomiegebäude und als Bestandteil der gelockerten, ackerbürgerlich geprägten Bebauungs- und Parzellenstruktur im Abschnitt südöstlich der Stadtpfarrkirche von exemplarischen Wert für die Stadtgestalt und Stadtstruktur. Geschützt nach §§ 2 (Gebäude) DSchG |    |

#### U
| Bild           | Bezeichnung    | Lage               | Datierung | Beschreibung | ID |
| -------------- | -------------- | ------------------ | --------- | --- | -- |
| Weitere Bilder | Doppelwohnhaus | Uihlein-Straße 7/9 | 1905      | Nr. 7: zweigeschossiges, weitgehend verputztes Massivgebäude mit hohem Kniestock und Zierfachwerkgiebel, Satteldach mit prägnanten Gauben, reiches Sandsteinportal; Nr. 9: ebenfalls zweigeschossiger, verputzter Massivbau mit Satteldach mit turmartiger Gaube und rückwärtigem Zwerchhaus, rundem Ecktürmchen mit Zeltdach und bauzeitlichen Fensterläden; auf Wetterfahne bezeichnet mit 1905, 2001 Fassadensanierung (Nr. 7) und Fensterauswechslung. Das Doppelhaus ist Teil des ab Mitte des 19. Jahrhunderts bebauten Stadterweiterungsviertels westlich des Bahnhofs. Wegen seines Typus, seiner Gestalt und seines isolierten Standortes zwischen den Sondergebäuden Kirche/ehem. Gefängnis/Schule kommt ihm exemplarische Bedeutung zu. Als gut erhaltenes Beispiel eines historistischen Stadtwohnhauses mit Zitaten des Heimat- und des Schweizerhausstils hat es darüber hinaus dokumentarischen Wert für die Stadtgestalt. Geschützt nach §§ 2 (Gebäude) DSchG |    |

#### V
| Bild           | Bezeichnung                                       | Lage         | Datierung | Beschreibung | ID |
| -------------- | ------------------------------------------------- | ------------ | --------- | --- | -- |
| Weitere Bilder | Wohnhaus, sogenannte „Fürstenhofstatt“ (Prüffall) | Vaitsgasse 7 | 1683      | Drei- bis viergeschossiges, über der nördlichen Stadtmauer errichtetes Gebäude mit massivem Erdgeschoss und massiver, zum Teil durch die Stadtmauer gebildeten Nordwand, das übrige Gebäude in Fachwerk errichtet, teilweise verputzt, Sattel- und Flachdach; Fachwerk mit Zierelementen und geschnitzten Eckständern und Holzsäule am überdachten Eingang; ein Eckständer bezeichnet mit 1683, im 19. Jahrhundert aufgestockt und mit Flachdach versehen. Das in städtebaulich markanter Lage am ehemaligen Vaitstor und gegenüber dem ehemaligen Vaitshof (Stadthof, des 14. Jahrhunderts) gelegenen Gebäude ist mit seinen qualitätvollen Baudetails sowie für das Bauen im 17. Jahrhundert von exemplarischem Wert für die Stadtgestalt. Geschützt nach §§ 28 (Gebäude) DSchG |    |

#### W
| Bild           | Bezeichnung                           | Lage                              | Datierung       | Beschreibung | ID |
| -------------- | ------------------------------------- | --------------------------------- | --------------- | --- | -- |
|                | Wohnhaus                              | Wehrgasse 1 (Karte)               | 16. Jahrhundert | Dreigeschossiges Gebäude mit massivem Erdgeschoss und Fachwerkobergeschossen mit Vorstößen, verputzt, Satteldach; im Erdgeschoss Drillingsfenster mit Sandsteingewände, die übrigen Fenster mit durchlaufendem Gesimsen; im Kern 16. Jahrhundert mit Überformungen des 19. Jahrhunderts. Das im Kern spätmittelalterliche-frühneuzeitliche Gebäude mit vergleichsweise gut überlieferter äußerer Baugestalt ist mit seinen prägenden Veränderungen des 19. Jahrhunderts und als Teil der geschlossenen giebelständigen Gebäudereihe der Wehrgasse von dokumentarischem Wert für die Stadtgestalt und Stadtstruktur. Geschützt nach §§ 2 (Gebäude) DSchG                                                                 | BW |
| Weitere Bilder | Wohnhaus                              | Wehrgasse 3                       | 18. Jahrhundert | Dreigeschossiges Gebäude mit massivem Erdgeschoss und Fachwerkobergeschossen mit Vorstoß, verputzt, Mansardgiebeldach; im Erdgeschoss kleine, annähernd quadratische Öffnungen (wohl zum Lagerraum) mit Sandsteingewänden; älteres Gebäude im 18. Jahrhundert umgebaut bzw. im 20. Jahrhundert nochmals leicht überformt (u. a. Fassade). Das im Kern eventuell noch spätmittelalterliche-frühneuzeitliche Gebäude mit vergleichsweise gut überlieferter äußerer Baugestalt ist mit seinen prägenden Veränderungen des 18. Jahrhunderts und als Teil der geschlossenen giebelständigen Gebäudereihe der Wehrgasse von dokumentarischem Wert für die Stadtgestalt und Stadtstruktur. Geschützt nach §§ 2 (Gebäude) DSchG |    |
|                | Wohnhaus                              | Wehrgasse 5 (Flstnr. 256) (Karte) | 17. Jahrhundert | Zweigeschossiges Gebäude mit massivem Lagergeschoss und Fachwerkobergeschossen mit Vorstoß, verputzt, Satteldach; im Erdgeschoss schmale rundbogige Eingangstüre und runder Kellerbogen mit Sandsteingewänden, im zweiten Obergeschoss kleinformatige Drillingsfenster; 17. Jahrhundert mit Überformungen des 19. Jahrhunderts. Das im Kern frühneuzeitliche Gebäude ist wegen seines hohen Überlieferungsgrades und als Bestandteil der geschlossenen giebelständigen Gebäudereihe der Wehrgasse von dokumentarischem Wert für die Stadtgestalt und Stadtstruktur. Geschützt nach §§ 2 (Gebäude) DSchG | BW |
|                | Villa Langguth (heute Polizeistation) | Wilhelm-Blos-Straße 1 (Karte)     | 1928            | Eingeschossiger Massivbau unter Walmdach; symmetrischer Baukörper mit um eine Achse vorspringenden Seitenflügeln, neoklassizistisches Portal mit Rokokotürblatt; bezeichnet mit 1928, in den 1950er Jahren Herstellung eines neuen Dachstuhls, 1982 diverser Umbau für Nutzung als Polizeistation. Das am erhöhten Gelände errichtete Gebäude ist als städtebauliches Pendant zur Burgruine und zur ehemaligen Hofhaltung und als einer der wenigen neoklassizistischen Villenbauten Wertheims von exemplarischem Wert für die Stadtgestalt und Stadtstruktur. Geschützt nach §§ 2 (Gebäude) DSchG | BW |

#### Z
| Bild           | Bezeichnung | Lage                             | Datierung                      | Beschreibung | ID |
| -------------- | --- | -------------------------------- | ------------------------------ | --- | -- |
| Weitere Bilder | Wohnhaus | Zollgasse 1                      | 19. Jahrhunderts               | Zweigeschossiges Gebäude mit massivem Erdgeschoss und Fachwerkobergeschoss, verputzt, Satteldach; innere Gebäudestruktur des 19. Jahrhunderts (und älter) erhalten, u. a. hölzerne Spindeltreppe und Ladeneinrichtung des späten 19. und frühen 20. Jahrhunderts, an der Dachkonstruktion im hinteren Teil Hinweis auf Verblattungen; älteres Gebäude im frühen 19. Jahrhundert umgebaut und nachträglich punktuell überformt (u. a. Fensterauswechslung). Das Gebäude stand im Bereich des Kellers einst in baulichem Zusammenhang mit dem rückwärtigen Gebäude Flstnr. 172. Als typischer Vertreter eines Handwerkerhauses, mit weitgehend unveränderter Gebäudestruktur des 19. Jahrhunderts und älterem Kern, hat das Gebäude exemplarischen Wert. Geschützt nach §§ 2 (Gebäude) DSchG                               |    |
| Weitere Bilder | Wohnhaus (Prüffall) | Zollgasse 2                      | 16. Jahrhundert                | Dreigeschossiges Gebäude mit massivem Erdgeschoss und verputzten Fachwerkobergeschossen mit starken Vorstößen über Steinkonsolen bzw. Knaggen; im Erdgeschoss rundbogige Öffnungen; im 16. Jahrhundert vermutlich gleichzeitig mit Eichelgasse Nr. 9 errichtet, im 19. Jahrhundert im Erdgeschoss verändert. Das im Kern spätmittelalterliche Bürgerhaus hat durch seinen hohen Überlieferungsgrad und durch seine Lage unweit der einst bedeutenden, an den überregionalen Verkehr angebundenen Eichelgasse Zeugniswert für die Stadtgestalt und Stadtstruktur. Geschützt nach §§ 28 (Gebäude) DSchG |    |
|                | Wohnhaus | Zollgasse 3                      | 1607/08                        | Dreigeschossiges Gebäude mit massivem Erdgeschoss mit Fachwerkobergeschossen, verputzt, Satteldach; tiefer, bis zu Flstnr. 181 reichender Gewölbekeller, im Inneren erhaltene barocke Stube; 1607/08 (d) mit nachträglichen Barockisierungen, 1991 Erdgeschoss vollständig erneuert bzw. Umbauten im Inneren. Das im Kern frühneuzeitliche Gebäude ist mit seiner noch erhaltenen barocken Ausstattung und als Bestandteil der giebelständigen, historischen Gebäudereihe der Zollgasse von dokumentarischem Wert für die Stadtgestalt und Stadtstruktur. Geschützt nach §§ 2 (Gebäude) DSchG |    |
| Weitere Bilder | Massives Erdgeschoss | Zollgasse 6                      | 1826                           | Massives Erdgeschoss eines Wohnhauses mit geraden, ausladenden Sohlbänken und spätbarocken Fensterschürzen; bezeichnet mit 1826, nachträgliche Fensterauswechslung. Das Erdgeschoss ist als Relikt des spätbarocken Gebäudes sowie als Hinweis auf die nachträglich erfolgte, teilweise Niveauanhebung der Zollgasse von dokumentarischem Wert. Geschützt nach §§ 2 (Bauteil) DSchG |    |
| Weitere Bilder | Wohnhaus | Zollgasse 9 (Flstnr. 186, 186/1) | 18. Jahrhundert (älterer Kern) | Dreigeschossiges Gebäude mit massivem Erdgeschoss und verputzten Fachwerkobergeschossen mit Vorstoß über Sandsteinkonsolen, Mansardgiebeldach; symmetrische Fassade mit dreiteiligen Fenstergruppen, im Erdgeschoss zwei Hauseingänge, jeweils mit geschnitztem Türblatt, der spätmittelalterliche Gewölbekeller unter Maingasse Nr. 16 reichend; Mitte des 18. Jahrhunderts mit älterem Kern. Das als Doppelhaus konstruierte Barockgebäude mit älterem Kern ist wegen seines hohen Überlieferungsgrades und als Bestandteil der historischen Bebauungs- und Parzellenstruktur des Viertels von exemplarischem Wert. Geschützt nach §§ 2 (Gebäude) DSchG |    |
| Weitere Bilder | Ehemaliger Stadthof der Kartause Grünau, fürstlich Löwenstein-Freudenberg´sche Kanzlei und Kleinkinderbewahranstalt, heute Wohn- und Gasthaus | Zollgasse 10                     | 1354, 18. Jahrhundert (Umbau)  | Dreigeschossiger, verputzter Massivbau mit hohem Mansard-Krüppelwalmdach; breit gelagerte, über der nördlichen Stadtmauer errichtete Hauptfassade mit regelmäßig angeordneten Fensterachsen, geohrtes Portal mit Rokokotürblatt, an der Zollgasse Hofmauer mit Torpfosten; erste Erwähnung 1354, im 18. Jahrhundert zu heutiger Gestalt umgebaut und 1985 umfassend im Inneren und Äußeren saniert sowie Dachgeschossausbau samt Herstellung von Gauben. Als einstiger Stadthof der Kartause Grünau und Löwenstein-Freudenberg'sche Kanzlei hat das Gebäude hohen Zeugniswert für die Stadtgeschichte. Mit seiner barocken, die nördliche Stadtansicht prägenden Baugestalt hat es darüber hinaus hohen dokumentarischen Wert für die Stadtgestalt an der Wertheimer Mainuferfront. Geschützt nach §§ 28 (Gebäude) DSchG |    |

### Bestenheid
Bau-, Kunst- und Kulturdenkmale im Wertheimer Stadtteil Bestenheid (⊙):
| Bild           | Bezeichnung      | Lage                       | Datierung | Beschreibung                                                                                | ID |
| -------------- | ---------------- | -------------------------- | --------- | ------------------------------------------------------------------------------------------- | -- |
| Weitere Bilder | Befestigungsturm | Bestenheider Landstraße 51 | 14. Jh.   | Befestigungsturm. Reste einer mittelalterlichen Talsperre. Turmruine, Ende 14. Jahrhundert. |    |
|                | Kriegerdenkmal   | Bestenheid                 |           | Kriegerdenkmal Erster Weltkrieg                                                             |    |
|                | Kriegerdenkmal   | Bestenheid                 |           | Kriegerdenkmal Zweiter Weltkrieg                                                            |    |

### Eichel/Hofgarten
Bau-, Kunst- und Kulturdenkmale im Wertheimer Stadtteil Eichel/Hofgarten (⊙) mit Eichel (⊙) und Hofgarten (⊙):
| Bild           | Bezeichnung              | Lage                                               | Datierung | Beschreibung | ID |
| -------------- | ------------------------ | -------------------------------------------------- | --------- | --- | -- |
| Weitere Bilder | Evangelische Veitskirche | Eichel, Kirchgasse 18                              |           | Veitskirche Eichel, evangelische Pfarrkirche (§ 28), romanischer Bau mit Kirchhofmauer, darin Rundbogenportal (Sachgesamtheit). Geschützt nach § 28 DSchG |    |
| Weitere Bilder | Schlösschen im Hofgarten | Hofgarten, Würzburger Straße 30, Hofgartenstraße 2 | 1777      | Eichelhofgarten mit Landschloss von 1777 (Würzburger Str. 30). Wirtschaftsgebäude (Hofgartenstr.2), Gärtner- alias Jägerhaus des Hofschlößchens, Putzbau mit Walmdach erbaut um 1780; Monopteros mit Säulen des 16. Jahrhunderts; Mausoleum, neugotischer Massivbau mit Apsis und Wappenstein, Ende 19. Jahrhundert;(neugotischer Kapellenbau mit Innenausmalung, 1. Hälfte 19. Jahrhundert, abgegangen um 1990). |    |
|                | Kriegerdenkmal           | Eichel (Karte)                                     |           | Kriegerdenkmal Zweiter Weltkrieg. An der Kirche freistehende Steinstele mit einer Sandsteinplatte an der Außenwand der Kirche. |    |

### Reinhardshof
Bau-, Kunst- und Kulturdenkmale im Wertheimer Stadtteil Reinhardshof (⊙) mit dem Wohnplatz Bestenheider Höhe (⊙):
| Bild | Bezeichnung    | Lage                          | Datierung | Beschreibung   | ID |
| ---- | -------------- | ----------------------------- | --------- | -------------- | -- |
|      | Michaelskirche | Willy-Brandt-Straße 3 (Karte) |           | Michaelskirche | BW |

### Vockenrot
Bau-, Kunst- und Kulturdenkmale im Wertheimer Stadtteil Vockenrot (⊙) mit dem Wohnplatz Neuhof (⊙):
| Bild | Bezeichnung    | Lage      | Datierung | Beschreibung                     | ID |
| ---- | -------------- | --------- | --------- | -------------------------------- | -- |
|      | Kriegerdenkmal | Vockenrot |           | Kriegerdenkmal Erster Weltkrieg  |    |
|      | Kriegerdenkmal | Vockenrot |           | Kriegerdenkmal Zweiter Weltkrieg |    |

### Wartberg
Bau-, Kunst- und Kulturdenkmale im Wertheimer Stadtteil Wartberg (⊙):
| Bild           | Bezeichnung                 | Lage                           | Datierung | Beschreibung                                   | ID |
| -------------- | --------------------------- | ------------------------------ | --------- | ---------------------------------------------- | -- |
|                | Ökumenisches Kirchenzentrum | Salon-de-Provence-Ring (Karte) |           | Ökumenisches Kirchenzentrum Wartberg           |    |
| Weitere Bilder | Wartturm „Mäuseturm“        | Wartberg (Karte)               |           | ehemalige Späh- und Aussichtsplattform im Wald |    |

## Einzeldenkmale nach Ortschaften

### Bettingen
Bau-, Kunst- und Kulturdenkmale in Bettingen mit dem Dorf Bettingen (⊙) und dem Wohnplatz Industriegebiet Almosenberg (⊙):
| Bild | Bezeichnung         | Lage                   | Datierung | Beschreibung | ID |
| ---- | ------------------- | ---------------------- | --------- | --- | -- |
|      | Evangelische Kirche | Hauptstraße 15 (Karte) | 1858      | Evangelische Kirche Bettingen. Reich gegliederter Putzbau mit Krüppelwalmdach und Mittelrisalit. | BW |
|      | Kriegerdenkmal      | Bettingen (Karte)      |           | Kriegerdenkmal. Ehrenmal auf dem Friedhof aus rotem Buntsandstein; rechts für die Opfer des Krieges 1870/71, links für die Opfer des 1. Weltkrieges; in der Mitte stehen die Opfer und Vermissten des 2. Weltkrieges. |    |

### Dertingen
Bau-, Kunst- und Kulturdenkmale in Dertingen mit dem Dorf Dertingen (⊙) und dem Wohnplatz Renztal (⊙). Im Bereich des Ortskerns ist mit Resten von mittelalterlichen Vorgängerbauten zu rechnen. Für den Ortsteil Dertingen wurden die Denkmalinformationen aus der historischen Ortsanalyse entnommen:
| Bild           | Bezeichnung                                               | Lage | Datierung         | Beschreibung | ID                       |
| -------------- | --------------------------------------------------------- | --- | ----------------- | --- | ------------------------ |
| Weitere Bilder | Ehemaliges Pfarrhaus                                      | Aalbachstraße 26 (Flstnr. 24) |                   | Zweigeschossiges, in leichter Hanglage stehendes ehemaliges Pfarrhaus mit massiv gemauerter Erdgeschosszone und Fachwerk-Obergeschoss. In der nordöstlichen Stubenzone mit Schiebe-Fensterläden. Nach oben mit zwei Dachgeschossebenen unter einem Satteldach abschließend. Nördlich zweiläufige Freitreppe. Südlich traufseitiger Anbau mit Anhebung der südlichen Dachfläche. Im Kern 1568 (d); seit dem 18. Jahrhundert als Pfarrhaus belegt. Sanierung 2008. Das gut erhaltene ehemalige Pfarrhaus mit seinem frühneuzeitlichen Fachwerk gibt in anschaulicher Weise die frühere Wohnform einer Pfarrersfamilie wieder. Seine bauliche, bau- und ortsgeschichtliche Bedeutung belegen das öffentliche Interesse an seiner Erhaltung aus wissenschaftlichen und heimatgeschichtlichen Gründen. Geschützt nach § 2 DSchG |                          |
| Weitere Bilder | Altes Rathaus                                             | Aalbachstraße 35 (Flstnr. 373) |                   | Zweigeschossiges, traufständiges Rathaus mit seitlicher Durchfahrt im massiv gemauerten Erdgeschoss. Im Obergeschoss Sichtfachwerk mit Fries aus geraden Andreaskreuzen. Nach oben mit zwei Dachgeschossebenen unter einem Satteldach abschließend. Im Kern um 1550, Umbauten um 1700 und jüngere Überformungen. Die nach Norden aus dem Dorf führende, unter dem Rathaus verlaufende Straße wurde ursprünglich als Mittlerer Torweg bezeichnet. Nach dem Gemarkungsatlas 1925 nahm somit das Rathaus selbst zumindest kurzzeitig auch die Funktion eines Dorftores (Mittleres Tor) ein. Das Rathaus nimmt durch seine bauliche Gestalt, das ornamentale Fachwerk und durch seine ortsbildprägende Lage im Zentrum Dertingens eine Sonderstellung ein, womit zugleich seine Bedeutung als öffentliches Gebäude im Ort unterstrichen wird. Die bauliche und ortsgeschichtliche Bedeutung des Rathauses belegen das öffentliche Interesse an seiner Erhaltung aus künstlerischen, wissenschaftlichen und heimatgeschichtlichen Gründen. Geschützt nach § 2 DSchG |                          |
|                | Wohnhaus und Scheune (Steinschiebefenster)                | Aalbachstraße 37 (Flstnr. 371) (Karte) |                   | Im Ortszentrum stehendes, zweigeschossiges Wohnhaus mit massiv gemauerter Erdgeschosszone und verputztem Fachwerk-Obergeschoss. Giebelseitig drei profilierte Schwellen. Nach oben mit zwei Dachgeschossebenen unter einem Satteldach abschließend. 17./18. Jahrhundert mit Überformungen. Das Wohnhaus ist Teil einer weitestgehend überformten Hofanlage. An der nördlich des Hofes gelegenen Scheune befindet sich giebelseitig zum ehem. Mittleren Torweg ein Steinschiebefenster aus der 2. Hälfte des 19. Jahrhunderts. Als anschaulich überliefertes Dokument eines barocken Fachwerkhauses ist das Gebäude struktureller Teil des von Weinbau und Landwirtschaft geprägten, örtlichen Hausbestandes und wesentlich für die Tradierung des historischen Straßen- und Ortsbildes. An seiner Erhaltung besteht aus wissenschaftlichen Gründen ein öffentliches Interesse. Geschützt nach § 2 DSchG | BW                       |
| Weitere Bilder | Wohnhaus                                                  | Aalbachstraße 48 (Flstnr. 277) |                   | In Hanglage befindliches, zweigeschossiges, Fachwerkhaus über hohem, massiv gemauertem Kellersockel. Giebelseitig mit drei profilierten Schwellen; an allen Obergeschossecken mit geschnitzten Eckständern (balusterartige Säulen), einer davon mit der Inschrift „Friedrich Baumann ANNO 1706“ bezeichnet. Nach oben mit zwei Dachgeschossebenen unter einem Satteldach abschließend. Erbaut 1706 (i), Dachstock im 19./20. Jahrhundert. erneuert; mit jüngeren Überformungen. Das in ortsbildprägender Hanglage stehende Wohnhaus gibt mit seinen barocken Fachwerk-Zierelementen in anschaulicher Weise die dörfliche Wohnform des 18. Jahrhunderts wider. Seine bauliche, bau- und ortsgeschichtliche Bedeutung belegen das öffentliche Interesse an seiner Erhaltung aus wissenschaftlichen Gründen. Geschützt nach § 2 DSchG |                          |
| Weitere Bilder | Ehemaliges Schäfer- und Wachhaus                          | Aalbachstraße 54 (Flstnr. 285) |                   | Zentral am Dorfplatz gelegenes, zweigeschossiges Schäfer- und Wachhaus mit massiver Erdgeschosszone und Fachwerk-Obergeschoss. Nach oben mit einem Satteldach abschließend. Das Erdgeschoss ist giebelseitig in Form einer offenen Erdgeschosslaube zurückgesetzt. Die drei das Obergeschoss tragende Holzständer enthalten jeweils Initialen: „CS Bürgerm / VGM / AD Schulth“; AD steht für den damaligen Schultheißen Andreas Diehm. In der Schwelle die Inschrift: „Gott gieb Fried in deinem Land MDCCXLV Glück und Heil zu allen Standt.“ An einem Eckpfosten im Obergeschoss die Jahreszahl „1745“. Erbaut 1745 (i) mit jüngeren Überformungen. Das ortsbildprägende ehemalige Schäfer- und Wachhaus stellt ein wichtiges Dokument der dörflichen Arbeits- und Lebenswelt des 18. Jahrhunderts dar. Seine Sonderrolle als öffentliches Gebäude wird durch die Erdgeschosslaube anschaulich verdeutlicht. An seiner Erhaltung besteht aus wissenschaftlichen und heimatgeschichtlichen Gründen ein besonderes öffentliches Interesse. Geschützt nach § 28 DSchG |                          |
| Weitere Bilder | Ehemaliges Gasthaus „Zum Grünen Baum“                     | Aalbachstraße 56 (Flstnr. 287) |                   | Zentral im Ort stehendes, zweigeschossiges, ehemaliges Gasthaus. Traufständig stehendes Gebäude mit massiv gemauerter Sockelzone und Fachwerk-Vollgeschossen; traufseitig zur Straße fachwerksichtig ansonsten verputzt. Nach oben mit zwei Dachgeschossebenen unter einem Krüppelwalmdach abschließend. Traufseitig doppelläufige Freitreppe und Eingangsportal mit Keilsteininschrift „A.S. 1790“; AS=Andreas Schlundt. Bei jüngst durchgeführter Sanierung wurde auf einem Gefachefeld die Aufschrift: „Erbaut Anno 1679“ angebracht. 17./18. Jahrhundert mit jüngeren Überformungen. Im 18. Jahrhundert ist hier das Gasthaus „zum Strauß“ und später „zum Grünen Baum“ belegt. Das den Straßenraum dominierende, traufständige Gebäude ist ein wichtiges Zeugnis für das dörfliche Gasthauswesen des 18. Jahrhunderts. An seiner Erhaltung besteht daher aus wissenschaftlichen und heimatgeschichtlichen Gründen ein öffentliches Interesse. Geschützt nach § 2 DSchG |                          |
| Weitere Bilder | Hofanlage mit Wohnhaus und Scheune                        | Aalbachstraße 60 (Flstnr. 293) |                   | Zentral im Dorf stehendes, zweigeschossiges Wohnhaus mit massiv gemauerter Erdgeschosszone und Fachwerk-Obergeschoss. Giebelseitig zur Straße fachwerksichtig ansonsten verputzt. Zierfachwerk mit z.T. reich geschnitzten Säulen und genasten Andreaskreuzen; zwei leichte Geschossvorstöße. Nach oben mit zwei Dachgeschossebenen unter einem Satteldach mit einseitigem Krüppelwalm abschließend. 2. Hälfte 16. Jahrhundert mit Überformungen. Rückwärtig, südlich zum Hof stehende, massiv erbaute Scheune; am rundbogigen Kellereingang mit „1735“ bezeichnet. Die gut überlieferte und mit dem Zierfachwerkhaus ortsbildprägende Hofanlage stellt ein wichtiges Zeugnis der bäuerlichen Baustruktur und des Repräsentationsanspruches der Renaissance des 16. Jahrhunderts dar. Für den einst landwirtschaftlich geprägten Ort besteht somit an der Erhaltung der Hofanlage aus wissenschaftlichen und künstlerischen Gründen ein öffentliches Interesse. Geschützt nach § 2 DSchG |                          |
|                | Kellerhaus                                                | Aalbachstraße 70 (Flstnr. 302) (Karte) |                   | Zweigeschossiges Kellerhaus mit massiver Buntsandstein-Erdgeschosszone und Fachwerk-Obergeschoss. Nach oben mit einem Satteldach abschließend. Giebelseitig mit einem Rundbogentor, welches den Kellerzugang bildet und beidseitig von Steinschiebefenstern flankiert wird. Mitte 19. Jahrhundert. Das Kellerhaus stellt ein wichtiges bauliches Dokument für die Weinbaugemeinde Dertingen dar. Aufgrund der hochwassergefährdeten Lage im unteren Dorf nahe dem Aalbach waren Kellerhäuser für die Lagerung von Lebensmitteln notwendig. An der Erhaltung besteht daher aus wissenschaftlichen und heimatgeschichtlichen Gründen ein öffentliches Interesse. Geschützt nach § 2 DSchG | BW                       |
|                | Kellerhaus                                                | Aalbachstraße 84 (Flstnr. 26831) (Karte) |                   | Zweigeschossiges Kellerhaus mit massiver Buntsandstein-Erdgeschosszone und teils gemauertem teils verputztem Fachwerk-Obergeschoss. Nach oben mit einem Satteldach abschließend. Giebelseitig mit einem Rundbogentor, welches den Kellerzugang bildet und beidseitig von Steinschiebefenstern flankiert wird. Darüber hölzerne Fensterläden in Form eines Kreuzes. Mitte 19. Jahrhundert. Das Kellerhaus stellt ein wichtiges bauliches Dokument für die Weinbaugemeinde Dertingen dar. Aufgrund der hochwassergefährdeten Lage im unteren Dorf nahe dem Aalbach waren erhöht gelegene Kellerhäuser für die Lagerung von Lebensmitteln notwendig. An der Erhaltung besteht daher aus wissenschaftlichen und heimatgeschichtlichen Gründen ein öffentliches Interesse. Geschützt nach § 2 DSchG | BW                       |
|                | Wegweiserstein                                            | Aalbachstraße/Mühlbachstraße (Flstnr. 322/20) | 9.625549615887472 | An der Kreuzung von Aalbachstraße und Mühlbachstraße stehender Wegweiserstein aus rotem Buntsandstein mit richtungsangebenden Pfeilen und Inschriften: „Wüstenzell 2,8 km Würzburg 27,3 km“ und „Homburg 4 km“. Spätes 19. Jahrhundert. Der Wegweiserstein stellt ein wichtiges Zeugnis und kulturgeschichtlich bedeutendes Kleindenkmal für die Verkehrsgeschichte dar. An seiner Erhaltung besteht daher aus wissenschaftlichen Gründen ein öffentliches Interesse. Geschützt nach § 2 DSchG |                          |
|                | Ziehbrunnen                                               | Aalbachstraße/Wirtsgasse (Flstnr. 51/2) (Karte) |                   | Geschützt nach § 28 DSchG | BW                       |
|                | Dorfbefestigung mit Dorfmauer sowie Wall-Grabenbereich    | Aalbachstraße (39, 49, 51, 59), Am Berg (8, 9, 11, 13, 15, 17, 20), Am Oberen Tor (6), Bleichwiesenweg (Flstnr. 26020, 26021, 26025, 337/1+15), Dorfgrabenweg (Flstnr. 26790–96, 26798–802, 26804), Lindelbacher Straße (1, 4, 7, 9), Obere Straße (20, 28, 30, 32), Wirtsgasse (18), Zehntgasse (7) |                   | Massiv aus Bruchsteinen gemauerte Dorfmauer mit vorgelagertem Grabenbereich und Wallanlage. Eine Inschriftentafel, welche beim Abbruch des Unteren Tores an ihren heutigen Standort bei Lindelbacher Straße 4 versetzt wurde, berichtet folgendes: „ALS MAN ZALT 1568 IAR DISE MAVR ANGEFANGEN WAR BEI DEM OBER THOR AN BIS ZVM VNDERN SCHON IM IAR 1578 DISER STEIN WART GEMACHT DVRCH LORENTZ SCHMIT ANDREAS BEVSCHELL BVRGERMEINSTER VND HANS HEVSER ANDREAS VOLCK BAVMEINSTER IST DVRCH TEVRER ZEIT WEGEN 3 IAR LANG STILL GELEGEN DAN DAS MALTER KORN TET 7 fl GELTEN SCHON DAS FVDER WEIN 72 fl TVN IZT WIDER GEFANGEN AN GOT GEB IN VND VNS DEN LON GIB GOT DIE RAACH VND EHR DAS ER IN VNS DEN GLAVBEN STERCK VND MEHR AMEN CONRAT DIABEL SCHRIPS“ 1568–1578 erbaut. Im 19. Jahrhundert wurden das Untere Tor und das Obere Tor (1840) abgebrochen. Die ehemalige Dorfbefestigung stellt ein eindrucksvolles, selten gewordenes und gut überliefertes Zeugnis für die einstige Bedeutung des Dorfes dar. An der Erhaltung dieser Sachgesamtheit besteht aus wissenschaftlichen und heimatgeschichtlichen Gründen ein öffentliches Interesse. Geschützt nach §§ 2 (Sachgesamtheit) DSchG |                          |
| Weitere Bilder | Inschriftenbalken                                         | Am Berg 3 (Flstnr. 246) |                   | An einem im 20. Jahrhundert weitestgehend überformten Wohnhaus befindet sich an der nordwestlichen Gebäudeecke ein Inschriftenbalken von 1801 mit der Inschrift: „IOHANN ADAM KACHEL HEISE ICH GOTT IST MEIN BEISTAND DAS WEIS ICH BIN ICH ZIMMERMAN KACHEL ARM VND VERACHT HAB ICH MIR MEIN HAVS DOCH SELBST GEMACHT ANO 1801“ Die Inschrift spiegelt die einfachen Lebensverhältnisse eines Handwerkers zu Beginn des 19. Jahrhunderts wider, einer Zeit des politischen Umbruchs in Folge der französischen Revolution und der bevorstehenden napoleonischen Kriege. Der Inschriftenbalken belegt als wichtiges Dokument die Lebens- und Arbeitsweise der Zeit um 1800. An seiner Erhaltung besteht aus wissenschaftlichen Gründen ein öffentliches Interesse. Geschützt nach §§ 2 (Bauteil) DSchG |                          |
|                | Altes Pfarrhaus                                           | Am Berg 14 (Flstnr. 257) (Karte) |                   | Unweit der Pfarrkirche und dem südlichen Ortsrand stehendes, zweigeschossiges Wohnhaus mit massiv gemauerter Erdgeschosszone und Fachwerk-Obergeschoss. Reich geschnitztes Zierfachwerk mit genasten Andreaskreuzen. An einem Eckständer die Inschrift: „1591“. Nach der Überlieferung soll es sich hierbei um ein ehemaliges Pfarrhaus handeln. Das gut erhaltene, mutmaßliche ehemalige Pfarrhaus gibt in anschaulicher Weise die ländliche Wohnform und die Zierfreude im Fachwerkbau des 16. Jahrhunderts wider. Seine bauliche, bau- und ortsgeschichtliche Bedeutung belegen das öffentliche Interesse an seiner Erhaltung aus wissenschaftlichen und heimatgeschichtlichen Gründen. Geschützt nach § 2 DSchG | BW                       |
|                | Ehemaliges Gasthaus „Löwen“ mit schmiedeeisernem Ausleger | Am Oberen Tor 1 (Flstnr. 319) (Karte) |                   | In ortsbildprägender Ecklage stehendes, zweigeschossiges Gasthaus „Löwen“ mit massiv gemauerter Erdgeschosszone und Fachwerk-Obergeschoss. Nach oben mit zwei Dachgeschossebenen unter einem Satteldach abschließend. Traufseitig über eine Freitreppe erschlossen. 19. Jahrhundert mit jüngeren Überformungen. An der nordwestlichen Ecke angebrachter schmiedeeiserner Wirtshaus-Ausleger sowie verzierte Wasserspeier an der westlichen Regenrinne. 19. Jahrhundert. Das Gasthaus stellt ein anschauliches, ortsbildprägendes Beispiel für das dörfliche Gaststättenwesen des 19. Jahrhunderts dar. An der Erhaltung des Wirtshaus-Auslegers besteht aus wissenschaftlichen und heimatgeschichtlichen Gründen ein öffentliches Interesse. Geschützt nach §§ 2 (Bauteil) DSchG | BW                       |
|                | Hofanlage mit Wohnhaus und Scheune                        | Am Oberen Tor 2 (Flstnr. 315) (Karte) |                   | In Ecklage stehendes, zweigeschossiges Wohnhaus mit massiv gemauerter Erdgeschosszone und verputztem Fachwerk-Obergeschoss. An der nördlichen Traufseite jüngerer Anbau. Nach oben mit zwei Dachgeschossebenen unter einem Satteldach mit einseitigem Krüppelwalm abschließend. 18./19. Jahrhundert. Rückwärtig zum Hof Fachwerkscheune sowie nördlich des Hofes kleiner Fachwerk-Ökonomiebau mit Ställen. Die gut überlieferte kleinbäuerliche Hofanlage im sog. „Köhler Viertel“ vermittelt als wichtiges Zeugnis die von Weinbau und Landwirtschaft geprägten Wohn- und Arbeitsformen des 18./19. Jahrhunderts in Dertingen. An der Erhaltung dieser Hofanlage besteht daher aus wissenschaftlichen Gründen ein öffentliches Interesse. Geschützt nach § 2 DSchG | BW                       |
|                | Doppelscheune                                             | Am Oberen Tor 8, 10 (Flstnr. 223, 222) (Karte) |                   | Am südöstlichen Ortsrand in Ecklage stehende Doppelscheune. Nr. 8 nimmt als massiv gemauerte Scheune mit nördlichem Kellerhalsvorbau das westliche Drittel ein. Bei Nr. 10 handelt es sich um eine Fachwerkscheune über einem massiv gemauerten, mit Rundbogentor und Steinschiebefenstern versehenen, Kellersockel. Nach oben schließen die Scheunen mit einem Satteldach ab. Mitte 19. Jahrhundert. Die in Ecklage schon außerhalb der Dorfmauer stehende Doppelscheune ist ein anschauliches Beispiel für die einst vorherrschende landwirtschaftliche Prägung Dertingens. An der Erhaltung der östlichen, fachwerksichtigen Scheune (Nr. 10) besteht aus wissenschaftlichen Gründen ein öffentliches Interesse. Geschützt nach §§ 2 (Gebäude Am Oberen Tor Nr. 10) DSchG | BW                       |
|                | Keltereigebäude                                           | Am Oberen Tor 12 (Flstnr. 26813) (Karte) |                   | In Eck- und leichter Hanglage stehendes, zweigeschossiges Keltereigebäude mit massiv gemauerter Erdgeschosszone und Fachwerk-Obergeschoss. Im Erdgeschoss rundbogiger Eingang und Steinschiebefenster. Nach oben mit einem Satteldach abschließend. 19. Jahrhundert. Das in zweiter Reihe stehende Gebäude besitzt im Norden einen Hofraum, der von verschiedenen Nebengebäuden flankiert wird. Das am südöstlichen Ortsrand, außerhalb des historischen Ortsetters stehende Keltereigebäude stellt ein wichtiges Zeugnis für die Weinbaugeschichte Dertingens dar. An seiner Erhaltung besteht aus wissenschaftlichen und heimatgeschichtlichen Gründen ein öffentliches Interesse. Geschützt nach § 2 DSchG | BW                       |
|                | Hofanlage mit Wohnhaus, Steinschiebefenstern              | Lindelbacher Straße 4 (Flstnr. 116) (Karte) |                   | In Eck- und leichter Hanglage stehendes, zweigeschossiges Keltereigebäude mit massiv gemauerter Erdgeschosszone und Fachwerk-Obergeschoss. Im Erdgeschoss rundbogiger Eingang und Steinschiebefenster. Nach oben mit einem Satteldach abschließend. 19. Jahrhundert. Das in zweiter Reihe stehende Gebäude besitzt im Norden einen Hofraum, der von verschiedenen Nebengebäuden flankiert wird. Das am südöstlichen Ortsrand, außerhalb des historischen Ortsetters stehende Keltereigebäude stellt ein wichtiges Zeugnis für die Weinbaugeschichte Dertingens dar. An seiner Erhaltung besteht aus wissenschaftlichen und heimatgeschichtlichen Gründen ein öffentliches Interesse. Am westlichen Ortsrand, außerhalb der Dorfmauer stehendes, zweigeschossiges Wohnhaus mit massiv gemauertem Kellersockel und verputzten Fachwerk-Vollgeschossen. Nach oben mit zwei Dachgeschossebenen unter einem Satteldach abschließend. Traufseitig mit außenliegendem Treppenaufgang und Steinschiebefenstern. Inschrift über der Eingangstür: „Streuet Blumen der Liebe bei Lebenszeit Und bewahret einander vor Herzeleid! 19 G. A. Schlundt 48.“ 19. Jahrhundert mit Überformungen. Rückwärtig zum Hof große, massiv gemauerte Scheune und westlich massiv gemauerter Ökonomiebau. Die östliche Hofgrenze wird durch die noch in Teilen bestehende Dorfmauer gebildet, welche eine nachträglich hier eingesetzte Inschriftentafel mit der Entstehungsgeschichte der Dorfbefestigung trägt (siehe Sachgesamtheit Dorfbefestigung). Die Hofanlage des 19. Jahrhunderts ist ein anschauliches Beispiel der einst landwirtschaftlichen Prägung Dertingens. An der Erhaltung der Steinschiebefenster besteht aus wissenschaftlichen Gründen ein öffentliches Interesse. Geschützt nach §§ 2 (Bauteil Steinschiebefenster) DSchG | BW                       |
|                | Mittelalterliche Vorgängerbauten                          | Mühlbachstraße 2, 4 (Bereich) |                   | Ehemalige Mühle: Mitte des 14. Jh. kommt die Mühle durch Graf Eberhard von Wertheim an die Kartause Grünau. 1876 abgebrochen, danach zwei neue Mahlmühlen errichtet, die bis nach dem Zweiten Weltkrieg in Betrieb waren. Geschützt nach §§ 2 (Archäologie) DSchG |                          |
|                | Hofanlage (Zehnthof)                                      | Obere Straße 2 (Flstnr. 154) (Karte) |                   | In ortsbildprägender Ecklage stehendes, stattliches, zweigeschossiges Wohnhaus mit massivem Keller- und Erdgeschoss und Fachwerk-Obergeschoss. Abgesetztes, kleines Vorhaus für die Stube, reich geschnitztes Zierfachwerk mit genasten Andreaskreuzen und Rosetten. Nach oben mit zwei Dachgeschossebenen unter einem Satteldach mit einseitigem Krüppelwalm abschließend. Mittelsäule im Giebel mit Inschrift: „AVF HEVT DATO DEN 20 MEY ALS MAN ZELT 1586 IARS. GAR SCHON THET.EN DERS BEÜSCHEL DVRCH VERLEIVNG.GOTLICHER. GNAT DIESER BAV.AVFRICHDEN THAN. / VND BIT DICH.HERR IHESV CHRIST WAR MENSCH VND SON DV WOLTEST MIR BEISTAN THVN DAS ICH DIESEN BAVE VOLENTEN THON“. Erbaut 1586 (i) mit Überformungen. Rückwärtig und östlich des Hofes große Fachwerk-Scheunen und Ökonomiebauten in Form eines Dreiseitgehöfts. Der Hof wird straßenseitig durch eine massive Hofmauer mit rundbogiger Hofeinfahrt abgeschlossen. Die außerordentlich gut überlieferte Hofanlage ist ein wichtiges Zeugnis für die gehobenen dörflichen Lebens- und Wirtschaftsverhältnisse und die Zierfreude im Fachwerkbau des 16. Jahrhunderts in Dertingen. An seiner Erhaltung besteht aus wissenschaftlichen, künstlerischen und heimatgeschichtlichen Gründen ein öffentliches Interesse. Geschützt nach § 2 DSchG | BW                       |
|                | Hofanlage mit Wohnhaus und Scheune                        | Obere Straße 3 (Flstnr. 41) (Karte) |                   | In Ecklage stehendes, zweigeschossiges Wohnhaus mit massiv gemauertem Kellersockel und verputzten Fachwerk-Vollgeschossen. Nach oben mit zwei Dachgeschossebenen unter einem Satteldach abschließend. Auf der zum Hof hin orientierten, westlichen Traufseite mit außenliegendem Treppenaufgang und Stockwerksvorstoß. Auf der östlichen Traufseite rundbogiger Kellereingang mit der Inschrift „1691“. 17. Jahrhundert mit Überformungen. Westlich und rückwärtig zum Hof in Form eines Dreiseitgehöfts Ökonomiebauten und Scheune mit massiv gemauerter Erdgeschosszone und verputztem Fachwerk-Obergeschoss. Mit dem guten Dokument eines Dreiseitgehöfts an der Oberen Straße ist die Hofanlage struktureller Teil des von Landwirtschaft geprägten Hausbestandes des 17./18. Jahrhunderts in Dertingen. An der Erhaltung des Wohnhauses besteht aus wissenschaftlichen Gründen ein öffentliches Interesse. Geschützt nach § 2 DSchG | BW                       |
| Weitere Bilder | Evangelische Pfarrkirche                                  | Obere Straße 6a, 8 (Flstnr. 164) (Karte) | 12./13. Jh.       | Ehemalige Wehrkirche mit alter Ringmauer, Wehrgang und wohnturmartigem Eingangstor. Chorturmkirche mit quadratischem massiv gemauertem Turm (12./13. Jh.) mit Eckquaderung und Fachwerkaufsatz (16. Jh.). Kirchenschiff mit Flachdecke frühgotisch geprägt (13./14. Jh.). Jüngere Überformungen. Im Inneren hölzerne Empore an drei Seiten des Langhauses mit Inschrift „1575“ an reich verzierter Säule. Kanzel von 1596. Geschnitzter Hochaltar um 1500. Umgeben wird die Wehrkirche von einer massiven Ringmauer mit Schießscharten und Wehrgang. Im östlichen Bereich wurde die Mauer im 20. Jahrhundert abgebrochen bzw. abgeändert. Nördlich steht ein zweigeschossiges, massiv gemauertes Torgebäude mit Rundbogendurchgang, Holztor mit Schlupfpforte und im Obergeschoss Wehrkammer mit Schießscharte. Im Kern 12./13. Jahrhundert mit Überformungen. Die ortsbilddominierende Pfarrkirche mit ihrer Ausstattung und der umgebenden Wehrmauer stellt ein wichtiges Zeugnis der dörflichen Glaubenswelt und der mittelalterlichen Fortifikation dar. An ihrer Erhaltung besteht aus künstlerischen, wissenschaftlichen und heimatgeschichtlichen Gründen ein besonderes öffentliches Interesse. Geschützt nach § 28 DSchG | Wikidata-Objekt anzeigen |
|                | Mittelalterliche Vorgängerbauten                          | Obere Straße 8 (Bereich) |                   | Ehemalige Wehrkirche Ende des 13. Jh. erfolgte der Umbau des Chorinneren und die Errichtung des einschiffigen Langhauses. Sakristeianbau an der Nordseite des Turmes mit 1709 bezeichnet; wohl auch in diese Zeit ein Um- oder Erweiterungsbau des Schiffes zu datieren. Von der wehrhaften Ummauerung des Kirchhofs noch bedeutende Reste erhalten. Geschützt nach §§ 2 (Archäologie) DSchG |                          |
| Weitere Bilder | Kirchhof                                                  | Obere Straße 8 (Flstnr. 164) |                   | Der die evangelische Pfarrkirche umgebende Wehrkirchhof diente bis ins 19. Jahrhundert als Friedhof von Dertingen. Erst mit Anlage des nördlich außerhalb des Ortsetters gelegenen Friedhofes wurden hier keine Bestattungen mehr durchgeführt. Die Freifläche des Kirchhofes, welcher als Teil der ummauerten Wehrkirchenanlage auch Funktionen der Verteidigung und Versorgung in Notzeiten übernehmen konnte, bildet einen historisch und archäologisch wichtigen und daher zu erhaltenden Freiraum. Geschützt nach §§ 2 (Grünfläche) DSchG |                          |
| Weitere Bilder | Ehemaliges Schulhaus                                      | Obere Straße 10 (Flstnr. 268) |                   | In dominanter Ecklage stehendes, dreigeschossiges Schulhaus mit massiv gemauerten Buntsandstein-Außenwänden. Zur Oberen Straße mit Mittelrisalit, in welchem sich der rundbogige Türeingang mit darüber befindlicher Inschriftentafel befindet: „Schulhaus Erbaut unter Bürgermeister A. Diehm. 1874_75.“ Nach oben mit einem flach geneigten Walmdach abschließend. Das stattliche, straßen- und ortsbildprägende ehemalige Schulhaus in typischer kirchennaher Lage vermittelt in anschaulicher Weise den Typus eines Schulhauses des 19. Jahrhunderts. Zugleich dokumentiert das Gebäude die bauliche Erneuerung des Ortes im späten 19. Jahrhundert. An seiner Erhaltung besteht aus wissenschaftlichen und heimatgeschichtlichen Gründen ein öffentliches Interesse. Geschützt nach § 2 DSchG |                          |
|                | Keller                                                    | Obere Straße 14a (Flstnr. 270) |                   | Unter dem Gebäude Obere Straße 14a befindet sich noch der Keller eines Vorgängergebäudes. An der nördlichen Giebelseite hat sich ein Kellerhalsvorbau mit rundbogigem Kellereingang und einem Keilstein mit der Inschrift „J C S T“ (Johann Christoph Strauß) erhalten. Das heute darüber erbaute Wohngebäude entstammt weitestgehend dem späten 20. Jahrhundert. 17./18. Jahrhundert. Der Keller stellt ein bauliches Zeugnis für die durch Weinbau geprägte Gemeinde Dertingen dar. An seiner Erhaltung besteht aus wissenschaftlichen Gründen ein öffentliches Interesse. Geschützt nach § 2 DSchG |                          |
|                | Weingärtnerhaus                                           | Obere Straße 16 (Flstnr. 272) |                   | In Hanglage stehendes, zweigeschossiges Weingärtnerhaus mit massiv gemauerter Erdgeschosszone und verputztem Fachwerk-Obergeschoss. Giebelseitig rundbogiger Kellereingang. Nach oben mit einer Dachgeschossebene unter einem Satteldach abschließend. 18./19. Jahrhundert mit Überformungen. Das Weingärtnerhaus mit seinem typischen Kellerzugang stellt ein bauliches Zeugnis für die durch Weinbau geprägte Gemeinde Dertingen dar. An seiner Erhaltung besteht aus wissenschaftlichen Gründen ein öffentliches Interesse. Geschützt nach § 2 DSchG |                          |
|                | Keller                                                    | Obere Straße 22 (Flstnr. 231) |                   | Unter dem Gebäude Obere Straße 22 befindet sich noch der Keller eines Vorgängergebäudes. An der nördlichen Giebelseite hat sich ein rundbogiger Kellereingang mit Überdachung und Steinschiebefenster erhalten. Das heute darüber erbaute Wohngebäude entstammt weitestgehend dem 20. Jahrhundert. Wohl 18. Jahrhundert. Der Keller stellt ein bauliches Zeugnis für die durch Weinbau geprägte Gemeinde Dertingen dar. An seiner Erhaltung besteht aus wissenschaftlichen Gründen ein öffentliches Interesse. Geschützt nach § 2 DSchG |                          |
|                | Ehemalige Synagoge                                        | Obere Straße 23 (Flstnr. 296) |                   | In Hanglage stehendes, dreigeschossiges Gebäude mit massivem Kellergeschoss und verputzten Fachwerk-Obergeschossen. Nördlich mit vorgelagertem, dreigeschossigem Abort-Anbau und korbbogigem Kellereingang und Steinschiebefenstern im Kellergeschoss. 1814 erbaut mit Überformungen. Wann die jüdische Gemeinde in Dertingen entstand, ist unbekannt. Mit dem Anstieg der jüdischen Bevölkerung wurde 1814 eine Synagoge und zugleich Judenschule erbaut. Um 1825 wurden 26 jüdische Einwohner in Dertingen gezählt. 1827 wurde die Gemeinde dem Rabbinatsbezirk Wertheim zugeteilt. 1926 erwarb die Gemeinde das Gebäude und richtete darin eine Fortbildungsschule ein. Heute wird das Gebäude als Wohnhaus genutzt. Die ehemalige Synagoge stellt das letzte bauliche Zeugnis der jüdischen Geschichte in Dertingen dar. An seiner Erhaltung besteht aus wissenschaftlichen und heimatgeschichtlichen Gründen ein öffentliches Interesse. Geschützt nach § 2 DSchG |                          |
|                | Mittelalterliche Vorgängerbauten                          | Obere Straße 23 (Bereich) |                   | Ehemalige Synagoge und abgegangenes Schächthaus. Die 1814 erbaute Synagoge wurde von der Judengemeinde noch bis in die 1920er Jahre für religiöse Zwecke genutzt. Heute ist sie zu einem Wohnhaus umgebaut. Neben der Synagoge (Richtung Westen) stand das Schächthaus, das in den 1970er Jahren abgerissen wurde. Geschützt nach §§ 2 (Archäologie) DSchG |                          |
|                | Weingärtner- und Kellerhaus                               | Obere Straße 24 (Flstnr. 230) |                   | In Hanglage und zweiter Reihe stehendes, zweigeschossiges Weingärtner und Kellerhaus mit massiv gemauerter Erdgeschosszone und verputztem Fachwerk-Obergeschoss. Giebelseitig Steinschiebefenster und rundbogiger, überdachter Kellereingang mit Inschrift: „A HP M 1764“ (Andreas Hepp, Müller) und darüber ein stilisiertes Mühlrad. Nach oben mit einer Dachgeschossebene unter einem Satteldach abschließend. 18. Jahrhundert mit Überformungen. Das Weingärtnerhaus mit seinem typischen Kellerzugang stellt ein authentisch überliefertes bauliches Zeugnis für die durch Weinbau geprägte Gemeinde Dertingen dar. An seiner Erhaltung besteht aus wissenschaftlichen Gründen ein öffentliches Interesse. Geschützt nach § 2 DSchG |                          |
|                | Hofanlage mit Wohnhaus, Scheune und Steinschiebefenster   | Obere Straße 27 (Flstnr. 306) |                   | In Eck- und Hanglage stehendes, zweigeschossiges Wohnhaus mit massiv gemauerter Erdgeschosszone und Fachwerk-Obergeschoss. In der massiven Sockelzone Steinschiebefenster. Nach oben mit zwei Dachgeschossebenen unter einem Satteldach abschließend. Inschrift am südöst-lichen Eckständer: „S. G. 1824“. Erbaut 1824 (i) - im Kern wohl älter - mit Überformungen. Nördlich des Wohnhauses eine, zu Wohnzwecken ausgebaute Fachwerkscheune. Die anschaulich überlieferte Hofanlage stellt ein gutes Beispiel für die einst landwirtschaftliche Prägung Dertingens im frühen 19. Jahrhundert dar. An der Erhaltung der Steinschiebefenster besteht aus wissenschaftlichen Gründen ein öffentliches Interesse. Geschützt nach §§ 2 (Bauteil Steinschiebefenster) DSchG |                          |
|                | Keller                                                    | Obere Straße 32/1 (Flstnr. 225) |                   | In den südlichen Hang gebauter Keller mit rundbogigem Kellereingang und Steinschiebefenster an der Nordseite. Der Keller befindet sich an der Stelle eines im 20. Jahrhundert abgegangenen Ökonomiegebäudes. Wohl 18. Jahrhundert. Der Keller stellt ein bauliches Zeugnis für die durch Weinbau geprägte Gemeinde Dertingen dar. An seiner Erhaltung besteht aus wissenschaftlichen Gründen ein öffentliches Interesse. Geschützt nach § 2 DSchG |                          |
|                | Mittelalterliche Vorgängerbauten                          | Ortsrand (historischer Bereich) |                   | Ehemalige Dorfummauerung mit Toren: Die Tore (Oberes Tor im Bereich Am Oberen Tor 6/8, Unteres Tor im Bereich Lindelbacher Straße 4) sind abgegangen. Mauer, Wall und Graben im Norden und Süden des Ortes noch deutlich zu erkennen. Möglicherweise war der Ort bereits im 15. Jh. befestigt. Beginn des Mauerbaus im Jahre 1568. Mit beiden Toren 1578 fertiggestellt. Im Verlauf der Würzburger Fehde wird Dertingen 1607 durch Würzburger Truppen eingenommen. Noch in der 2. Hälfte des 19. Jh. ist die Ortsmauer mit den Toren vollständig erhalten. Geschützt nach §§ 2 (Archäologie) DSchG |                          |
|                | Wohnhaus mit Hofmauer                                     | Wirtsgasse 4 (Flstnr. 57) |                   | In einer schmalen, westlich abgehenden Stichgasse der Wirtsgasse stehendes, eingeschossiges Wohnhaus mit massiv gemauerter Sockelzone, verputztem Fachwerk-Erdgeschoss und Kniestock. Im Sockel Steinschiebefenster. Giebelseitig zwei profilierte Schwellen. Nach oben mit zwei Dachgeschossebenen unter einem Satteldach abschließend. 18. Jahrhundert mit Überformungen. Nordöstlich vom Wohnhaus massive Hofmauer mit rundbogiger Hofeinfahrt und Inschriftenstein: „KARLL FERDINAND HORRNN 1.7.8.5.“ Das anschaulich überlieferte Wohnhaus stellt zusammen mit der stattlichen Hofmauer ein wichtiges Dokument für den einst durch Landwirtschaft und Weinbau geprägten Ort dar. An seiner Erhaltung besteht aus wissenschaftlichen Gründen ein öffentliches Interesse. Geschützt nach § 2 DSchG |                          |
|                | Kriegerdenkmal                                            | Dertingen |                   | Kriegerdenkmal |                          |

### Dietenhan
Bau-, Kunst- und Kulturdenkmale in Dietenhan mit dem Dorf Dietenhan (⊙):
| Bild | Bezeichnung    | Lage      | Datierung | Beschreibung | ID |
| ---- | -------------- | --------- | --------- | --- | -- |
|      | Kirche         |           |           | Kirche |    |
|      | Kriegerdenkmal | Dietenhan |           | Kriegerdenkmal 1870/71: In einer Sandstein verkleidenden Wand ist eine Gedenkplatte eingesetzt.                   |    |
|      | Kriegerdenkmal | Dietenhan |           | Kriegerdenkmal Erster Weltkrieg 1914-18: Auf einem Sockel steht eine pyramidenförmige Säule auf vier Kugeln.      |    |
|      | Kriegerdenkmal | Dietenhan |           | Kriegerdenkmal Zweiter Weltkrieg 1939-45: In einer Sandstein verkleidenden Wand ist eine Gedenkplatte eingesetzt. |    |

### Dörlesberg
Bau-, Kunst- und Kulturdenkmale in Dörlesberg mit dem Dorf Dörlesberg (⊙), dem Gehöft Ernsthof (⊙) und den Wohnplätzen Ernsthofsiedlung (⊙) und Ebenmühle (⊙):
| Bild           | Bezeichnung    | Lage                 | Datierung | Beschreibung | ID |
| -------------- | -------------- | -------------------- | --------- | --- | -- |
|                | St. Dorothea   | Hundheimer Straße 72 | 1721      | Kath. Pfarrkirche St. Dorothea. Barockbau von 1721, mit nebenstehendem Turm, 1910. |    |
|                | Kriegerdenkmal | Dörlesberg           |           | Kriegerdenkmal. Das Kriegerdenkmal befindet sich neben der Kirche St. Dorothea. – In der Mitte steht eine dreiseitige Sandsteinstehle mit Kugel und Kreuz. Die drei Seiten sind nach innen halbrund. Vorne das Ortswappen. Links und rechts zwei Namenssteine. |    |
| Weitere Bilder | Mariengrotte   |                      |           | Mariengrotte |    |
|                | Bildstock      |                      |           | Bildstock |    |
|                | Bildstock      |                      |           | Bildstock |    |

### Grünenwört
Bau-, Kunst- und Kulturdenkmale in Grünenwört mit dem Dorf Grünenwört (⊙):
| Bild | Bezeichnung    | Lage              | Datierung | Beschreibung | ID |
| ---- | -------------- | ----------------- | --------- | --- | -- |
|      | Schule         | Rainbachstraße 18 |           | Schule |    |
|      | Kirche         | Grünenwört        |           | Kirche |    |
|      | Kriegerdenkmal | Grünenwört        |           | Kriegerdenkmal Erster Weltkrieg. An der Aussegnungshalle befindet sich der Gedenkstein des 1. WK, aus Sandstein. Unten ein durch Eichenlaub eingefasstes deutsches Kreuz. In der Mitte der Namen ein Schwert das nach unten zeigt. Über der Inschrift ein Stahlhelm mit Lorbeerast. |    |
|      | Kriegerdenkmal | Grünenwört        |           | Kriegerdenkmal Erster und Zweiter Weltkrieg. 1. WK + 2. WK: Vor der Christus-Kirche steht eine Steinsäule, daneben eine Betonwand, auf der die Namenstafeln aus Marmor befestigt sind.                                                                                              |    |

### Höhefeld
Bau-, Kunst- und Kulturdenkmale in Höhefeld mit dem Dorf Höhefeld (⊙), dem Wohnplatz Klosterhöhe (⊙) als Streusiedlung sowie den Höfen Mittelhof (⊙) und Wagenbuch (⊙):
| Bild           | Bezeichnung         | Lage         | Datierung | Beschreibung | ID |
| -------------- | ------------------- | ------------ | --------- | --- | -- |
| Weitere Bilder | Evangelische Kirche | Götzenberg 1 | 1891–1892 | Evangelische Pfarrkirche. Neugotischer Bau, bez. 1891/92. |    |
|                | Rathaus             | Hauptring 27 | 1843      | Rathaus. Massivbau mit Walmdach, doppelläufiger Freitreppe und rundbogigen Fenstern und Portal im Erdgeschoss. 1843 erbaut nach Plänen des Architekten August Moosbrugger (1802–1858).                      |    |
|                | Scheune             | Hauptring 32 | 1834      | Scheune. Heute Feuerwehrhaus. Massive Scheune mit Rundbogenportal, bez. 1834. |    |
|                | Kriegerdenkmal      | Höhefeld     |           | Kriegerdenkmal Erster und Zweiter Weltkrieg. Auf dem Friedhof befindet sich das Kriegerdenkmal. Auf zwei Steinsäulen aufgesetztes Kreuz. Zwischen Säulen und Kreuz sind Namenstafeln aus Metall eingesetzt. |    |

### Kembach
Bau-, Kunst- und Kulturdenkmale in Kembach mit dem Dorf Kembach (⊙) und dem Wohnplatz Sonnenberg (⊙):
| Bild | Bezeichnung         | Lage                | Datierung      | Beschreibung | ID |
| ---- | ------------------- | ------------------- | -------------- | --- | -- |
|      | Evangelische Kirche | Kembachtalstraße 36 | um 8. Jh.–1732 | Ev. Pfarrkirche (§ 28), barocker Saalbau von 1732 (bez.) mit mittelalterlichem Chorturm. Kirchhofmauer mit Rundbogentor (Sachgesamtheit). Geschützt nach § 28 DSchG       |    |
|      | Keller              | Kembachtalstraße 44 | 1707           | Keller mit rundbogigem Eingang, bez. 1707. |    |
|      | Kriegerdenkmal      | Kembach             |                | Kriegerdenkmal Erster und Zweiter Weltkrieg. Auf dem Friedhof befindet sich das Kriegerdenkmal. Eine aus Sandstein bestehende Wand, in der Namensplatten eingesetzt sind. |    |

### Lindelbach
Bau-, Kunst- und Kulturdenkmale in Lindelbach mit dem Dorf Lindelbach (⊙):
| Bild           | Bezeichnung         | Lage                         | Datierung | Beschreibung | ID |
| -------------- | ------------------- | ---------------------------- | --------- | --- | -- |
| Weitere Bilder | Evangelische Kirche | An der Linde 1 (Karte)       | 1719      | Barocke Pfarrkirche mit Dachreiter, bez. 1719. Älterer Chorteil. Eingemauerter Stein der alten Kirchhofmauer, bez. 1582. |    |
| Weitere Bilder | Kriegerdenkmal      | An der Linde 1 (bei) (Karte) |           | Kriegerdenkmal 1870/71.                                                                                                  |    |
|                | Kriegerdenkmal      | An der Linde 1 (bei) (Karte) |           | Kriegerdenkmal Erster Weltkrieg.                                                                                         |    |
|                | Kriegerdenkmal      | An der Linde 1 (bei) (Karte) |           | Kriegerdenkmal Zweiter Weltkrieg.                                                                                        |    |

### Mondfeld
Bau-, Kunst- und Kulturdenkmale in Mondfeld mit dem Dorf Mondfeld (⊙) und dem Wohnplatz Rosenmühle (⊙):
| Bild           | Bezeichnung    | Lage                | Datierung | Beschreibung | ID |
| -------------- | -------------- | ------------------- | --------- | --- | -- |
|                | Rathaus        | Nibelungenstraße 41 | 18. Jh.   | Ehem. Rathaus. Massivbau mit Krüppelwalmdach und Halbkreisfenster im Giebel, ortsbildprägend. Ende 18. Jahrhundert. |    |
| Weitere Bilder | St. Martin     | Nibelungenstraße 43 | 1888      | Katholische Kirche St. Martin (§ 28). Massivbau von 1887 mit spätgotischem Querschiff. Teile der Kirchhofmauer mit drei eingemauerten Kreuzen des 17. Jahrhunderts (Sachgesamtheit, § 2/28). Geschützt nach §§ 2, 28 DSchG |    |
|                | Schule         | Nibelungenstraße 71 |           | Schule |    |
|                | Kriegerdenkmal | Mondfeld            |           | Kriegerdenkmal 1870/71, Erster und Zweiter Weltkrieg. |    |

### Nassig
Bau-, Kunst- und Kulturdenkmale in Nassig mit den Dörfern Nassig (⊙) und Ödengesäß (⊙), dem Wohnplatz Ödengesäßer Hof (⊙) und den Weilern Im Tal (Im Loch) (⊙) und Steingasse (⊙):
| Bild           | Bezeichnung                  | Lage                   | Datierung | Beschreibung | ID |
| -------------- | ---------------------------- | ---------------------- | --------- | --- | -- |
| Weitere Bilder | Auferstehungskirche (Nassig) |                        |           | |    |
|                | Grabstein                    | Miltenberger Straße 50 | 1704-1805 | (am Chor der Pfarrkirche) Grabsteine, bez. 1704 und bez. 1805. |    |
|                | Kriegerdenkmal               | Nassig                 |           | Kriegerdenkmal 1870/71 Dt.-Frz.-Krieg. In der Ortsdurchfahrt Miltenbergerstrasse - Wolpertsweg steht das Denkmal von 1870/71. Auf einem Sandsteinsockel befindet sich eine Figur von Wilhelm I. |    |
|                | Kriegerdenkmal               | Nassig                 |           | Kriegerdenkmal Erster Weltkrieg. Auf dem Friedhof steht das Denkmal des 1. Weltkrieges aus Sandstein. Auf einem mehrteiligen, im oberen Teil konisch zulaufenden Sockel kniet ein betender Soldat. |    |
|                | Kriegerdenkmal               | Nassig                 |           | Kriegerdenkmal Zweiter Weltkrieg. Rechts dahinter befindet sich die Grabanlage des 2. Weltkriegs. Ein Steinaltar mit einem großen Steinkreuz darauf. Davor einzelne Gedenkplatten mit den Namen der Gefallenen. Im rechten Teil befindet sich die Gedenkstätte für die Vermissten. In der Mitte auf einem Sockel – eine Sitzende Frauenfigur. Rechts und links daneben zwei Namenstafeln. |    |
|                | Gedenkstein                  |                        |           | Eugen-Dühmig-Stein |    |
|                | Schule                       | Waldflur 55            |           | Schule |    |

### Reicholzheim
Bau-, Kunst- und Kulturdenkmale in Reicholzheim mit dem Dorf Reicholzheim (⊙), dem Weiler Bronnbach (⊙), dem Gehöft Schafhof (⊙) und den Wohnplätzen Bahnstation Bronnbach (⊙), Bahnstation Reicholzheim (⊙), Campingplatz (⊙), Eichgrundsiedlung (⊙), Jungheidsiedlung (⊙) und Teilbacher Mühle (⊙):

#### Dorf Reicholzheim
| Bild           | Bezeichnung              | Lage                         | Datierung   | Beschreibung | ID |
| -------------- | ------------------------ | ---------------------------- | ----------- | --- | -- |
| Weitere Bilder | St. Georg                | St.-Georg-Straße 7           | 1713–1903   | Kath. Pfarrkirche St. Georg von 1713 mit Erweiterung von 1903. |    |
| Weitere Bilder | Bahnhof Reicholzheim     |                              | 1868        | Bahnhof Reicholzheim. Teil der Sachgesamtheit Badische Taubertalbahn. |    |
|                | Historische Tauberbrücke |                              |             | Historische Tauberbrücke |    |
| Weitere Bilder | Steinkreuznest           | Zu den Kreuzen (bei) (Karte) | 14.–16. Jh. | Das Steinkreuznest in Reicholzheim ist die größte Steinkreuznestansammlung Süddeutschlands mit 14 Steinkreuzen aus Sandstein, die in einer roten Sandsteinstützmauer eingebettet sind. Die Kreuze stehen am alten Höhenweg zwischen Reicholzheim und Bronnbach. Laut Fränkische Nachrichten sei eines der größten Steinkreuznester der Welt in Reicholzheim zu entdecken. |    |
|                | Gedenkstein              |                              |             | Gedenkstein |    |
|                | Bildstock                |                              |             | Bildstock |    |
|                | Dreifaltigkeitskapelle   |                              |             | Kapelle, erbaut 1894, Stiftung Johann Adam Umert |    |
|                | Bildstock                |                              |             | Bildstock |    |
|                | Kriegerdenkmal           | Reicholzheim                 |             | Kriegerdenkmal Erster und Zweiter Weltkrieg |    |
|                | Nepomukstatue            |                              |             | Nepomukstatue |    |
|                | Steinkreuz               |                              |             | Steinkreuz |    |

#### Weiler Bronnbach
| Bild           | Bezeichnung                     | Lage                            | Datierung   | Beschreibung | ID |
| -------------- | ------------------------------- | ------------------------------- | ----------- | --- | -- |
|                | Kloster Bronnbach               | Bronnbach (Karte)               | 1153 (vor)  | Zisterzienserabtei Bronnbach. Sachgesamtheit Kloster Bronnbach. |    |
|                | Klosterkirche Mariä Himmelfahrt | Bronnbach (Karte)               | 1222        | Klosterkirche Mariä Himmelfahrt. Kath. Pfarrkirche, St. Marien. Barockisierte Klosterkirche von 1222. (Teil der Sachgesamtheit Kloster Bronnbach).                                                                          |    |
|                | Klostergarten                   | Bronnbach (Karte)               | 18. Jh.     | Klostergarten. Abtei- bzw. Prälaturgarten mit Figurenbalustrade und Fontänenbrunnen mit Wappen des Abtes J. Hartmann. Anfang 18. Jahrhundert. (Teil der Sachgesamtheit Kloster Bronnbach).                                  |    |
|                | Belvedere                       | Bronnbach, Bronnbach 15 (Karte) | 1725-1728   | Belvedere. Saalgarten mit zwei Pavillons und Belvedere von 1725-1728. (Teil der Sachgesamtheit Kloster Bronnbach). |    |
|                | Spital                          | Bronnbach (Karte)               | 1705        | Ehem. Spital, Krankenhaus, heute Archivverbund des Main-Tauber-Kreises. Barocker Putzbau mit Schweifgiebel, reiches Seitenportal, bez. 1705. (Teil der Sachgesamtheit Kloster Bronnbach).                                   |    |
|                | Refektorium                     | Bronnbach, Bronnbach 9 (Karte)  |             | Refektorium (Teil der Sachgesamtheit Kloster Bronnbach). |    |
|                | Josefssaal                      | Bronnbach (Karte)               | 1724/25     | Festsaalbau. Josefssaal von 1724/25. (Teil der Sachgesamtheit Kloster Bronnbach). |    |
|                | Konventgebäude                  | Bronnbach, Bronnbach 11 (Karte) |             | Konventgebäude. Barockisiertes Abtei- und Konventsgebäude. (Teil der Sachgesamtheit Kloster Bronnbach). |    |
|                | Klostergebäude                  | Bronnbach, Bronnbach 9 (Karte)  |             | Ehem. Klostertrakt (nachmaliges Schloss). (Teil der Sachgesamtheit Kloster Bronnbach). | BW |
|                | Remise                          | Bronnbach (Karte)               | 19. Jh.     | Fahrerwohnung mit Remise, 19. Jahrhundert. (Teil der Sachgesamtheit Kloster Bronnbach). | BW |
|                | Friedhof                        | Bronnbach (Karte)               | 1850 (nach) | Friedhof nach 1850 hierher verlegt, mit Rotsandstein-Kreuz und Grabstätten von Domänenangehörigen. (Teil der Sachgesamtheit Kloster Bronnbach).                                                                             | BW |
|                | Orangerie                       | Bronnbach, Bronnbach 5 (Karte)  | 1774        | Orangerie mit konkavem Sonnenfang, darauf figurenreiches Gemälde, 1774. (Teil der Sachgesamtheit Kloster Bronnbach). Die Orangerie beherbergt heute ein Restaurant.                                                         |    |
|                | Bildstock                       | Bronnbach (Karte)               | 1720        | Bildstock. Josefsäule, Rotsandstein, bez. 1720. (Teil der Sachgesamtheit Kloster Bronnbach). | BW |
|                | Remise                          | Bronnbach (Karte)               | 19. Jh.     | Wagenremise des 19. Jahrhunderts, Teil der ehem. Schloss- vormals Klosteranlage. (Teil der Sachgesamtheit Kloster Bronnbach).                                                                                               | BW |
|                | Stall                           | Bronnbach (Karte)               | 18. Jh.     | Ehem. Rinderstall des Klosters aus dem 18. Jahrhundert, heute Fraunhofer-Institut. (Teil der Sachgesamtheit Kloster Bronnbach).                                                                                             | BW |
|                | Brunnen                         | Bronnbach (Karte)               | 17./18. Jh. | Hofbrunnen mit zwei aus Klostergärten stammenden Schalen und Viehtränke, 17./18. Jahrhundert. (Teil der Sachgesamtheit Kloster Bronnbach).                                                                                  |    |
|                | Klostergebäude                  | Bronnbach (Karte)               | 1742        | Ehem. Renteigebäude bzw. Bursariat. Barocker Putzbau mit Walmdach, doppelläufige Freitreppe mit Prunkportal von 1742. (Teil der Sachgesamtheit Kloster Bronnbach).                                                          |    |
|                | Pferdestall                     | Bronnbach (Karte)               | 18. Jh.     | Pferdestall und Remise, 18. Jahrhundert. (Teil der Sachgesamtheit Kloster Bronnbach). | BW |
|                | Klostermauer                    | Bronnbach (Karte)               |             | Ehem. Klostermauer. (Teil der Sachgesamtheit Kloster Bronnbach). |    |
|                | Scheune                         | Bronnbach (Karte)               | 16. Jh.     | Ehem. Große Scheune des Klosters (heute Museum für ländliches Kulturgut, Außenstelle des Museums Wertheim). Massivbau des 16. Jahrhunderts mit Staffelgiebeln und Mansarddach. (Teil der Sachgesamtheit Kloster Bronnbach). |    |
|                | Schreinerei                     | Bronnbach, Bronnbach 14 (Karte) | 1716-1718   | Ehem. Schreinereibau. Barocker Putzbau mit Walmdach und geohrten Portalen mit Oberlicht, Wappen des Abtes Hartmann, 1716–18. (Teil der Sachgesamtheit Kloster Bronnbach).                                                   | BW |
| Weitere Bilder | Bahnhof Bronnbach               | Bronnbach (Karte)               | 1868        | Bahnhof Bronnbach. Teil der Sachgesamtheit Badische Taubertalbahn. |    |
| Weitere Bilder | Eisenbahnbrücke Bronnbach       | Bronnbach (Karte)               | 1868        | Teil der Sachgesamtheit Badische Taubertalbahn. |    |
|                | Tauberbrücke                    | Bronnbach (Karte)               | 1408        | Tauberbrücke. Mehrbogige Steinbrücke von 1408 mit Nepomukstatue (Kopie), bez. 1731. (Teil der Sachgesamtheit Kloster Bronnbach).                                                                                            |    |
|                | Konradskapelle                  | Bronnbach (Karte)               |             | Konradskapelle |    |
|                | Denkmal                         | Bronnbach (Karte)               |             | Denkmal | BW |
|                | Bildstock                       | Bronnbach (Karte)               |             | Bildstock | BW |

### Sachsenhausen
Bau-, Kunst- und Kulturdenkmale in Sachsenhausen mit dem Dorf Sachsenhausen (⊙) und dem Wohnplatz Am Kirchenweg (⊙):
| Bild | Bezeichnung         | Lage              | Datierung | Beschreibung | ID |
| ---- | ------------------- | ----------------- | --------- | --- | -- |
|      | Schule              | Am Feldergraben 1 | 1906-1907 | Schule. Massivbau in reicher Gruppierung. Seitenrisalit mit Schweifgiebel. 1906/1907, davor Gefallenenehrenmal für den Krieg von 1870/71.                                                                  |    |
|      | Evangelische Kirche | Teilbachstraße 15 | 1877–1879 | Ev. Pfarrkirche. Neugotischer Bau des Baumeisters Hermann Behaghel, Heidelberg, mit Elementen der Vorgängerkirche, 1877/79. Dazugehörig Kirchhofmauer mit eingemauertem Stein, bez. 1747 (Sachgesamtheit). |    |
|      | Rathaus             | Teilbachstraße 25 | 1841      | Rathaus. Massivbau mit Walmdach in Ecklage. Eingangsloggia mit Rundbogen, bez. 1841. |    |
|      | Kriegerdenkmal      | Sachsenhausen     |           | Kriegerdenkmal 1870/71 |    |
|      | Kriegerdenkmal      | Sachsenhausen     |           | Kriegerdenkmal Erster Weltkrieg. |    |
|      | Kriegerdenkmal      | Sachsenhausen     |           | Kriegerdenkmal Zweiter Weltkrieg. |    |

### Sonderriet
Bau-, Kunst- und Kulturdenkmale in Sonderriet mit dem Dorf Sonderriet (⊙):
| Bild           | Bezeichnung    | Lage              | Datierung | Beschreibung                                                                       | ID |
| -------------- | -------------- | ----------------- | --------- | ---------------------------------------------------------------------------------- | -- |
| Weitere Bilder | Rathaus        | Wildbachstraße 44 | 1909      | Rathaus. Massivbau mit Walmdach und seitlich geschweiftem Zwerchgiebel, bez. 1909. |    |
|                | Kriegerdenkmal | Sonderriet        |           | Kriegerdenkmal Erster und Zweiter Weltkrieg.                                       |    |

### Urphar
Bau-, Kunst- und Kulturdenkmale in Urphar mit dem Dorf Urphar (⊙) und dem Wohnplatz Klosterweg (⊙):
| Bild           | Bezeichnung           | Lage                       | Datierung | Beschreibung | ID |
| -------------- | --------------------- | -------------------------- | --------- | --- | -- |
| Weitere Bilder | Jakobskirche (Urphar) | Wehrkirchstraße 14 (Karte) | 13. Jh.   | Ev. Pfarrkirche St. Jakobus, romanischer Bau mit Kirchhofmauer und rundbogigem Eingang, 13. Jahrhundert (Sachgesamtheit). Geschützt nach § 28 DSchG |    |
|                | Kriegerdenkmal        |                            |           | Kriegerdenkmal Erster Weltkrieg. |    |
|                | Kriegerdenkmal        |                            |           | Kriegerdenkmal Zweiter Weltkrieg. |    |

### Waldenhausen
Bau-, Kunst- und Kulturdenkmale in Waldenhausen mit dem Dorf Waldenhausen (⊙):
| Bild           | Bezeichnung         | Lage                   | Datierung         | Beschreibung | ID                       |
| -------------- | ------------------- | ---------------------- | ----------------- | --- | ------------------------ |
| Weitere Bilder | Evangelische Kirche | Rüdenholzweg 3 (Karte) | um 8. Jh.–15. Jh. | Ev. Pfarrkirche (§ 28), romanisch-gotischer Bau mit Kirchhofmauer (Sachgesamtheit § 2/28). Einstige Wehrkirche; das ursprüngliche Patrozinium der zunächst katholischen Kirche lautete St. Peter und St. Antonius; Darstellungen der beiden Heiligen sind als Fresken auf der Chorabschlusswand erhalten; seit der Reformation als Evangelische Kirche geführt. Geschützt nach §§ 2, 28 DSchG | Wikidata-Objekt anzeigen |
|                | Kriegerdenkmal      | Waldenhausen (Karte)   |                   | Kriegerdenkmal Erster Weltkrieg. An der Außenmauer des Friedhofes eingebettet befinden sich zwei Gedenktafeln. Links (1. WK) eine, einem Tempeleingang nachempfundene Sandsteinplatte, oben mit herausgearbeitetem Stahlhelm, Bajonett und Eichenlaubblättern, in der Mitte ein Kreuz mit unterlegtem Kranz.                                                                                  |                          |
|                | Kriegerdenkmal      | Waldenhausen (Karte)   |                   | Kriegerdenkmal Zweiter Weltkrieg. An der Außenmauer des Friedhofes eingebettet befinden sich zwei Gedenktafeln. Rechts (2. WK) eine Metalltafel mit einem hervorgehobenen Kreuz sowie einer Einrahmung – ähnlich einem Tor. |                          |